# Naturtheorie
Eine Naturtheorie ist eine Theorie zur Beschreibung und Erklärung der äußeren, nicht von Menschen gemachten Wirklichkeit (der „unkultivierten“ Natur) im Gegensatz zur Kultur oder zur Gesellschaft. Sie versucht, interdisziplinär Aussagen über natürliche Phänomene auf wenige Grundprinzipien zurückzuführen oder die Gültigkeit eines oder mehrerer durch Forschung oder Beobachtung entdeckter bzw. hypothetisch unterstellter Grundprinzipien in den verschiedenen natürlichen Phänomenen nachzuweisen.

## Einführung
Natur wurde lange Zeit vom philosophischen Naturalismus und philosophischen Realismus als quasi gesetzgebende Wirklichkeit aufgefasst, deren Gesetzmäßigkeiten von den Wissenschaftlern lediglich durch Beobachtung abgelesen werden müssen. Antike wie neuzeitliche Theorien der Natur sind jedoch weiter und zugleich enger definiert als Naturgesetze, die nach modernem Verständnis nur beobachtbare Regelmäßigkeiten im Verhalten realer Systeme beschreiben: Weiter insofern, als bei tastender wissenschaftlicher Annäherung an neue Themen, z. B. bei erstmaliger Formulierung einer Theorie über einen neuen Gegenstand, diese Theorien oder „Prototheorien“ oft unpräzise, phänomenologisch oder nur rein metaphorisch formuliert wurden. Empirische Beobachtung und Systematisierung der Naturphänomene wurden jahrtausendelang betrieben, ehe sie rational analysiert wurden und erst recht, bevor die Rationalität einer Theorie als Wahrheitskriterium gesetzt wurde. Anstoß gaben oft ungewöhnliche oder beängstigende Phänomene, aber eben auch Regelmäßigkeiten wie in der Kosmologie. Man bediente sich dabei wechselnder bildhafter Beschreibungen (Metaphorik), bekannter Mythen oder mehr oder weniger origineller Spekulationen. Die Grenze zur Magie und Mystik verlief unscharf. Erst spät wurden Theorien, die versuchten, die Beobachtungsdaten zu systematisieren, durch permanente Kritik hinterfragt, die ihre Mängel, Lücken und Fehler aufwiesen und nach den Ursachen ihres Scheiterns suchten und damit auf einen kontinuierlichen Erkenntnisgewinn zielten.
Doch auch in neuerer Zeit richteten sich bildhaft-projektive, dabei heuristisch oft fruchtbare Naturtheorien gegen die Verarmung der Naturerkenntnis durch die fortschreitende Abstraktion, so z. B. die spirituell aufgeladene Gaia-Hypothese. Vor allem menschliche Artefakte wie „Uhrwerk“, „Weltmaschine“ oder „Teilchenzoo“ dienten wegen ihrer Anschaulichkeit immer wieder als Paradigmen der Interpretation des kosmischen oder subatomaren Geschehens. Es gibt bis heute kaum eine naturwissenschaftliche Theorie, die sich nicht solcher Bilder bedient.
Andererseits beleuchten viele Naturtheorien sehr enge Ausschnitte des Naturgeschehens, d. h., sie entwickeln spezielle, selektive und historisch wechselnde Perspektiven auf ihre oft wechselnden Gegenstände, die oft unzulässig verallgemeinert und auf andere Bereiche übertragen werden. So stand zeitweise die Fragestellung nach der korpuskularen Struktur der Materie im Vordergrund theoretischer Bemühungen und ignorierte alle Phänomene, die dadurch nicht zu erklären waren. Zu anderen Zeiten waren es die unsichtbaren Kräfte und Fernwirkungen, die Sinneseindrücke, die die äußere Natur im Subjekt hinterlässt oder die evolutionären Übergänge vom Anorganischen ins Organische, dann wieder die Suche nach einer Universaltheorie oder nach der mathematischen Vereinheitlichung disparater Theorien.
Ein wiederkehrendes Thema ist dabei die Frage nach der atomistischen oder holistischen Deutung der Natur. Bei Albert Einstein findet sich das häufigste Argument für eine atomistische Deutung: Die physikalischen Gebilde haben einige wenige inhärente Eigenschaften und sind an bestimmten Punkten in Raum und Zeit angeordnet: „Ohne die Annahme einer solchen Unabhängigkeit der Existenz (des «So-seins») der räumlich distanten Dinge voneinander, die zunächst dem Alltags-Denken entstammt, wäre physikalisches Denken in dem uns geläufigen Sinne nicht möglich.“ Dieser Ansatz wird durch die Quantentheorie herausgefordert, die eine holistische Deutung von Quantensystemen nahelegt. Holistische Erklärungen gehen davon aus, dass die Dinge, die Teile des Ganzen sind, ihre Eigenschaften aus dem Ganzen beziehen bzw. nur im Ganzen haben.
Wurde die Natur lange als die äußere Welt betrachtet, die von menschlicher Einflussnahme getrennt ist, hat sich unterdessen ein tieferes Verständnis für die Wechselwirkungen zwischen Mensch und Umwelt entwickelt, das ökologische, soziale und kulturelle Aspekte umfasst. In dem Maße, in dem der Mensch die Natur (einschließlich seiner eigenen) durch wissenschaftlich-technische Interventionen formt, „kultiviert“ oder „zivilisiert“ und seit dem 20. Jahrhundert sogar künstliche superschwere Elemente oder gentechnisch veränderte Lebewesen zu erzeugen vermag, wird der Begriff einer Naturtheorie ebenso problematisch, wie die Vorstellungen von Natur immer vielfältiger werden. Während die Idee der Natur im allgemeinsten Sinne als Einheit aller Materien und Kräfte, die außerhalb der von Menschen gemachten Kultur wirken, bemerkenswert konstant scheint, haben wir es seit der frühen Neuzeit mit einer zunehmenden Pluralität von Naturbegriffen zu tun.
Dabei ist schon die Unterscheidung der natürlichen und der kulturellen bzw. zivilisatorischen Aspekte des menschlichen Körpers schwierig genug. Noch schwieriger wird die Abgrenzung bei mentalen Prozessen, die Descartes untersuchte, der das nur individuell erfahrbare eigene Sein (ebenso wie den Schöpfer) nicht der Natur zurechnete. Letzten Endes ist die bis in die Neuzeit wirkende Naturvorstellung des Aristoteles, wonach Natur (physis) das vom Menschen nicht Geschaffene (techne) ist, ist wenig trennscharf. Der Mensch kann sich selbst und seine Hervorbringungen zwar nicht verstehen, wenn er sich nur als Naturgeschöpf betrachten, doch steckt die Geltung von Naturgesetzen weiterhin unüberschreitbare Grenzen der Manipulierbarkeit der Natur ab. Der Verlauf dieser Grenze wird zwischen naturalistischen und kulturalistischen Positionen kontrovers diskutiert, gerade weil in der Biosphäre nur noch Reste einer nicht hergestellten, manipulierten oder kontaminierten Welt vorhanden sind. Schließlich stellt sich die Frage, ob die sichtbare Natur wirklich existiert oder ob uns die Kohärenz und Konsistenz der Erscheinungen, die wir subjektiv wahrnehmen, eine Welt vorgaukeln, hinter der sich eine wirkliche Natur verbirgt, die zum größten Teil unsichtbar ist.

## Zum Status von historischen und aktuellen Naturtheorien
Naturtheorien sind als Versuche der Naturerklärung historische Phänomene. Sie haben sich unter dem Einfluss innerer und äußerer Faktoren herausgebildet. Zu den letzteren gehören die jeweiligen historischen Erkenntnisvoraussetzungen, also ihre kulturellen, sozialen und wirtschaftlichen Randbedingungen. Zu den wichtigsten inneren Faktoren gehörte die fortschreitende Ausdifferenzierung der Naturwissenschaften, das seit der Neuzeit zu dem Versuch führte, das immer stärker fragmentierte Wissen der sich rasch entwickelnden Einzelwissenschaften erneut zu integrieren. Oft hatten Naturtheorien daher hypothetischen Charakter, weil sie nicht auf den unmittelbar beobachtbaren Prinzipien basierten und von philosophischen Grundannahmen durchdrungen waren; oder sie arbeiteten mit sich später als unhaltbar erweisenden Analogien, die in der jeweiligen Epoche zur Hand waren. Dennoch ergaben sich selbst aus unbrauchbaren Analogien und Modellen produktive Anregungen für die positive Forschung, so z. B. durch die Verallgemeinerung des Darwinschen Evolutionsgedankens im 19. Jahrhundert, der Einzug in viele Fachrichtungen hielt. Das sehen auch Wissenschaftshistoriker wie Michel Serres so: „Was heute als große Neuerung gilt, ist manchmal zwei Jahrtausende alt, und was als irrational erscheint, bereitet oft den Triumph der Vernunft vor.“ Zumindest gäbe es unterhalb der in „winzige Segmente zerschnittenen, allzu vergesslichen Geschichte“ naturwissenschaftlicher Forschung „einen beständigen Strom oder Anschauungen mit weiterem Horizont“.
In anderen Fällen hemmten diese Anschauungen und Theorien jedoch die einzelwissenschaftliche Forschung, so in Bezug auf Phänomene wie Wärme, Licht, oder sie führten das menschliche Vorstellungsvermögen insgesamt in eine falsche Richtung. z. B. wenn man lange Zeit davon ausging, es müsse eine Substanz oder zumindest eine „feinere Form“ der Materie wie der hypothetische Äther hinter diesen Phänomenen stecken. Noch bei Descartes begegnen wir der res cogitans, der „denkenden Sache“, die allerdings keine Ausdehnung oder Gestalt habe und streng von der Materie, der res extensa, getrennt sei.
Andere Theorien über die Natur blieben trotz ihres prinzipiell wegweisenden Ansatzes jahrhundertelang folgenlos wie die antike Lehre des Atomismus, deren Überprüfung beim damaligen Stand der Technik nicht möglich war. So konnte die Atomtheorie erst mehr als 2000 Jahre nach ihrer ersten Formulierung um 1910 so unwiderlegbar bestätigt werden, dass sich ihr alle ernsthaften Naturwissenschaftler anschlossen. Wie andere vorneuzeitliche Naturtheorien erfüllte sie jedoch bereits im Altertum die Minimalanforderungen an eine wissenschaftliche Theorie bzw. Hypothese und kehrte in verschiedenen Abwandlungen und in verfeinerter Form immer wieder.
Ältere Naturtheorien waren kaum je so strukturiert, dass sie dem modernen Theorieideal z. B. Quines auch nur annähernd nahekamen. Jeder Theoriewandel implizierte auch einen – oft tiefgreifenden – Bedeutungswandel der wissenschaftlichen Begriffe und ihrer Beziehungen zueinander. Ähnliches wie für den Atombegriff gilt also auch für Begriffe wie „Materie“, „Kraft“ oder „Energie“, an denen die Wissenschaftsgemeinde festhielt, obwohl sie im Lauf der Zeit sehr unterschiedlich interpretiert wurden und dabei nicht nur ihre Anschaulichkeit verloren, sondern auch mit verschiedensten Beobachtungs- und Messverfahren operationalisiert wurden – man denke nur an den Wandel der Definition des Meters. Einen solchen Bedeutungswandel lässt Quines Theoriebegriff jedoch durchaus zu, wenn er unter Theorie im weiteren Sinne jedes überlieferte holistische System von Aussagen versteht, das von der Mehrheit der wissenschaftlichen Community geteilt wird.
Auch im Mittelalter – so zum Beispiel bei Thomas von Aquin – wurde zwischen Naturwissenschaft und Naturphilosophie nicht unterschieden. Das Denken im Reich der Ideen erlaubte spekulative Höhenflüge, während sich die materielle Realität beim damaligen Stand der Technik als unzugänglich oder widerständig gegenüber Interpretationsversuchen erwies. So entwickelten sich die Werkzeuge des Denkens, vor allem die deduktive Logik, schneller als die Erkenntnisse über die Natur. Erst Roger Bacon erhob unter dem Einfluss der induktiven Methode des persisch-arabischen Mathematikers, Optikers und Meteorologen Alhazen die Forderung, die Schlussfolgerungen der Naturphilosophie unabhängig von Aussagen der Autoritäten experimentell zu überprüfen. Das bezog sich vor allem auf die vielen niemals überprüften Aussagen im umfangreichen Werk des Aristoteles, auch wenn Bacon diesem in dogmatischer Hinsicht verpflichtet blieb.
Von der sich in der Folge in viele Denkrichtungen zersplitternden Naturphilosophie unterscheiden sich neuere Naturtheorien vor allem durch ihr Bestreben, das Verständnis allgemeiner Prinzipien der Natur erfahrungswissenschaftlich und nicht metaphysisch zu fundieren. Die Naturphilosophie (bzw. heute die Philosophie der Naturwissenschaften) arbeitet demgegenüber vor allem an der Schärfung der den Naturwissenschaften vorausgesetzten Begriffe. Sie reflektiert die Tauglichkeit dieser Begriffe im Hinblick auf die Erkenntnisgewinnung und diskutiert die Schranken menschlicher Erkenntnis- und Erklärungsmöglichkeiten. Außerdem bezieht sie ästhetische und ethische Aspekte in ihre Betrachtungen ein. Die technische Formbarkeit und Substituierbarkeit von Naturprozessen durch Technoscience sind wiederum Themen der Technikphilosophie und teilweise auch der Wissenschaftssoziologie.
Die in der spontanen Anschauung der Welt verankerte, aber auch von der modernen Wissenschaftstheorie – z. B. vom logischen Positivismus – geforderte Trennung von Beobachter und äußerer Natur, eine distanzierte Haltung also, bei der der Wissenschaftler den untersuchten Naturobjekten äußerlich bleibt und dadurch eine zeitentrückte Objektivität erreichen soll, wurde im Laufe der Zeit immer wieder und zuletzt vor allem durch die Quantentheorie in Frage gestellt.
So wird immer deutlicher, dass die Naturwissenschaften nicht nur die äußere Natur, sondern (auch) die Hervorbringungen menschlichen Geistes und menschlicher Erfindungskraft zum Gegenstand haben. Die Versuche, eine Trennungslinie zwischen Naturtheorie und -philosophie dort zu ziehen, wo der Bereich der empirischen Evidenz endet und der Bereich der philosophischen Spekulation beginnt, blieben insofern problematisch, als Evidenz (im Sinne des bloßen „Augenscheins“) eine Frage der Gewohnheit, kulturellen Einübung von Sicht- und Denkweisen und der dabei genutzten Beobachtungsinstrumente ist. Daher trat im Laufe der Zeit das Kriterium der Evidenz als Merkmal nicht-spekulativer Theorie in den Hintergrund und wurde durch das der Prognosefähigkeit der Theorie ersetzt. Seit Newton wurde es üblich, aus einer mathematisierten Theorie mit rein deduktiven Verfahren Schlussfolgerungen abzuleiten, die erst dann empirisch zu überprüfen waren. Ob diese Arbeitsweise der Physiker z. B. auch für die Biologie sinnvoll ist, bleibt Gegenstand von Kontroversen. Ähnlich versagt auch das Abgrenzungskriterium der kritischen Überprüfbarkeit von theoretischen Aussagen, da manche von Naturwissenschaftler aufgestellten Theorien zunächst gar nicht empirisch überprüfbar waren.
Mit der Entwicklung des klassischen Astronomie und Physik wurde der Anthropozentrismus zunehmend aus den Theorien über die Natur verdrängt. So stellte Ernst Cassirer fest: „All progress in „exact“, strictly scientific physics is directed toward eradicating the anthropomorphic ingredients of the physical world view.“ Beispielsweise wurde die auf den Menschen bezogene Vorstellung von „oben“ und „unten“ angesichts des Newtonschen Begriffs des Raums sinnlos. Einher ging dies allerdings mit der schon bei Francis Bacon radikalen Forderung nach praktischer technischer Beherrschung der Natur durch den Menschen. Im 20. Jahrhundert wurde der Naturbegriff immer seltener verwendet; der Naturalismus hebt demgegenüber die Bedeutung der naturwissenschaftlichen Methoden zur Erkenntnisgewinnung hervor und negiert die Möglichkeit philosophischer oder geisteswissenschaftlicher Zugänge zur Erkenntnis. Doch deutet sich seit der zweiten Hälfte des 20. Jahrhunderts eine holistische Gegenbewegung an, die den Menschen als Sinn(geber) der Natur ansieht und zugleich die Grenzen der rationalen Verstehbarkeit und Beherrschbarkeit der Natur akzeptiert, was mitunter der Esoterik Vorschub leistet. Auch wird darauf hingewiesen, dass wir im Diskurs über Menschen Natur immer noch mit anthropozentrischen Begriffen zu erklären versuchen.

## Begriffsgeschichte
Das Programm einer Theorie der Natur im eingangs skizzierten Sinn wird zuerst von Aristoteles formuliert, der den Anspruch erhebt, „Grund-Sätze oder Ursachen oder Grundbausteine“, also Prinzipien einer „Wissenschaft der Natur“ aus dem „Vermengten“ (dem uns oberflächlich bekannten Ganzen) herauszuarbeiten und einen Weg von den „Ganzheiten zu den Einzelheiten“, d. h. im analytischen Sinne zu beschreiten. Dabei beschreibt er die empirischen Voraussetzungen der Naturerkenntnis und die grundlegenden Kategorien der Beschreibung von Naturvorgängen wie Veränderung, Raum, Zeit, Bewegung und Ursache. Natur ist für ihn alles, was seine Ursache in sich selbst hat und nicht vom Menschen durch Kunst (τέχνη, téchnē) erschaffen wurde.
In lateinischer Form (als Theoria Naturae) verwendet wurde der Begriff seit der frühen Aufklärung für eine vernunftbasierte, nicht auf „Spekulationen und Meinungen“ gegründete Naturerkenntnis, so z. B. 1721 von dem Arzt Michael Alberti aus Halle in seinem Handbuch der Medizin, das allerdings noch den religiösen Gedanken des Pietismus verhaftet war.
Rugjer Josip Bošković, dessen Atomistik auf der Mechanik Newtons und dessen Trägheitsbegriff aufbaute, verwendete 1758 den Begriff „Theoria“ in seiner Abhandlung Theoria philosophiae naturalis redacta ad unicam legem virium in natura existentium („Theorie der Naturphilosophie, reduziert auf ein einheitliches Gesetz der in der Natur existierenden Kräfte“) zur Abgrenzung seiner naturwissenschaftlichen Bestrebungen von der Naturphilosophie seiner Zeit.
Außer im Lateinischen wurde der Begriff zuerst in der angelsächsischen Literatur benutzt, oft auch im Plural (Theories of Nature). Im Italienischen wird teoria della natura hingegen oft als Oberbegriff verwendet, der auch Naturphilosophie und Naturgeschichte einschließt. Auch im Deutschen wurde lange Zeit nicht zwischen Naturphilosophie und Naturtheorie unterschieden; zuerst taten das die Physiker des 19. Jahrhunderts.
Klaus Mainzer verwendet den Begriff der Naturtheorie für die Versuche, in der Nachfolge Newtons eine einheitliche Theorie der Natur auf Grundlage mathematischer Verfahren zu begründen. Solche Theorien knüpfen an den alten Gedanken des Pythagoras an, wonach es eine einheitliche Symmetriestruktur in Mathematik und Natur gebe, die heute mit Hilfe des Instrumentariums der mathematischen Gruppentheorie sowohl von der Totalität als auch von der elementaren Ebene ausgehend erfasst werden könne. Zwischen ganzheitlicher Erfassung der Natur und ihrer atomistischen Auffassung bestehe kein Widerspruch, sondern eine Komplementarität, wie es bereits Niels Bohr formuliert habe. Wolfgang Lefèvre und Falk Wunderlich vom Max-Planck-Institut für Wissenschaftsgeschichte verwenden den Begriff „Naturtheorie“ in Bezug auf die Schriften Kants über die Natur im Sinne einer metaphysikfreien, aber nicht nur auf Erkenntnistheorie reduzierten Theorie der Natur. Im 20. Jahrhundert wurde der Begriff einer „einheitlichen Naturtheorie“ oder Ur-Theorie auch im Zusammenhang mit den Versuchen zur Vereinheitlichung der begrifflichen Grundlagen der Quantentheorie und der Allgemeinen Relativitätstheorie verwendet.
Auch für Goethes Versuche einer Synthese von rationaler Naturerklärung, anschaulicher Erfassung von biologischen Entwicklungsmodellen und ästhetischer Theorie und für Schellings spekulative Idee der Natur als reiner Produktivität wurde der Begriff der Naturtheorie verwendet.
In neuester Zeit findet sich der Begriff vor allem im Kontext sozialwissenschaftlicher (etwa bei Oliver Schlaudt) und ökologischer Debatten. Zu den modernen, sich oft als kritisch verstehenden Naturtheorien gehören auch Ansätze, die Bereiche der Natur von menschlicher Kultur und Gesellschaft abzugrenzen bzw. die beiderseitigen Verschmelzungsphänomene zu untersuchen. Durch die „Vergesellschaftung“ der Natur sowie durch die naturverändernde Kraft der modernen Technik samt deren ökologischen Auswirkungen entstehen immer wieder neue Fragestellungen der Naturtheorie. Dabei stehen Versuche einer Neubegründung der Naturtheorie ohne philosophische Implikationen im Vordergrund. Somit gibt es heute eine ganze Bandbreite von Theorien, die sich auf die Natur bzw. ihr Verhältnis zur Gesellschaft beziehen und dabei über einzelwissenschaftliche Erkenntnisse hinausstreben, während skeptische Stimmen von einem anhaltenden „Verfall der Naturtheorie in der Neuzeit“ und einer so entstandenen „Leerstelle“ sprechen.

## Mythos, Teleologie, Kausalität
Für die Babylonier des 1. Jahrtausends v. Chr. gab es keine Schöpfung aus dem Nichts, sondern ein Urchaos, in dem eine oberste Gottheit Ordnung schuf. Die konkreten Phänomene der Natur- und Gegenstandswelt führten sie auf ein großes Pantheon von Göttern zurück, die in schlecht sortierten Listen namentlich aufgeführt wurden. Anders als ihre Vorgänger, die Sumerer, strebten sie also nicht nur nach einer begrifflichen Ordnung der Welt, sondern nach einer „Erklärung der (ihnen) zum großen Teil nicht mehr wirklich verständlichen Überlieferung“. Dabei wurden allerdings „an die Sachgemäßheit der Erklärung keine allzu hohen Ansprüche gestellt“. Mythische und teleologische Erklärungen dominierten bei der Deutung der Naturphänomene wie des Gangs der Himmelskörper, der Art, Farbe und Richtung von Blitzen oder des Vogelflugs. Die Divination diente der Erkundung der Absichten der Götter und der Vorhersage. Straften die Götter die Menschen durch Naturereignisse, war das auf menschliche Fehler bei der Ausübung von streng geregelten Ritualen zurückzuführen. Allerdings gelangen den Babyloniern auf Basis irrealer Prämissen doch immer wieder rationale praktische Entscheidungen – eine Folge des Wettstreits vieler Gelehrter um die Richtigkeit der Deutungen.

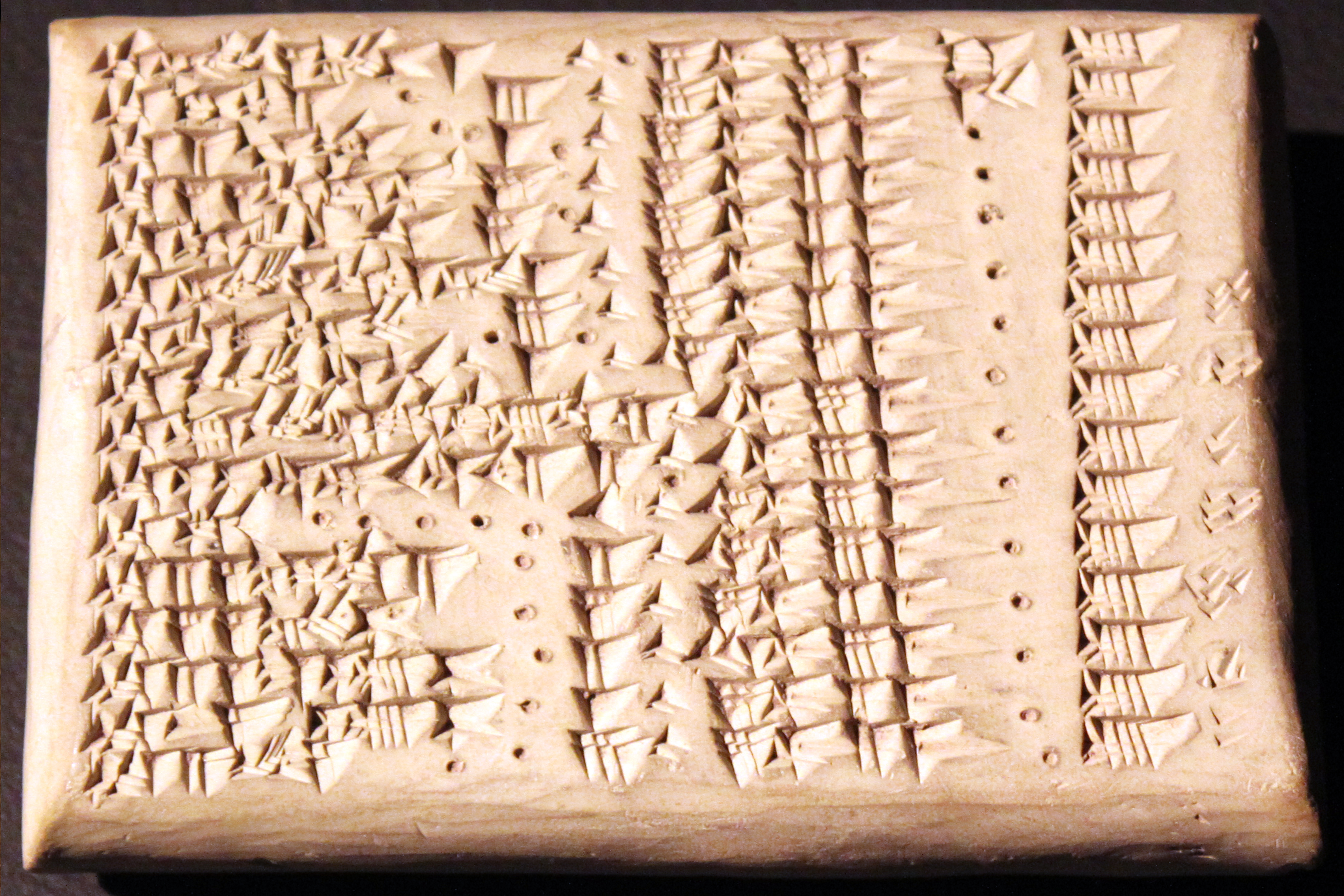
Sternentabelle aus Uruk mit Angaben der Distanz zur nächsten Konstellation in Ellen, 4.–2. Jahrhundert v. Chr. (Vorderasiatisches Museum Berlin)

Die Ägypter ordneten die Naturerklärung vollständig der Ethik unter; Naturkatastrophen waren demnach auf menschliches Versagen oder menschliche Schuld zurückzuführen.
Einen Schritt weiter als die anderen altorientalischen Religionen ging die von den Spuren des Polytheismus und der Magie gereinigte Tora, die sich aus evolutionspsychologischer Perspektive als verlässliches „regelbasiertes Katastrophenschutzsystem“ interpretieren lässt, welches die äußere Welt auf Basis protowissenschaftlicher Beobachtungen berechenbarer macht: Nur strikte Regeleinhaltung, nicht Magie schützt vor unverständlichen Katastrophen, z. B. vor Seuchen. Auch Émile Durkheim sieht die Urkategorien der Wissenschaft im religiösen Denken verankert. Das setzt bereits ein gewisses Maß an Distanziertheit und Reflektiertheit des Beobachters gegenüber der Realität voraus.
Den Griechen galten ihre Götter als besonders übellaunig und unberechenbar; der Aufschwung der griechischen Philosophie und Wissenschaft verdankt sich möglicherweise auch der Notwendigkeit, zuverlässigere „Katastrophenvermeidungssysteme“ zu schaffen. Seneca stellte dem mythisch-teleologischen Denken das aufgeklärte antike Denken seiner Zeit gegenüber. Er sieht den Unterschied zwischen beiden Denkweisen darin, dass die Etrusker glaubten, die Wolken stießen zusammen, um Blitze zu erzeugen, während die Römer glaubten, dass Blitze entstehen, weil die Wolken zusammenstoßen.
Ernst Cassirer hebt den Mythencharakter der frühen Naturerklärungen hervor, zeigt jedoch, wie diese Erzählungen durch stufenweise Abstraktion in immer abstraktere Modelle transformiert werden. So griffen die Vorsokratiker jeweils ein konkretes sichtbares Element wie Wasser, Feuer oder Licht aus der Fülle des Seienden heraus, um es als Grundlage alles Seienden zu erklären. Der nun folgende Abstraktionsschritt zur materialistischen Atomtheorie, also hin zu unendlich kleinen, unsichtbaren Elementen als Grundlage aller Erscheinungen sei logisch und führe mit einer gewissen Konsequenz schließlich zur noch abstrakteren Idee des reinen Seins wie bei Platon. Bei Kant schließlich richte sich die Erkenntnis der Welt nicht mehr nach den Gegenständen; die Möglichkeit der Erkenntnis hänge vielmehr allein vom Denken ab.

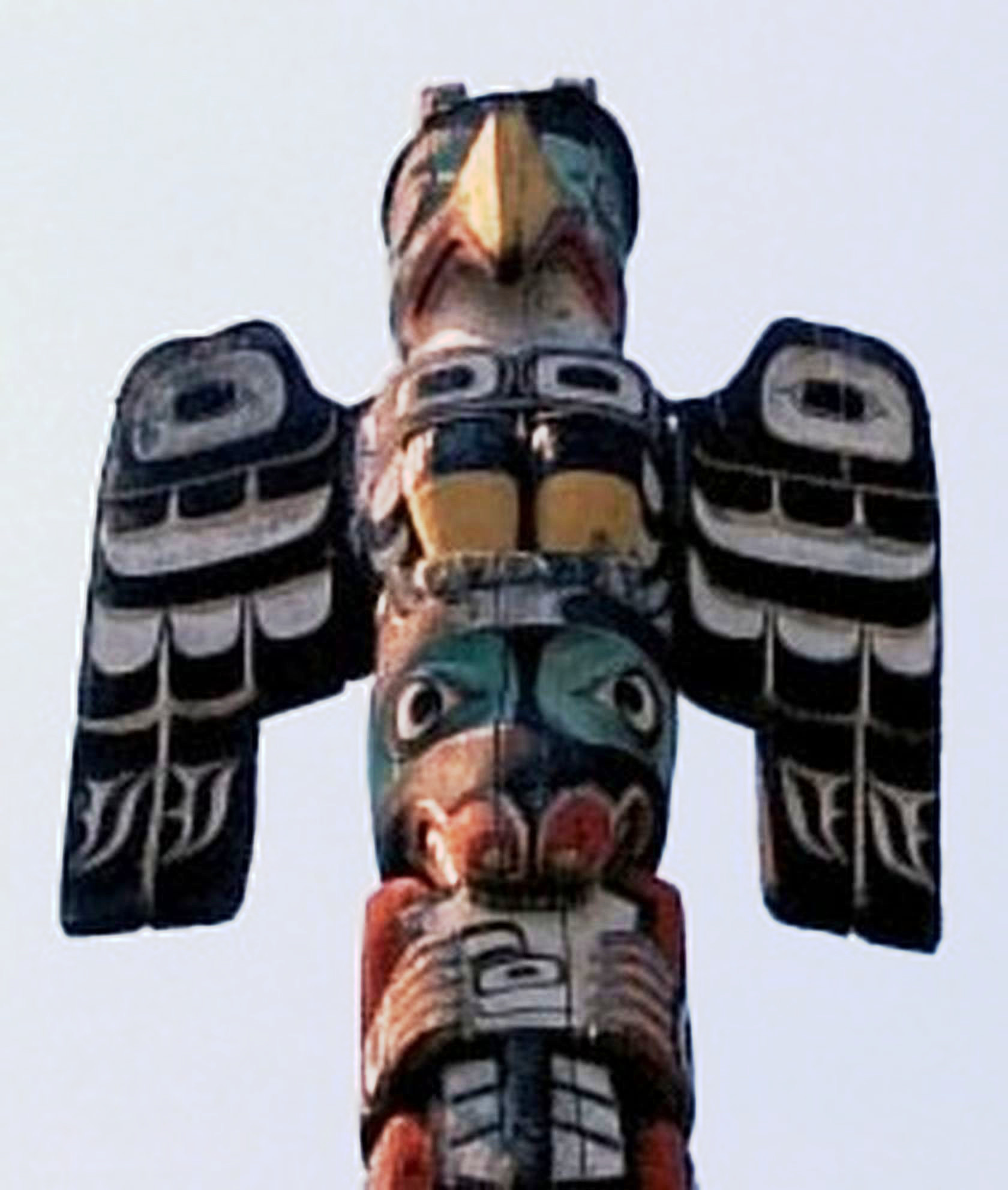
Donnervogel auf einem Totempfahl der Nordwestküstenkultur im Royal British Columbia Museum, Victoria (British Columbia)

Nicht alle Mythen fungieren als eine Art von „Proto-Wissenschaft“, die der Welterklärung und Vorhersage von durch den Menschen unkontrollierbaren Phänomenen dienen. Anders als die orientalischen Schöpfungsmythen, die die Entstehung der Welt einem höchsten Wesen zuschreiben, zeugt der bei vielen Naturvölkern verbreitete Totemismus von einem Selbstverständnis des Menschen als Teil der Natur, von der er abhängig ist, ohne ihr nur passiv unterworfen zu sein. Aby Warburg spricht in seiner Studie über den Schlangenkult der Pueblo-Indianer vom Totemismus als einer „Form des Darwinismus durch mythische Wahlverwandtschaft“, die die Form einer gleichberechtigten rituellen Interaktion zwischen Mensch und Tier annimmt. Es handelt sich hier um eine mythologisch-psychologische Verwandtschaftsbeziehung mit der Welt und allen Lebewesen, die nicht unbedingt als Vorstufe zu einer rationalen Welterklärung betrachtet werden kann, sondern eine eigenständige Form des Denkens bezeichnet. Ein Beispiel für die Vermischung von genauer Beobachtung und solch mythischem Denken ist die von den nordamerikanischen Ureinwohnern verehrte Figur des Donnervogels. Sie beruht auf der stets konstanten, daher gut beobachtbaren zeitlichen Verbindung zwischen dem alljährlichen Vogelzug und der Gewittersaison. Solch „Wildes Denken“ zeichnet sich dadurch aus, dass es mit dem Mittel der Analogie oder aufgrund rein zeitlicher Koinzidenzen eine magische Verwandtschaft zum großen Ganzen herzustellen sucht: Real sind nicht die einzelnen Dinge, sondern die unteilbaren Ereignisse wie z. B. die Jahreszeiten oder die Gewittersaison, die gemeinsam mit dem Vogelzug auftritt.
Dieses Denken kann Claude Lévi-Strauss zufolge in logischen Gegensatzpaaren geordnet werden, die nicht aus unbegrenzter Imagination heraus entstehen, sondern – wie auch die Systematiken der modernen Welt –– durch Beobachtung und Hypothesenbildung gewonnen wurden. Diese Gegensatzpaare (wie z. B. das Rohe und das Gekochte, Exogamie und Inzest, wilde und gezähmte Tiere, Himmel und Erde, Über- und Unterbewertung der Blutsverwandtschaft durch Inzest und Vatermord usw.) lösen die den Mythen inhärenten Widerspruch auf, dass sich der Mensch einerseits als Teil der Natur und gleichzeitig als kulturelles Wesen erfährt; oder sie erklären die eine Seite des Widerspruchs als dominant, wenn sie z. B. den Tod als notwendig zur Verhütung der Überbevölkerung und des Nahrungsmangels betrachten. Nicht die Handlung des Mythos sei relevant, sondern seine kognitive Ordnung stiftenden Struktur.

## Der frühe Rationalismus der Vorsokratiker
Die griechischen Naturphilosophen waren mit einem in rudimentärer Form überlieferten Erbe der orientalischen Hochkulturen konfrontiert, entwickelten es aber zunächst nicht in Richtung einzelwissenschaftlicher Theoriebildung weiter, sondern durch vertiefende Reflexion, Begriffsklärung und immer wieder erneute versuchsweise Systematisierung. In der vorsokratischen Zeit fallen daher Naturphilosophie und Naturtheorie weitgehend zusammen, entwickeln aber eine deutliche Skepsis gegenüber der Erklärungskraft von Mythen, die sie oft vergleichend diskutieren und nacheinander aus dem Kreis zu betrachtender Erklärungsmodelle des Naturgeschehens ausscheiden. Die Philosophen des ionischen kleinasiatischen Küstensaums waren zwar noch nicht Wissenschaftler im heutigen Sinne, doch konnten sie die vielfältigen Naturphänomene von Ebbe und Flut, Nebel, Regen, Wellenbildung, Sturm oder Erdbeben genauer beobachten als dies den Bewohnern des Zweistromlandes in ihrer relativ konstanten Umgebung möglich war. So führten viele ionische Gelehrte die Sinneswahrnehmung auf physische Gegebenheiten zurück, auch wenn sie die Erkenntnis durch spekulatives Denken höher bewerteten als die oft trügerische Wahrnehmung. Beispielsweise entstanden in der Erdbebenzone von Milet im 6. Jahrhundert v. Chr. die ersten nicht-mythischen Erklärungsversuche für die Entstehung von Erdbeben durch das Schwanken der Erdscheibe auf dem Urwasser (so Thales) oder durch Lufteruptionen im Erdinnern und den Wind, der durch Felsspalten streift (so Anaximander). Die große Menge der Sedimente an der Mündung des Mäanders mit seiner sich verändernden Küstenlinie brachte Thales vermutlich zu der Annahme, dass alles aus dem Meer entstanden sei, während Xenophanes in Kolophon erstmals Fossilien von Meerestieren auf dem Festland fand und daraus schloss, dass sich die Gebirge einst aus dem Meer erhoben hatten. Anaximander schließlich dehnte Thales’ Beobachtungen auf die belebte Natur aus und lehrte, dass auch die Lebewesen aus der Feuchtigkeit entstanden seien, die unter der Einwirkung der Sonne verdunste – in Analogie zu den Salzausfällungen im Sonnenlicht. Als Folge habe sich aus fischartigen Lebewesen der Mensch entwickelt. Nirgendwo wurde nach diesen Anfängen in Kleinasien in der Folgezeit die Trennung zwischen spekulativem Denken und systematischer Naturbeobachtung so radikal vollzogen wie in Europa. Ein interessanter Nebeneffekt dieses frühen rationalistischen Naturdenkens ist, dass die Götter zunehmend vom Verdacht der Bosheit entlastet waren, während die anthropomorphen Mythen etwa eines Hesiod als Lügengeschichten „entlarvt“ wurden.

### Gesellschaftliche Grundlagen antiker Naturerkenntnis
Raaflaub führt die Fortschritte der antiken Philosophie und Wissenschaft und insbesondere der antiken Naturerkenntnis auf drei Faktoren zurück: die ungehinderte Konkurrenz zwischen den sich frei entfaltenden póleis inmitten eines Machtvakuums, ferner die griechische Kolonisation des Mittelmeer- und Schwarzmeergebiets, die zu hoher Mobilität und einem raschen Zuwachs geographischer und naturbezogener Kenntnisse führte, vor allem aber auf das Fehlen einer institutionalisierten, die jeweilige Herrschaft legitimierenden Religion. Eine Priesterkaste, die wie in den altorientalischen Staaten von einer einheitlichen Kultusgemeinde ausgebildet war, gab es in den nach dem Zusammenbruch des mykenischen Königtums dezentralisierten politischen Strukturen nicht. In den ionischen Stadtstaaten herrschte ein lokaler Synkretismus verschiedener konkurrierender Mythen; heilige Schriften oder theologische Dogmen existierten nicht, was in der antiken Welt fast einzigartig war.
Zur Entmystifizierung der alten Kosmologien trugen der weltoffene Charakter der Handelsstadt Milet mit ihren 80 Kolonien ebenso bei wie die Entwicklung von Mess- und Vergleichsverfahren, die die Fähigkeit zur Abstraktion und Begriffsbildung (z. B. „Was ist Schwere und wie wirkt sie?“) unterstützten; denn um erfolgreich Handel treiben zu können, mussten die ionischen Städte Maße, Gewichte und Münzen umrechnen bzw. vereinheitlichen. Alfred Sohn-Rethel argumentiert, dass eine solche kognitive Syntheseleistung an eine bestimmte Vergesellschaftungsform gebunden sei: Wichtige abstrakte Kategorien der Naturerkenntnis der Griechen wie Gesetze, Logik, Atomizität, Kausalität usw. seien auf innergesellschaftliche Akte – vor allem auf Tauschhandlungen auf der Basis von Geldwirtschaft – zurückzuführen. Edgar Zilsel hebt insbesondere die Vorbildfunktion juristischer Begriffe für die Begriffsbildung in der Naturtheorie hervor. Tatsächlich fällt die Zeit der Kodifizierung des Rechts der griechischen Polis mit der Formulierung erster Naturgesetze zusammen etwa in das 6. Jahrhundert v. Chr.
Die Idee der Strukturähnlichkeit des Kosmos und der menschlichen Gesellschaft zeigt sich auch in den zur Naturerklärung verwandten soziomorphen Metaphern. So benutzt schon Heraklit Begriffe wie Gerechtigkeit, Gleichgewicht und Vergeltung sowie Metaphern aus den Bereichen des Handels und des Krieges zur Erklärung des Naturgeschehens, helfen sie doch, Unbekanntes aus Bekannten abzuleiten.

### Die Suche nach der Ursubstanz und den Ursachen des Werdens aller Dinge
Ein Begriff der äußeren Natur ergibt sich erst aus der Beobachtung gewisser Regelmäßigkeiten, die als von den Intentionen der Götter oder anderer personalisierter Mächte unabhängig, also nicht als „künstliche Dinge“ angesehen werden können. Das scheint zuerst bei den Griechen der Fall gewesen zu sein, wo sich die Entwicklung von Naturbegriff und Naturbeobachtung in enger Wechselwirkung vollzog. Für Heraklit war die Physis (φύσις, phýsis) das wahre Wesen der Dinge, ihr Entwicklungsgesetz, das man hinter ihrer Oberfläche aufspüren müsse. Rasch wandten sich die griechischen Naturphilosophen jedoch von Heraklits kosmotheistischer Idee der symbiotischen Einheit aller Naturdinge (Ἓν καὶ Πᾶν, hen kai pan, „Eins und Alles“) ab und begannen nach Urstoffen und Stoffmischungen, Ursachen und Wirkungen zu forschen.
Die hervorragende Leistung des Thales war die Erkenntnis, dass die Substanz des Wassers bei verschiedenen Aggregatzuständen (Wasser, Dampf bzw. Nebel, Eis) stets dieselbe bleibt. Aus dem Wasser entstanden offenbar viele neue Materieformen. Diese Veränderungen schrieb Thales nicht den Göttern zu, deren Existenz er nicht negierte, sondern dem Urstoff „Wasser“ selbst, der seinen eigenen Gesetzen folge. Allerdings vermochte Thales das Wasser nicht als natürliche Ursache des Lebens zu begreifen; für dessen Erschaffung seien weiterhin die Götter zuständig. Hingegen konnte er aufgrund seiner Bestimmung der Sonnenbahn angeblich die Sonnenfinsternis vom 8. Mai 585 v. Chr. voraussagen.
Ein entscheidender Unterschied der frühen antiken Naturtheorien zum orientalischen Mythos bestand darin, dass in Ionien, dessen Städte in lebhafter handelspolitischer Konkurrenz standen, andere Philosophen der Hypothese des Thales konkurrierende, diskutierfähige Hypothesen über den Urstoff entgegensetzten und ansatzweise mit Argumenten untermauerten. Damit wurde ein lebhafter Diskurs über die Natur eröffnet, der dazu beitrug, sie zu entdämonisieren.
So wurden seine Gedanken von seinem Schüler Anaximander weiterentwickelt, der Religion und Naturerklärung trennte, indem er den Urgrund der Dinge nicht in einem bekannten Stoff, sondern in einem hypothetischen, ewigen und unbegrenzten Urstoff oder Urprinzip suchte, dem Apeiron, aus dem heraus immer wieder neue Welten geboren würden. Durch die Annahme eines in seiner Qualität unbestimmten Urstoffs sollte offenbar den in der unmittelbaren Anschauung gegebenen Dualismus von Prinzipien (Licht / Dunkelheit, Kälte / Wärme) überwinden. Aus dem Apeiron gehen immer wieder gegensätzliche Welten hervor und vergehen, so dass die Welt insgesamt dadurch in keiner Richtung zeitlich begrenzt erscheint. Für Anaximander entsteht das Leben im Wasser, die Gestirne jedoch aus einer die Erde umgebenden Feuerkugel durch Abkühlung und Zusammenschließung in Kreisen – bezogen auf die Planetenbildung eine durchaus modern wirkende Vorstellung.

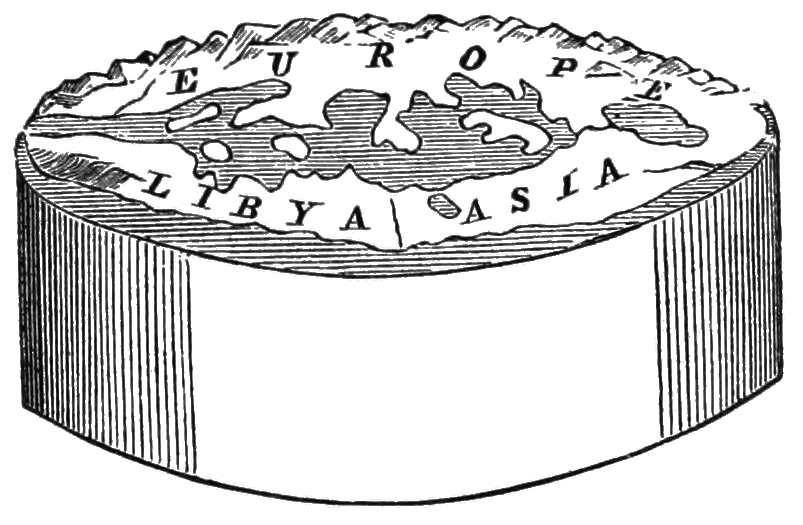
Anaximanders Vorstellung von der Erdscheibe

Einen weiteren, weniger abstrakten Versuch, den Urstoff zu bestimmen, unternahmen Anaximenes, der dafür die Luft vorschlug und die Ursachen der Stoffumwandlung in der Verdichtung und Verdünnung der Luft sah, aus welcher Wind, Wolken, Wasser, Erde und Stein hervorgehen. Heraklit stellte hingegen die dynamischen Naturprozesse und die Bewegung in den Mittelpunkt seines Denkens. Alles Seiende ist nach Heraklit nur eine Fülle gegensätzlicher Eigenschaften, die sich im Gleichgewicht befinden, jedoch durch Feuer beeinflusst werden können. Das Feuer ist für ihn Urgrund und Beweger der Welt – vermutlich hatte er den Vulkanismus im Auge. Auch Xenophanes nahm die Existenz eines besonderen Feuerstoffs an, des Phlogistons. Aus Fossilienfunden auf einem Berg schloss er, dass einst Wasser die gesamte Erde bedeckt habe (diese Annahme ist als Neptunismus bekannt). Parmenides, der wichtigste Vertreter der Eleaten, sah die Welt als Mischung zweier gegensätzlicher Elementarprinzipien (Licht, Feuer und Wärme gegenüber Nacht, Erde und Kälte). Aus diesen Vorstellungen entwickelte sich eine Vier-Elemente-Lehre, wie sie angeblich zuerst von Empedokles vertreten wurde, um die Ursachen der natürlichen Phänomene zu identifizieren; sie war mit den Einzeltatsachen am einfachsten in Einklang zu bringen. Stoffumwandlungen konnte man dadurch als Veränderungen der Mischungsverhältnisse der Urelemente ansehen – es anstand eine Art von spekulativer Protochemie.
Wenn man wie die Babylonier ein Urchaos oder einen Urstoff annahm, aber im Unterschied zu ihnen einen göttlichen Demiurgen ausschloss, ergab sich das Problem, wie daraus eine geordnet-regelmäßige Struktur des Kosmos entstehen konnte. Das war nur durch Einführung von Kräften zu erklären. In Verbindung mit der Vier-Elemente-Lehre ließen sich die beobachtbaren Zustandsformen der Materie so gut erklären: Der Übergang zwischen den Zuständen konnte durch eine Art von Kondensationstheorie beschrieben werden, die heutigen Theorien des Urknalls entfernt ähnelt. Empedokles zufolge gab es kein singuläres Urelement mehr: Feuer, Luft, Wasser und Erde waren gleichberechtigte „Wurzeln“, ihre Mischungsverhältnisse prägten die Materie. Aus Thales' These der Erhaltung des Urstoffs wurde bei Empedokles die Erhaltung der vier Elemente. Damit war ein weiteres Moment späterer Theorien der Naturerklärung vorbereitet: die Reduzierung von Qualitäten auf Quantitäten. Für die Mischungsverhältnisse sorgten zwei Urkräfte, die metaphorisch als Liebe (Anziehungskraft) und Hass (Abstoßungkraft) bezeichnet wurden; wie wirkten bei Mischung und Trennung der Elemente, z. B. bei Entstehung und Auflösung von Nebel. Der Zustand der höchsten Durchmischung besteht in der Gestalt einer Kugel; danach erfolgt eine Trennung, bis die Erde ihre jetzige Form erreicht hat.
Den Angaben des Aristoteles zufolge vertrat Empedokles eine Art nicht-teleologischer Evolutionstheorie, in der der Zufall eine große Rolle spielte: Auch die Lebewesen fasse Empedokles als Gemische aus den vier Elementen auf. Die Unterschiede zwischen den Arten bzw. Individuen ergäben sich aus großenteils zufälligen Abweichungen der jeweiligen Mischungsverhältnisse. So ließ sich auch eine Theorie der Spontanzeugung mit Empedokles' Lehre vereinbaren: Er postulierte, dass sich aus ursprünglichen grotesken Mischformen später fortpflanzungsfähige Organismen entwickeln könnten. Leukipp und Demokrit konnten später an Empedokles’ Lehre anknüpfen und radikalisierten sie durch die Einführung zweier Abstrakta: das Atom und das Nichts, behielten aber das Prinzip des Zufalls bei.
Parmenides, der den Gedanken entwickelte, dass das Seiende nicht Nicht-Sein und das Nicht-Seiende nicht gedacht werden könne, leitete daraus die Unmöglichkeit des Werdens und Vergehens ab, was in der Folge die Eleaten beschäftigte, die versuchten, die Existenz eines einheitlichen, unteilbaren Seins mit den Erscheinungen von Veränderung und Bewegung zu verbinden.
Einen Schritt weiter in der Naturbeobachtung ging Anaxagoras, der die Sonne als glühenden Körper und Ursache der Beleuchtung des Mondes erkannte und einen experimentellen Beweis für die Nichtexistenz des leeren Raums durchzuführen versuchte. Die Entwicklung der menschlichen Klugheit führte er auf den Besitz der Hände zurück und erklärte sie damit kausal, nicht final, eine Position, hinter die man seit Aristoteles wieder zurückfiel.
Zwar begriffen die Vorsokratiker den Gegenstand ihres Denkens, die Natur, als lebendig, ja als göttlich; doch wirken diese Erklärungen auch aus heutiger Sicht durchaus rational. Solche „Prototheorien“ stützten sich weitgehend auf Anschauung und Einzelbeobachtungen – Empedokles wuchs bezeichnenderweise im Einzugsbereich des Ätnas auf –, blieben allerdings ohne wesentliche Vertiefung geschweige denn Nutzanwendung, weil aufgrund ihrer nur mündlichen Tradierung Erfahrungsdaten nicht systematisch gesammelt wurden und daher ein kumulativer Erkenntnisfortschritt nicht stattfand und auch nicht beabsichtigt war. Ihr Ziel war eher die Erklärung oder Akzeptanz des Unbegreifbaren, ja Bedrohlichen. So formulierte es 400 Jahre später auch der Römer Lukrez:
„Nichts kann je aus dem Nichts entstehn durch göttliche Schöpfung./ Denn nur darum beherrschet die Furcht die Sterblichen alle, / Weil sie am Himmel und hier auf Erden gar vieles geschehen / Sehen, von dem sie den Grund durchaus nicht zu fassen vermögen.“
Einen ganz anderen Weg der Naturerklärung gingen Pythagoras und seine Schüler wie Hippasos von Metapont. Sie nahmen keinen materiellen Urstoff an, sondern postulierten – wohl aufgrund ihrer experimentellen Beschäftigung mit schwingenden Saiten und dem Zusammenhang zwischen Tonhöhe und Länge der Saite –, dass die Grundlagen des Kosmos auf in Zahlenverhältnissen ausdrückbaren Harmonien beruhten. Es bestehe ein Zusammenhang zwischen den Tonintervallen und den Planetenbewegungen. Daher sei der Kosmos rational und die menschliche Seele partizipiere an der kosmischen Weltseele. Bei Pythagoras blieben zwar religiöses Denken und rationale Naturerkenntnis verbunden; doch der Grundgedanke der Mathematisierung der Naturzusammenhängen und auch die Bedeutung der idealen Körper etwa in Form der von ihm erkannten Kugelgestalt der Erde hat die Naturwissenschaftler nicht mehr losgelassen. Wie stark der Gedanke an die Rationalität des Kosmos verwurzelt war, zeigt die in mehreren Versionen überlieferte Anekdote, wonach Hippasos vermutete, Gott sei eine irrationale Zahl, da er ein Prinzip jenseits der dem Kosmos immanenten Rationalität darstelle, oder aber Hippasos sei von seinen Genossen im Meer ertränkt worden, nachdem er die irrationalen Zahlen entdeckte.
Schon aus Sicht des 4. Jahrhunderts v. Chr. entsprachen die Naturbetrachtungen der Vorsokratiker lediglich einer „Malerei“ der Natur, als welche sie Platon im Phaidros bezeichnet, der allerdings viele Gedanken der Schule des Pythagoras weiterverfolgt.
Dennoch enthält die vorsokratische Philosophie genuine Theorieelemente: Von Anaximander und Heraklit stammt die Vorstellung eines strengen Determinismus, der das Eingreifen der Götter nicht mehr erfordert. Auch die Kosmogonie des Anaximander kommt ohne Götter aus. Und auch die innere Struktur der Welt ist den Vorsokratikern kein Rätsel mehr. Wenn die Welt vollständig von einem Urstoff erfüllt ist, wenn es also keinen leeren Raum gibt (sog. Plenismus), gibt es auch keine wirkliche Veränderung der Welt, kein Werden und Vergehen. Damit entfällt sogar die Frage nach dem Ursprung des Kosmos. Es werden keine Schöpfungsmythen benötigt, in denen personifizierte Götter eine Rolle spielen. Die innere Struktur der Welt kann vom Menschen erkannt und formuliert werden. Diese Formulierung – auch wenn sie oft metaphorisch bleibt – soll in sich konsistent sein und ist der Diskussion und Kritik ausgesetzt. Insofern erfüllen diese Gedankensysteme im Grundsatz die minimalen Anforderungen an wissenschaftliche Hypothesen und stellen metaphysische Annahmen in Frage.
Strittig ist allerdings, wann der Beginn einer eigentlichen empirischen Wissenschaft anzusetzen ist, die ihre Hypothesen systematisch überprüft. Meist wird hier auf Eudoxos von Knidos († um 340 v. Chr.) verwiesen, der die Bewegungen der Planeten mit ihren unterschiedlichen Geschwindigkeiten geometrisch zu erklären suchte. Daniel W. Graham setzt den Beginn viel früher an. Er hält Parmenides und Anaxagoras, den „Einstein seiner Zeit“, für die Begründer der wissenschaftlichen Astronomie. Ihre Erklärungen der Sonnenfinsternis und des Heliophotismus (des von der Sonne „geborgten“ Lichts des Mondes) konnten empirisch getestet werden (und wurden 478 und 463 v. Chr. auch getestet). Dadurch gab es im Bereich der Astronomie bereits vor Sokrates einen kontinuierlichen Erkenntniszuwachs.
Mit den Vorsokratikern spaltet sich die Lehre von der Ordnung der Welt und der Gestirne (die Kosmologie) und von der Entstehung der Welt (die Kosmogonie), also von der Theologie und der Lehre der Entstehung der Götter (der Theogonie), ab. Die Annahme von Göttern, deren Rolle bei der Schöpfung des Universums noch im 6. Jahrhundert für Pherekydes von Syros unverzichtbar erschien, ist in einer Welt strenger Notwendigkeit nicht notwendig. Allerdings scheiterten die Vorsokratiker beim Versuch, den Erklärungsschritt von der materiellen Welt und ihrer Ursubstanz zur menschlichen Fähigkeit des Denkens zu vollziehen. Dieser Schritt stellt bis heute wohl eine der größten Herausforderungen der Naturwissenschaften dar.

### Die Existenz von Naturgesetzen
Die Vorstellung von Gesetzen, denen die Natur wie auch die antike Polis unterliegt, verbunden mit der Verwendung des Begriffs der Notwendigkeit, wird von Demokrit, Xenophon, Platon und endgültig von Aristoteles formuliert, die auch einen impliziten Kausalitätsbegriff entwickeln, auch wenn dieser weder in der griechischen noch in der lateinischen Tradition begrifflich stringent formuliert wurde.
Platon geht im Timaios davon aus, dass die geformte Materie, die sich dadurch vom Chaos unterscheidet, aus vier geometrischen Formen von Polyedern besteht, die sich aus nicht weiter teilbaren gleichschenkligen Dreiecken zusammensetzen. Alles Werden und Vergehen beruht auf Umschichtungen dieser sozusagen geometrischen Atome; die mathematischen Objekte sind der Welt der Ideen ganz nahe und diese gestaltenden Ideen sind die Urheber der Formgebung der Platonischen Körer, die ihre Entsprechung in den vier Elementen des Empedokles finden. Das Feuer z. B. besteht aus winzigen Tetraedern, welche überall durchdringen, Luftatome bestehen aus Oktaedern, Erdatome aus Hexaedern (Würfeln) und Wasseratome aus Ikosaedern.

Dodekaeder (innen), der später mit dem von Aristoteles postulierten Äther gleichgesetzt wurde, und Ikosaeder (außen)

Damit ist Platon der Begründer einer Art von „mathematischem Atomismus“. Doch während er die empirische Untersuchung der Natur nicht für besonders nützlich hält, stehen für Aristoteles ihre einzelnen Veränderungen im Vordergrund. Er setzt sich damit von den Vorsokratikern ab, die die Natur mechanistisch-materiehaft, also aus heutiger Perspektive „physikalisch-reduktionistisch“ denken. Während für sie die Zustandsformen und Attribute der Materie wie Schwere, Dichte oder räumliche Bewegung sich aus Umschichtungen von Urelementen ergaben, zeigt Aristoteles, dass diese mechanistischen Erklärungen der Veränderung in einen unendlichen Regress führen müssen, denn sie sagen nichts darüber aus, woher diese Urelemente und ihre Bewegungen letztlich stammen. Auch die Bewegungen der Körper leitet er nicht aus deren Eigenschaften ab, sondern aus deren Lage im Raum und den Merkmalen des anisotropen Raumes, der von sphärischer Symmetrie ist, ein Oben und ein Unten sowie die Erde als unbewegten Mittelpunkt aufweist. In seiner Kritik sowohl an der These des Parmenides und seines Schülers Melisssos vom einheitlichen, nicht teilbaren, unveränderlichen und unbewegten Naturstoff als auch am atomistischen Materialismus versucht Aristoteles, den älteren „Naturbegriff im Sinne des natürlichen Werdens und Veränderns“ wiederherzustellen und mit seiner Vier-Ursachen-Theorie (Material, Form, Veränderungsanstoß und -ziel) mannigfaltige Phänomene und Verursachungskomplexe von Dingen, Veränderungen und Bewegungen sichtbar zu machen.
Den Urstoff (hyle prote, lat. materia prima) interpretiert er neu: Er ist nichts Seiendes, hat nichts mit dem Entstehen und Werden der Materie zu tun, sondern ist Urgrund alles Seienden und damit die Grundlage der Umwandlung der Stoffe, die nicht aus dem Nichts entstehen und spurlos vergehen können, sondern sich (wie etwa durch Wasser durch Verdunstung in „Luft“, also Wasserdampf) nur umwandeln. Auch die Idee der Spontanzeugung der niederen Lebewesen hat in dieser Vorstellungswelt ihren Platz. Das Seiende (on) ist von Anfang an vielfältig, unendlich teilbar (wobei man bei der Teilung weder auf Atome noch auf geometrische Körper stößt) und bewegt sich. Die kosmischen Bewegungen sind ewig, gleichmäßig und kreisförmig (die Planetenschleifen erklärte er wie Eudoxos von Knidos durch Einfügung von Hilfssphären); sie werden von einem ersten Beweger angestoßen; die irdischen Bewegungen hingegen sind unvollkommen und endlich. Darunter gibt es natürliche Bewegungen (ein Stein kehrt an seinen natürlichen Ort zurück), gewaltsame Bewegungen (ein Körper erfährt eine Kraft von außen) und die Bewegungen der Lebewesen (aus eigenem Antrieb).
Aristoteles verlegt die Zweckursachen, die Platon in den Ideen sieht, in die Dinge selbst. Selbst Pflanzen schreibt er eine Seele und damit inhärente teleologische Entwicklungskräfte in Form eines zweckhaften Strebens nach Verwirklichung ihres Wesens zu. Diese immanente causa finalis hat nichts mit dem neuzeitlichen Kausalitätsbegriff im Sinne der causa efficiens, der äußeren Verursachung, gemein. Aristoteles' Erklärung der Bewegung der Dinge ist letztlich teleologisch, obwohl er auch auf Dinge stößt, die sich verändern, denen aber offensichtlich die Zielbestimmtheit fehlt.
Während die Physik des Aristoteles von Veränderungen der sichtbaren, tangiblen Welt handelt, unterliegt das unsichtbare, unteilbare und selbständig ohne Bezug auf Anderes existierende Wesen der Einzeldinge, ihre „erste Substanz“ (Ousia), keinen Größen- oder Qualitätsveränderungen; in ihr ist nur die Vernunft verwirklicht. Dieses unveränderliche Wesen der Einzeldinge grenzt Aristoteles in seiner Metaphysik von der Materie (Hyle) als einem völlig unbestimmten Substrat ab; diese ist, was übrig bleibt, wenn von allen anderen Bestimmungen abstrahiert wird. Auf die so verstandene Materie sind also die beobachtbaren Einzeldinge und -prozesse nicht zurückzuführen. Damit trennen sich die Wege der Physik und der Philosophie zum ersten Mal, auch wenn Aristoteles in der Physik durchaus der Metaphysik zuzurechnende Fragen der Ontologie, in der Metaphysik hingegen auch Fragen der Kosmologie behandelt. Bahnbrechend war jedoch sein Blick für subtile Unterschiede und Differenzen der Dinge und die Entfaltung der entsprechenden Begrifflichkeit, selbst wenn dies angesichts der damaligen sozialen und wirtschaftlichen Verhältnisse nicht zur Entwicklung einer Forschungsmethodik führen konnte.

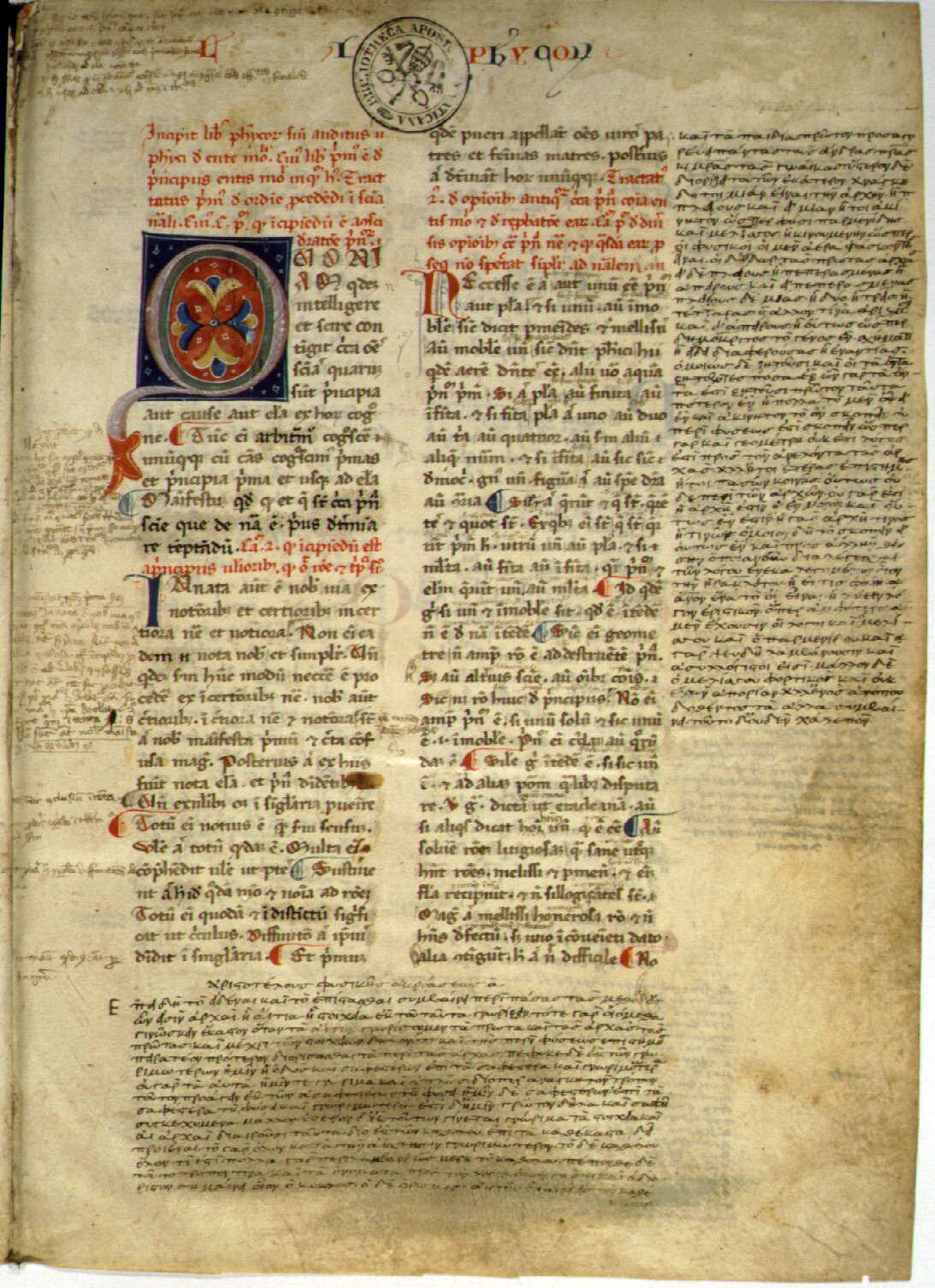
Lateinisches Manuskript des Anfangs von Buch I der „Physik“ des Aristoteles mit griechischem Originaltext am Rande

### Atomismus als Metaphysik oder Metaphysikkritik
Die griechischen Naturphilosophen waren gezwungen, die zunächst aus den Mythen übernommenen, durch axiomatische Setzung oder logische Überlegungen gewonnenen Hypothesen über die Struktur der Welt stärker auf ihre empirische Evidenz hin zu überprüfen. So war beispielsweise die Tatsache des senkrechte Falls schwerer Gegenstände ein Kriterium, an dem sich die Hypothesen bewähren mussten. Das schließt nicht aus, dass der Atomismus spekulativ auf geistige Phänomene übertragen wurde, bei denen seine Erklärungskraft versagte. Doch auch falsche oder zu einfache Annahmen konnten realitätsadäquate Folgerungen nach sich ziehen. Bei der Diskussion der Frage, ob der Atomismus der griechischen Naturphilosophen im Kern bereits eine Metaphysikkritik enthielt, muss berücksichtigt werden, dass zur damaligen Zeit die Mittel zur experimentellen Überprüfung von Hypothesen völlig unzureichend waren und man sich nur auf punktuelle Beobachtungen und Analogien stützen konnte, etwa beim Nachweis der nichtgöttlichen Natur der Sonne. Aus den Bewegungen der Gestirne konnten zwar Gesetzmäßigkeiten abgeleitet und Hypothesen über ihre Entstehung abgeleitet werden; jedoch war das in der nicht direkt beobachtbaren Welt der kleinsten Objekte nicht möglich. Das förderte die Spekulationen darüber, was hinter der Oberfläche der Dinge verborgen war. Insofern blieb der Atomismus als Korpuskulartheorie eine kosmologisch-metaphysische Grundannahme, die sich jedoch als eher kompatibel mit den wechselnden Naturerscheinungen erwies als die Hypothese des Plenismus über einen einheitlichen, unveränderlichen und raumfüllenden Urstoff, welche nicht mehr zu einer empirischen Überprüfung herausfordert.
Demokrit, der durch die babylonische Wissenschaft geschult war, orientierte sich an einer materialistisch-physikalischen Weltauffassung seines Lehrers Leukipp, der die Paradoxien der Annahme einer unendlichen Teilbarkeit der Materie aufgezeigt hatte. Demokrit vereinigt in seiner Atomtheorie die widersprüchlichen Lehren von Heraklit (Theorie des Urfeuers und der ständigen Bewegung – die alltägliche Erfahrung von Stabilität und Identität bildet nur die Oberfläche) und Parmenides (ständige Veränderung ist nur Schein: Das Seiende ist unabhängig von Raum und Zeit, es ist auch nicht aus dem Nicht-Seienden entstanden, denn dieses kann nicht gedacht werden), indem er die ständige Veränderung mit der Bewegung kleinster Partikel des Seins im unendlichen, teilweise leeren Raum erklärt: Die Leere ist der Zwischenraum zwischen den Körperchen, und diese unterscheiden sich durch ihre geometrische Form. Die Leere ist notwendig, damit sich die Teilchen bewegen können. Aus ihren vertikalen mechanischen Bewegungen entstehen Erde, Feuer, Luft und alle Qualitäten der Materie wie Farbe, Süße oder Bitterkeit. Auch die Seele, so Demokrit, bestehe aus besonders feinen runden Atomen; nach dem Tode löse sich der Mensch mit seiner Seele in den Weltstoff auf. Alles Bestehende und seine verschiedenen Aggregations- und Zerstörungsprozesse werden durch Atome konfiguriert. Diese Form des Atomismus kann man als einen „absoluten“ bezeichnen: Er unterscheidet Bewegungen der Materie nicht von spirituellen Prozessen – eine Unterscheidung, die der moderne „relative“ Atomismus trifft.

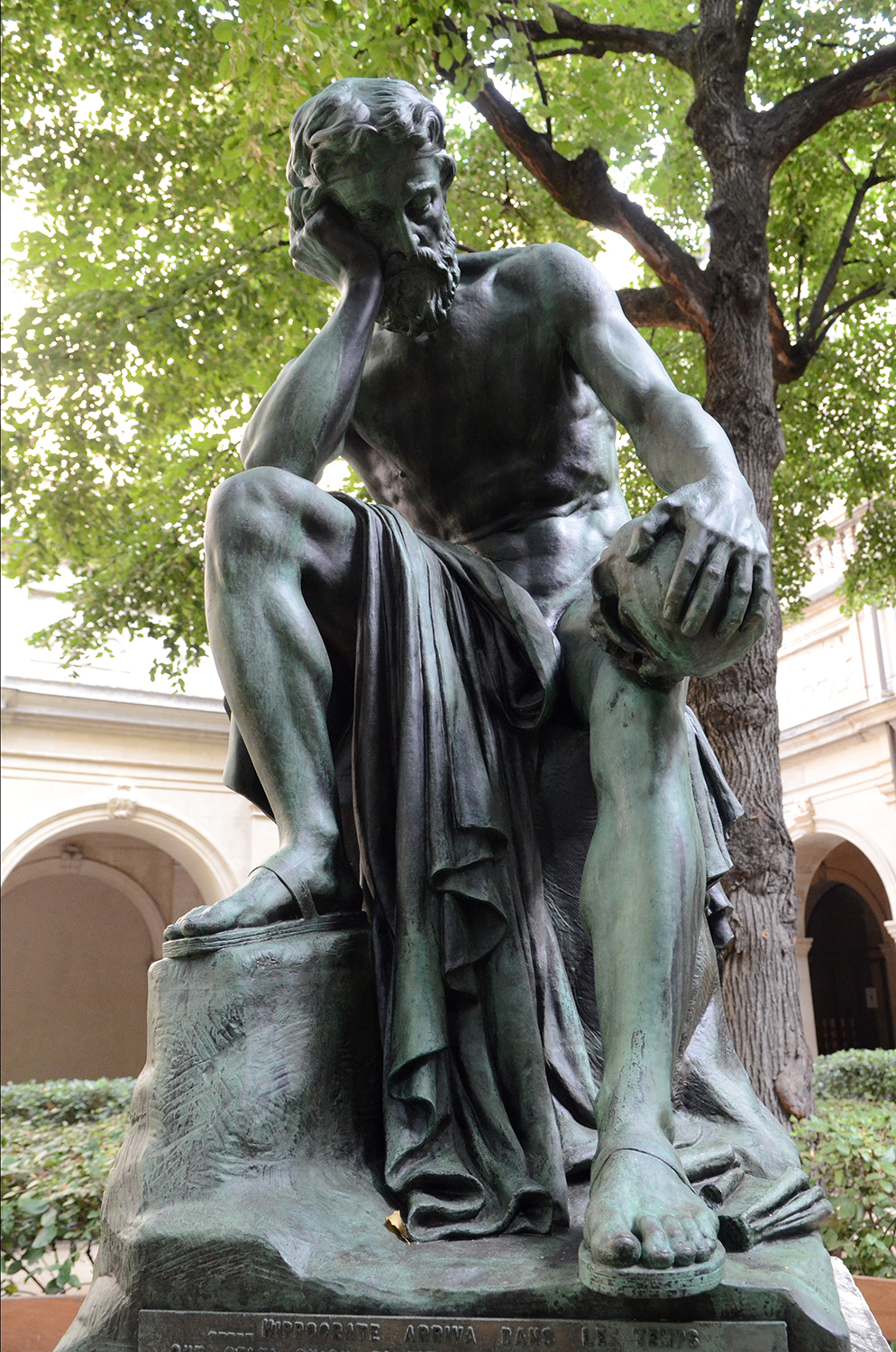
Demokrit denkt über den Sitz der Seele nach. Statue von Léon-Alexandre Delhomme (1868), heutiger Standort: Lyon

Für Leukipp und Demokrit ist „Zufall“ etwas, das nur aufgrund der Unwissenheit der Menschen (noch) nicht erklärt werden kann. Die strenge Gültigkeit des Kausalgesetzes führt zum Determinismus: Leukipp wird der Satz zugeschrieben: „Nicht geschieht von selbst, sondern alles aus einem Grunde und unter dem Druck der Notwendigkeit.“ Damit ist jede Teleologie ausgeschlossen, und auch für die menschliche Freiheit bleibt kein Raum – ein Position, die wegen ihrer Radikalität die meisten griechischen Denker damals nicht teilen wollten.
Epikur entwickelt den geometrischen Atomismus weiter unter weitgehenden Verzicht auf metaphysischen Annahmen, aber auch auf den strengen Determinismus Demokrits. Die Atome, die unsichtbar sind und sich in Größe, Gestalt und Schwere unterscheiden, erzeugen durch Zusammenstoß und zufällige Abweichungen von ihrer bevorzugten senkrechten Fallrichtung unzählige Kombinationen. Die Seele bestehe ebenso aus Atomen wie die Götter. Deren Existenz leugnet Epikur zwar nicht; doch kümmerten sie sich nicht um die menschliche Welt und könnten sich auch nicht über mathematische und Naturgesetze hinwegsetzen. Plinius der Ältere, der den Epikureern nahestand und mit der Naturalis historia die älteste überlieferte Enzyklopädie der Antike verfasste, verwies die Antwort auf die Frage, ob die Götter die menschliche Welt und die Natur lenken, wie Lukrez weitgehend in den Bereich reiner Nützlichkeitskalküle. Da weder alles Geschehen vorab determiniert noch durch heilige Handlungen vollständig zu beeinflussen sei, habe die Menschheit spezielle Götter wie Fortuna zur Erklärung der Zufälle des Schicksals geschaffen, da es nützlich sei, keine vollständige Gewissheit über das künftige Geschehen zu besitzen.
Obwohl den Atomisten die Auffassung eines kontinuierlichen Raums, der nicht nur aus den Zwischenräumen der Körper besteht, wohl zu abstrakt war, gaben sie doch als erste dem Gedanken Ausdruck, dass etwas real sein kann, ohne gleichzeitig Körper zu sein. Platon hingegen setzt die Welt der physikalischen Körper mit der Welt geometrischer Formen gleich, die nichts als leeren Raum enthalten. Damit wird die Geometrie zum Prinzip der Gestaltung von körperlichen Dingen: Physikalische Kohärenz oder – modern gesprochen – chemische Affinität ist das Resultat stereometrischer Formung der undifferenzierten Materie, die zur „selektiven Gravitation“ führt: Gleiches zieht Gleiches an. So besteht die Erde nach Platon aus kubischen Elementen, die besonders fest und unbeweglich sind; die Feuerelemente haben die Form einer Pyramide usw.
Der Römer Lukrez stellte in seinem Lehrgedicht De rerum natura, in welchem er seinen römischen Landsleuten das Weltverständnis des Epikur erklärte, einen Zusammenhang zwischen den Zufallsschwankungen (fortuna) der unsichtbaren Atome, den Bewegungen der Natur und des Kosmos, die dafür ein „Bild und Gleichnis“ seien, und dem freien Willen von Lebewesen her, also zwischen Materie und Psyche. Gegen den Pantheismus und strengen Determinismus der Stoa, die den Atomgedanken durch die Zweiteilung zwischen der passiven Materie und dem sie durchdringenden aktiven pneuma ersetzte, setzte er die Annahme, dass man lediglich Regelmäßigkeiten der Natur beobachten könne, und bestritt, dass Götter in der Lage seien, sich in die Natur einzumischen. Auch wenn er aufgrund seiner Idee der fortwährenden Erschließung des in der Natur Verborgenen als Vorläufer des wissenschaftlichen Fortschrittsdenkens angesehen werden kann, blieb er in erster Linie ein in die antiken Horizonte eingebundener Dichter und Philosoph. Karl Marx kritisierte im 19. Jahrhundert Lukrez’ angebliches Desinteresse an den positiven Wissenschaften und die „Nonchalance“ und Willkür, mit der er die „Realgründe“ von Naturphänomenen eingeführt hatte.
Das galt ähnlich auch für Cicero und Seneca, der im zweiten Buch seiner naturwissenschaftlichen Untersuchungen die Kritik des Lukrez am Determinismus der Stoiker konkretisierte und sich zugleich gegen den Aberglauben der Etrusker wendete, die aus zufälligen Ereignissen die Zukunft hatten vorhersagen wollen. Seneca ging davon aus, dass man die Götter zu sehr beschäftige und zum Diener einer unbedeutenden Sache mache, wenn man jedes Naturphänomen wie den Vogelflug durch ihren Eingriff erklären und als göttliches Zeichen ansehen wollte. Zufallsereignisse wie z. B. das Wetter erlaubten keine Vorhersagen; doch: „Cuius rei ordo est, etiam praedictio est“ – worin Ordnung besteht, da besteht auch die Möglichkeit der Vorhersage.
Letztlich wurde die atomistische Hypothese für fast 2000 Jahre durch das Naturbild des Aristoteles verdrängt, doch besteht eine gewisse Kontinuität von den Annahmen der Vorsokratiker über die Existenz weniger kombinierbarer materieller Elemente bis zum Atombegriff der modernen Teilchenphysik. Karl Popper attestiert den Atomtheoretikern trotz ihrer weitgehend spekulativen Ansätze, dass sie gedankliche Wegbereiter der empirisch-naturwissenschaftlichen Forschung waren.

### Grenzen der antiken Naturbeobachtung
Tatsächlich waren nicht in der wetterabhängigen Landwirtschaft, sondern nur in der für die Griechen praktisch wenig relevanten Astronomie präzise Vorhersagen aufgrund von Langzeitbeobachtungen möglich, und das auch nur mittels der bereits von der orientalischen Wissenschaft entwickelten mathematischen Hilfsmittel. Die Sphärik des Aristoteles zur Erklärung der Planetenbewegungen war nicht mit der euklidischen Geometrie kompatibel; sein Weltbild eignete sich aber auch nicht zur Entwicklung einer Geometrie des Raumes. An der Prämisse des Aristoteles festhaltend, dass alle kosmischen Bewegungen kreisförmig sein müssen, entwickelte Apollonios von Perge seine später von Claudius Ptolemäus übernommene und noch komplexer ausgestaltete Epizykeltheorie, die immerhin eine Annäherung der theoretisch erwartbaren an die beobachteten Planetenbahnen ermöglichte. So blieb die Theorie der Planetenbewegung bis in die frühe Neuzeit die am besten ausgebaute naturwissenschaftliche Theorie überhaupt.

Alternative Beschreibung einer elliptischen Planetenbahn durch eine epizyklische Bewegung

Erst Archimedes gelang als erstem Physiker eine auf wenige Axiome gegründete rein mathematische Herleitung von mechanischen (Hebelgesetz) und hydrostatischen Gesetzmäßigkeiten (Statischer Auftrieb). Auch die Arbeiten von Archytas von Tarent zur Mechanik und Akustik waren auf sorgfältige Experimente gegründet. Nur in solchen Fällen kann man von einer erfolgreichen Theoriebildung im neuzeitlichen Sinne sprechen; die praktischen Anwendungen blieben aber zunächst auf Spielzeuge wie die mit Pressluft angetriebene Taube des Archytas beschränkt.
Zwar wurden im Zeitalter des späten Hellenismus theoretische Erkenntnisse der Fluidmechanik auch für kriegstechnische und zivile Zwecke genutzt. Die sozialen und mentalen Strukturen und Rahmenbedingungen der spätantiken Gesellschaften waren der Nutzanwendung wissenschaftlicher Erkenntnisse jedoch wenig förderlich. Ein gezieltes Forschungsprogramm zur Verbesserung der materiellen Lebensbedingungen folgte aus den gewonnenen Erkenntnissen nicht. Das galt ebenso für Rezeption und Gebrauch antiker Naturtheorien im Mittelalter.
Ernst Mach führte die „Schwammigkeit“ der antiken Naturtheorien auf die Geringschätzung der handwerklichen Arbeit durch die intellektuellen Eliten zurück, welche eine empirische Überprüfung von Theorien nicht für notwendig erachteten. Anders argumentiert Peter Janich, der die Befolgung kausal zwingender Sachlogiken als Merkmal der erkenntnisförderlichen handwerklichen Tätigkeit ansieht. Als „Mundwerker“ seien die antiken und späteren Philosophen stets nur Zuschauer dieser Tätigkeiten gewesen. Damit kritisiert Janich die Überschätzung der historischen Rolle des Experiments für die Entstehung wissenschaftlicher Theorien durch Bruno Latour und Steve Woolgar sowie durch Ian Hacking, der die praktische Manipulierbarkeit von Artefakten im kontrollierten Experiment als Indikator für Realität begreift.

## Außereuropäische Naturtheorien
Während die arabische Philosophie an der aristotelischen Tradition festhielt und trotz bemerkenswerter Einzelbeobachtungen etwa auf den Gebieten der Medizin, Chemie und Astronomie keinen Beitrag zu einer allgemeinen Theorie der Natur leistete, entwickelten chinesische Gelehrte auf der Grundlage des Daoismus eine Fünf-Elemente-Lehre (Wu Xing), die mit Wasser, Feuer, Holz, Metall und Erde zugleich die Grundbegriffe der Kosmologie benannte. Im All existierte anfänglich nur die vermischte Urmaterie aus ruhendem und bewegendem Prinzip; diese bewegte sich und wirbelte hin und her. Die unreinen Stoffe sammelten sich im Mittelpunkt; so entstand die Erde – das ruhende Prinzip. Die reineren Bestandteile der Urmaterie wurden zu Himmel, Sonne, Mond und Sternen und bewegen sich ewig im Kreis um die Erde – das bewegende Prinzip. Angesichts der Entwicklung praktisch-technischer Fähigkeiten von der Eisenverarbeitung bis zur Bewässerungstechnik in der Zeit der Streitenden Reiche wurde diese Lehre zu einem zyklischen Modell des Werdens und Vergehens der Natur – auch im jahreszeitlichen Rhythmus – ausgebaut: Das Holz nährt das Feuer, das Feuer erzeugt Asche (Erde), die Erde bringt Metalle hervor, diese lösen sich im Wasser und nähren die Pflanzen (Holz).

Die fünf Elemente (Wu Xing): Schwarze Pfeile bezeichnen den generativen Kreislauf der Elemente, weiße Pfeile zerstörerische Wirkungen

Dieser Zyklus wird zugleich als Zyklus der Jahreszeiten interpretiert; das Element Wasser markiert den Beginn der Dynamik und entspricht dem Winter. In Form von Fossilien finden sich die Anzeichen für ein solches Werden und Vergehen und den Gestaltwandel der Erde. Diesem „protokausalen“ Gedankengebäude fehlt jedoch die für das westliche Denken typische Komponente der linearen Entwicklung.
Auch die atheistische indische Lehre des Samkhya – entstanden vielleicht um 400 v. Chr. – suchte nach einem Urstoff und betonte die Rolle der sinnlichen Wahrnehmung, gelangte jedoch nicht wesentlich über die Konstatierung des unüberwindlichen Dualismus von feinstofflicher Materie (Prakriti), aus der die Sinne und das individuelle Denken hervorgehen, und der transzendental-unpersönlichen Seele (Purusha) hinaus. Durch den Einschluss des individuellen Bewusstseins in den Bereich der Materie vermeidet sie aber die Probleme des Cartesianismus, für den die Welt eine Hervorbringung des individuellen Denkens ist. Für den späteren Hinduismus ist die Materie nur eine Form der Urseele. Eine Notwendigkeit des Eingriffs in das Weltgeschehen besteht nicht, eine praktische Unterwerfung und Erforschung der belebten Natur verbietet sich zumal wegen der Ehrfurcht vor der Gleichwertigkeit aller Seelen und Lebewesen. Ähnliches gilt für den Buddhismus.
Die klassischen Buchreligionen haben zwar die Intellektualisierung breiterer Schichten gefördert, doch eher den Dogmatismus als die Gewinnung empirischer Naturerkenntnisse begünstigt. Das Gleiche gilt wohl für die Rolle sozial homogener und abgekapselter, von körperlicher Arbeit befreiter Priesterkasten wie die der Brahmanen. Michel Foucault suchte in einem allerdings umstrittenen Denkansatz aufzuzeigen, wie die Subjektbildung nur im Abendland parallel zur Selbstunterwerfung unter das Regime der Arbeit und zur Unterwerfung und Erkenntnis der äußeren Natur erfolgte.
Die Frage, inwieweit die Aufhebung des Arbeitszwangs in asketischen Erlösungsreligionen wie dem Hinduismus oder in den monastischen Kulturen des Buddhismus, Quanzhen-Daoismus, aber auch im christlichen Mönchtum, welches die Arbeit zunächst als Buß- und Askesepraxis betrachtet, die empirische Naturerkenntnis und praktische Naturunterwerfung behindert hat, kann nicht eindeutig entschieden werden. So waren die Chinesen brillante Ingenieure, beobachteten den Himmerl sehr genau, entwickelten jedoch keine Theorie der Himmelsbewegungen. Anscheinend machte der buddhistische Pandeismus die Unterstellung von in der Natur wirkenden Kausalgesetzen unnötig, da die letzte Ursache stets Gott ist. Ebenso ist das Konzept der ewigen Wiederkehr oder Wiedergeburt dem Kausalitätsdenken nicht förderlich. So führte der Buddhismus ähnlich wie die Fünf-Elemente-Theorie des Daoismus letztlich zu einem magischen Konzept des Universums und des menschlichen Körpers.

## Mittelalter: Zwischen Glaubensgewissheit und Anschauung
Schon in der Spätantike ging die Idee einer vorhersehbaren Kausalität verloren. Das Christentum öffnete den irdischen Raum gegenüber Einflüssen aus dem Jenseits, aber auch aus der Unterwelt. Die irdische Welt wurde so zur Bühne von Kämpfen zwischen guten und bösen Mächten. Aus der Annahme, dass die Sinne der leiblichen Welt angehören und daher täuschen und dass nur die Wahrheit der Ideen unbezweifelbar ist, ergab sich für Augustinus eine große Nähe des Christentums zum Platonismus: Die Anschauung konnte keine endgültige Gewissheit über die Natur liefern, sondern wurde durch die Glaubensgewissheit überragt. Jedoch hatten die antiken Autoren immerhin die geringe Wahrscheinlichkeit des Eingreifens des Göttlichen der Exaktheit unserer Erforschung der menschlichen Dinge gegenübergestellt. Mit der Übernahme des Aristotelismus in die christliche Dogmatik seit dem 12. Jahrhundert kam es auch zur Ablehnung des Experiments, das schon von Platon und Aristoteles als Manipulation der Natur, als künstliche Abtrennung, die das innere Wesen der Natur verberge, verworfen worden war. Damit endete der Einfluss arabischer Gelehrter wie Dschābir ibn Hayyān oder des persischen Arztes und Empirikers Rhazes, von deren Schriften lateinische Übersetzungen teils bereits im 10. bzw. spätestens im 12. Jahrhundert angefertigt wurden.

### Die Vernachlässigung der Körperwelt
Eine weitere Voraussetzung des mittelalterlichen Denkens, die Annahme der inneren Zweckhaftigkeit der Natur und damit ihr Anthropomorphismus, wurde ebenfalls von Aristoteles übernommen. Vom Glauben an die geistigen Wesenseigenschaften der Materie war auch die Alchemie geprägt, die sich im 12. Jahrhundert unter dem Einfluss arabischer Autoren und durch Vermittlung Spaniens in Europa ausbreitete. Kaum rezipiert wurden allerdings die auch für die islamische Orthodoxie ketzerischen Gedanken zur Ewigkeit der Materie und zur Unmöglichkeit einer Creatio ex nihilo des Averroes.
Das änderte sich auch nicht grundsätzlich durch die bereits im 7. Jahrhundert erfolgte Wiederentdeckung der Korpuskular-(Atom-)Theorie der Antike durch Isidor von Sevilla. Zwar kam es im frühen 12. Jahrhundert mit zunehmendem Verständnis der Autonomie der Natur zur Wiederbelebung des Atomismus durch Odo von Cambrai und Adelard von Bath: Die Körperwelt erhält bei ihnen einen Eigenwert, der göttliche Schöpfungsakt hat ihr nur eine gewisse Ordnung und bestimmte Qualitäten verliehen. Doch führte dies noch nicht zu ihrer empirischen Erforschung. Im Gegenteil wurde die stoffliche Materie durch die neuplatonische Lichtmetaphysik abgewertet, die zunächst durch Augustinus und später durch Dionysius Areopagita (Pseudo-Dionysius) mit dem christlichen Glauben verbunden wurde. Der Einfluss des Neuplatonismus war bis weit in das 12. Jahrhundert hinein stärker als der Einfluss des Aristoteles, der jedoch in Europa weitgehend erst im 12. Jahrhundert durch die Kommentare des Averroes bekannt wurde.
Der neuplatonischen Lichtmetaphysik zufolge sind alle sichtbaren Dinge „materielle Lichter“, die im Glanze des herabströmenden göttlichen Lichts erstrahlen. Sie sind umso edler, je glänzender und transparenter sie sind. (Im 12. Jahrhundert feierte das Fensterglas seinen Durchbruch in Europa.) Auf der aus der jüdischen Lehre und möglicherweise der pythagoräischen Philosophie übernommenen neuplatonischen Theorie vom Licht als erster körperlicher Form und erster Form der Bewegung basierte die Lehre Robert Grossetestes, der selbst bereits experimentierte, von der Schöpfung als einer Selbstausbreitung des Lichts. Das Licht sei ein wertvolleres, edleres und hervorragenderes Wesen als alle körperlichen Dinge; es sei die erste körperliche Form (species) und forme somit alle Dinge – eine Art früher Urknalltheorie. Derartige Theorien müssen der Theologie zugerechnet werden; vor allem Augustinermönche verbreiteten sie weiter. Doch erweckten sie ebenso wie die Theorien des Alhazen, die durch Gerhard von Cremonas Übersetzung vermittelt wurden, ein verstärktes Interesse an der geometrischen Optik und regten das intensive Experimentieren auf diesem Feld an, so auch bei Roger Bacon. Nicolaus von Autrecourt begriff das Licht als einen Teilchenstrom, der sich mit endlicher Geschwindigkeit im Vakuum ausbreite. Die optischen Experimente und geometrischen Lösungen optischer Probleme durch den im frühen 11. Jahrhundert am Hof von Kairo lebenden Alhazen beeinflussten Blasius von Parma über ihn das Perspektiv- und Bilderdenken des europäischen Mittelalters bis hin zu Leonardo da Vinci. Auch für Petrus Peregrinus de Maricourt ist das Experiment (er experimentierte systematisch mit Kompassnadeln) wichtig zur Sicherung von Erkenntnissen, die die Naturphilosophie allein nicht liefern kann.

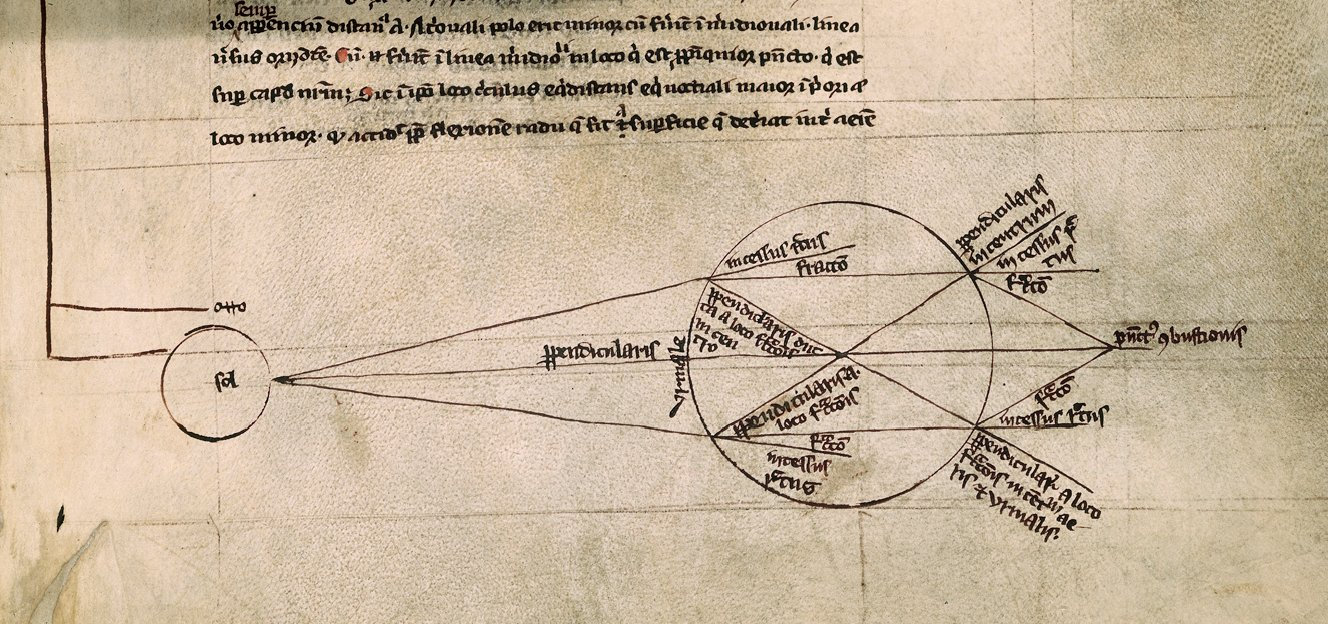
Roger Bacons Diagramm der Lichtbrechung in einem Wasserbehälter

Mit einer Lichtmetaphysik war eine Atomlehre nicht vereinbar. Nach den kirchlichen Angriffen auf die Atomistik lebte diese zwar im 14. Jahrhundert im Zuge der Hinwendung zu den Einzeldingen auf, vor allem durch Nicolaus von Autrecourt, der direkt an Demokrit anschloss und Aristoteles’ Auffassung von der unendlichen Teilbarkeit des Raumes als Kontinuum zurückwies. Er drang jedoch nicht zu einer Theoriebildung vor, mit der komplexere physikalische Erscheinungen aus der Verbindung von Atomen auch nur ansatzweise erklärt werden könnten. So blieben die mittelalterlichen Atomisten meist in logisch-mathematischen Existenznachweisen stecken. Außerdem konkurrierte der Atomismus mit dem Chemismus des Paracelsus, der alle organischen Lebensvorgänge auf chemische Prozesse zurückführte und die experimentelle Erfassung grundlegender Naturprozesse mit kabbalistischen Praktiken und Dämonenglauben verband – ein Konflikt, der in verschiedenen Formen bis ins 19. Jahrhundert fortdauerte. Wegen der Erklärungsschwäche der mechanistisch-atomistischen Theorien hielt sich der Paracelsismus bis weit ins 17. Jahrhundert hinein. Einige seiner Fragestellungen wie die nach künstlichen neuen Elementen tauchten sogar in neuester Zeit wieder auf.

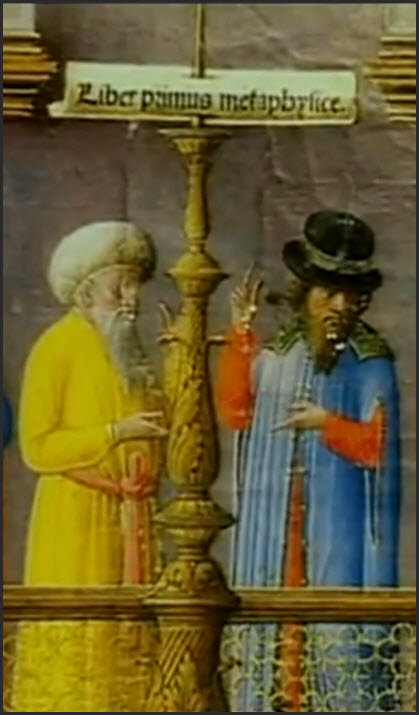
Averroes und Aristoteles im Dialog. Buchillustration von Girolamo da Cremona, Universität Padua (1483)

Zwar förderte die christliche Theologie die Überzeugung von der Existenz von Naturgesetzen, denn die Regeln der Natur stammen ihrer Überzeugung nach direkt von Gott. Doch blieben von der hochmittelalterlichen Scholastik bis zur Zeit des Kopernikus die Naturwissenschaften weitgehend der Metaphysik in der Tradition des Aristoteles bzw. dem Fiktionalismus verhaftet, wie Pierre Duhem und Edward Grant für die Astronomie zeigten. Die Freude an den damit verbundenen Streitfragen begründete zwar ein gewisses Interesse an der physischen Welt und trug zur Entfaltung der logischen Argumentationsfähigkeit bei. Doch insbesondere Thomas von Aquin widersetzte sich der von den arabischen Gelehrten postulierten Trennung von Glaube und rationalem Wissen und verstand jegliche Form der Bewegung weiterhin als Element der Metaphysik.
Diese Lehrmeinungen wie auch die des Aristoteles wurden zuerst von Giordano Bruno durch seine an die Epikuräer anknüpfenden Thesen von der Unendlichkeit und Unzerstörbarkeit des Universums teilweise infrage gestellt. Seine Idee der Idee der Einheit der Substanz, des Todes als Moment des unendlichen Formenwandels der produktiven Natur mildert die in der Zeit nach Kopernikus verbreitete apokalyptische Angst vor der Vernichtung der Erde: Jede Katastrophe bedeutet für Bruno zugleich die Geburt eines Neuen. Bekämpft wurde er wegen der Vehemenz seiner Polemik und der theologische Implikationen seiner Theorien (z. B. der Leugnung des Jüngsten Gerichts, welches in einem unendlichen Universum nicht stattfinden könne.)
Die Vernachlässigung der materiellen Welt und der Natur blieb nicht ohne Widerspruch. An die römische Antike knüpfte Johannes von Salisbury in seiner Gesellschafts- und Staatstheorie (Polycraticus, 1156–59; Metalogicon, 1159) an, in der er Ciceros Gedanken fortführte, wonach Menschen sich aus ihren tierischen Ursprüngen aufgrund ihrer eigenen Fähigkeiten – vor allem durch Sprache und Vernunft – zu zivilisierten Wesen entwickelt haben. Daher seien die Qualitäten des Menschen und die Grenzen seiner Erkenntnis nicht von Geburt an beschränkt; seine natürlichen Anlagen könnten durch Erziehung weiterentwickelt werden. Dabei sei der Mensch nicht allein auf die Gnade Gottes angewiesen; er müsse die materielle Welt nicht meiden, sondern könne bei ihrer Erforschung auf seine Natur und seinen Verstand vertrauen.

### Der Nominalismus als Türöffner zur Welt der Einzeldinge
Die Philosophie des christlichen Spätmittelalters, die Scholastik, war jedoch hauptsächlich geprägt von der Diskussion des Universalienproblems, dessen gesellschaftlicher Hintergrund der mühsam bewahrte Monotheismus und die aufrecht zu erhaltende Einheit der Kirche waren. Die Dreieinigkeit stand für eine gottgegebene Einheit der Natur, die real, aber der sinnlichen Erfahrung nicht zugänglich war. Für die Anhänger einer erstarkenden Gegenposition zu diesem Realismus, die Nominalismus genannt wurde, waren dagegen die einzelnen sinnlich wahrnehmbaren Gegenstände wirklich, wie es Roscelin in provokativer Weise formulierte. Diese Nominalisten lösten sich von vereinheitlichenden Vorstellungen, wurden zunächst verfolgt, setzten sich jedoch gegen 1400 durch.
Wilhelm von Ockham vertrat den differenziertesten Nominalismus: Wenn nur das Individuum und das einzelne Ding wirklich sind (und letzteres Ausdruck göttlicher Ideen ist), dann sind Verallgemeinerungen rein sprachlicher Natur. Zwar verhindert einerseits der Gedanke, das einzelne Ding verkörpere eine göttliche Idee, dessen Identifizierung mit einem realen physikalischen Objekt verallgemeinernden, nicht aber existenzbegründenden Charakter haben. Das Allgemeine ist nicht etwas Vorgegebenes, aber Unzugängliches wie Platons Ideen, sondern lässt sich erforschen und in einer idealen Sprache formulieren, wozu später Leibniz seine mathematisch-logische Universalsprache entwickelte.
Genuine Naturtheorien entstanden aus den Diskursen dieser Zeit jedoch nicht; man versuchte lediglich die Gedanken von Aristoteles näher an die Realität anzupassen und mit intuitiven Einsichten zu verbinden. Ein solcher Versuch war die Impetustheorie des Johannes Buridan, die Lehre von einer Kraft, die auf einen zu bewegenden Körper übergeht, um dessen Bewegung hervorzubringen. Die Installation der ersten Räderuhren (Mailand 1306) machte zudem die Zeit messbar, zerstückelte sie in künstliche Einheiten und befreite die Einteilung des Tages vom Lebensrhythmus der Mönche. Pierre Duhem sah in den Diskursen dieser Zeit eine Antizipation der Mechanik Galileis: Die Erforschung der Natur erfolge nunmehr durch die Enthüllung ihrer nur empirisch zugänglichen Gesetze; sie könne sich damit aus den „Meta“–Fesseln der Metaphysik befreien. Die moderne Naturforschung sei im Paris des 14. Jahrhunderts entstanden. Dieser Modernitätsthese der spätmittelalterlichen Physik wird heute widersprochen: Trotz innovativer Ansätze bleibe der Abstand zur Mechanik Galileis sehr groß.

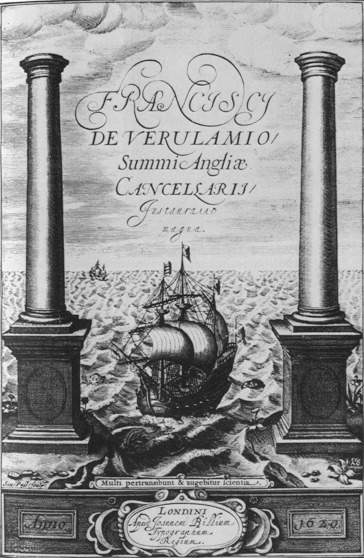
Titelseite des Novum Organum von Francis Bacon

Immerhin setzte kurz darauf die methodologische Reflexion der Erforschung der Natur durch den Neuplatoniker Nicolaus Cusanus ein. Dieser gelangte im Laufe seiner Arbeit zu einer zunehmend optimistischen Einschätzung der menschlichen Erkenntnismöglichkeiten. Seine Ideen wurden fast 200 Jahre später durch Francis Bacons verfeinert, dessen wichtige erkenntnistheoretische Abhandlung, das Novum Organum, 1620 erschien. Demgegenüber bleibt Giambattista Vico in seinem 1725 erschienenen Werk Nuova science skeptisch gegenüber der Möglichkeit der Erkenntnis der Natur: Der Mensch könne nur erkennen, was er selbst geschaffen habe; dies sei die historische Welt, nicht aber die Natur. Damit wird erstmals eine klar Unterscheidung zwischen Natur- und Kulturwissenschaften getroffen.

## Frühe Neuzeit: Die Mechanik als Universalwissenschaft
Seit der frühen Neuzeit wurden erstmals private Interessen bedeutend für die Entwicklung der Naturerkenntnis. Dazu trugen alchemistische Laboratorien ebenso bei wie wissenschaftliche Instrumentenbauer, die optisch-feinmechanische Geräte für die Universitäten konstruierten, und planetarische Observatorien, die von fürstlichen Mäzenen gefördert wurden.
Grundsätzlich stellte zuerst Francis Bacon das antike und christliche Naturverständnis in Frage. Die Technik in Form von Messinstrumenten ist für ihn eine unabdingbare Voraussetzung wissenschaftlicher Erkenntnisproduktion. Somit ist er nicht nur Empirist, sondern auch Operationalist und Utilitarist, indem er Natur nicht nur als das sinnlich Gegebene auffasst; sie ist für ihn auch der Bereich des Machbaren und vom Menschen Gemachten. Es bleibt jedoch nicht bei Messinstrumenten: Die technischen Experimente, mit denen die Forscher in die Natur eindringen, tragen mit der Zeit einen immer aggressiveren Charakter. Mit Bacon ist ein Wendepunkt in der Geschichte der Naturaneignung markiert: Naturgesetze sind für ihn immer auch Regeln der Herstellung nützlicher Dinge, ja der „Domestizierung“ der Natur. Was bei der Betrachtung eines „natürlichen“ Sachverhalts als Kausalursache verstanden wird, kann bei der Ausführung als Regel genutzt werden. Damit ist für Bacon der Unterschied zwischen Natur und Technik – anders als für Aristoteles, für den die Natur eigene Bewegungsgesetze im Gegensatz zu der von Menschen gemachten techne hat – kein prinzipieller.

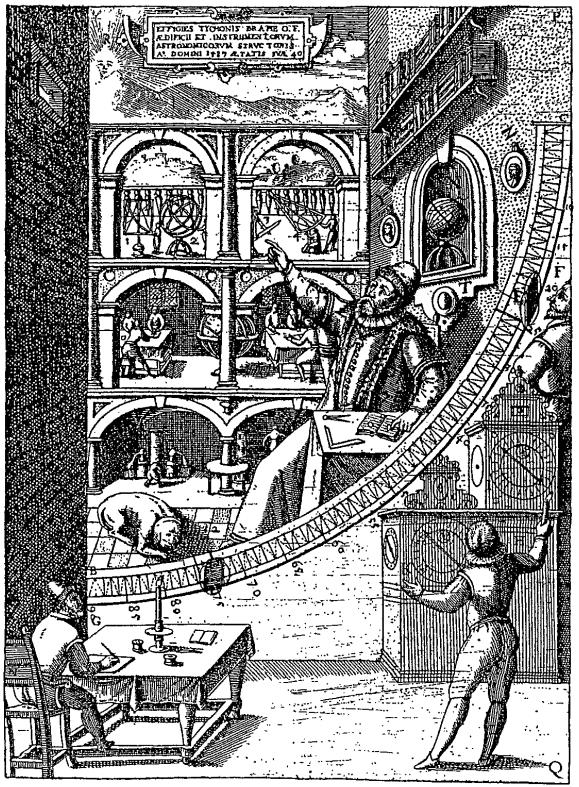
Tycho Brahes Mauerquadrant in seinem Observatorium Uraniborg (um 1598)

Vor allem war es aber die Astronomie, die die Annahme, dass die Erde und der Mensch im Mittelpunkt des Universums stünden, nachhaltig erschütterte. Die Kosmologie des Mittelalters hatte dem Kommentar zu Platons Timaios durch Calcidius sowie der Kosmologie des Macrobius (beide um 400) das Neun-Sphären-Modell des Aufbaus des Universums entnommen und hielt zäh daran fest, auch wenn darauf basierende Berechnungen sich als schwierig erwiesen. Noch Nikolaus Kopernikus musste sein zunächst wenig rezipiertes, erst im Zuge der Gegenreformation weltanschaulich hart umkämpftes Konzept eines heliozentrischen Weltbildes mit primitiven Beobachtungsinstrumenten entwickeln. Wichtige Anregungen lieferten ihm vor allem die alten Beobachtungen und Theorien des Hipparch. Die Arbeiten des Außenseiter gebliebenen Aristarchos von Samos, eines frühen Vertreters des heliozentrischen Weltbildes, waren Kopernikus wohl nicht bekannt.
Tycho Brahe war ein hervorragender beobachtender Astronom; er konnte wenige Jahrzehnte nach Kopernikus dank königlicher Unterstützung bereits auf eine ausgefeilte Beobachtungstechnik zurückgreifen. So gelang es ihm, die Bahn des Kometen von 1577 zu bestimmen und ihn damit als kosmisches Objekt zu identifizieren. In heutigen Begriffen könnte man sein Observatorium Uraniborg am Öresund als Großforschungseinrichtung bezeichnen; doch war er ein eher mittelmäßiger Mathematiker, und sein Weltmodell versuchte noch zwischen dem Geo- und Heliozentrismus zu vermitteln. Der stark kurzsichtige Johannes Kepler hingegen war ein schlechter Beobachter und pythagoreischer Mystiker, aber hervorragender Mathematiker, der die Planetenbahnen berechnete, das heliozentrische Weltbild entscheidend weiterentwickelte und daraus die Möglichkeit einer natürlichen Trägheit der Materie ableitete, die den Bewegungskräften entgegensteht. Diese Beispiele zeigen, wie der Rückgriff auf antike Autoren, neue Beobachtungstechniken, aber auch philosophische Spekulationen und mathematische Methoden in komplexem Zusammenwirken mit politisch-religiösen Konflikten die Naturerkenntnis nicht ohne Rückschritte und Umwege voran brachten.

### Die Erfindung des Experiments
Hatte man in der Renaissance nur geahnt, dass das Universum nicht von einer Fixsternsphäre fest umschlossen war und Erde und Mensch nicht im Mittelpunkt des Universums standen, setzten sich um 1600 infolge der schwunghaften Entwicklung der Optik und Präzisionsmechanik sowie der Weiterentwicklung der Mathematik messtechnisch verfeinerte Methoden der Naturbeobachtung und experimentelle Methoden der Naturerforschung durch. Mit deren Hilfe gelang es, den letzten „Deckel“ der neun Himmelssphären endgültig zu durchstoßen. Massive Widerstände gegen ein auf Naturbeobachtung basierendes Wissenschaftsprogramm gingen von kirchlichen Kreisen aus. Dies betraf vor allem Galileo Galileis 1610 im Sidereus Nuncius publizierte astronomische Beobachtungen mit Hilfe des Fernrohrs, mit dem er mindestens zehn Mal mehr Sterne erkannte als zuvor bekannt waren. Sein Buch rief den Unmut der Theologen hervor und blieb bis 1835 auf dem Index librorum prohibitorum. Galileis Beobachtungen der Monde des Jupiter und die präzise Bestimmung ihrer Umlaufzeiten waren auch in theoretischer Hinsicht relevant. Ole Rømer konnte 1676 mit Hilfe dieser „Uhr“ die Differenzen zwischen dem teils früheren, teils späteren Schattenaustritt des Jupitermondes Io auf die Bewegung der Erde um die Sonne im Laufe der Jahreszeiten zurückführen, damit die (erst 1727 allgemein akzeptierte) Endlichkeit der Lichtgeschwindigkeit beweisen und deren Verhältnis zur Geschwindigkeit der Bewegung der Erde um die Sonne größenordnungsmäßig richtig bestimmen.
Widerstände speziell gegen das Experiment kamen jedoch auch aus der Wissenschaft selbst und – in der Tradition des Verdikts von Aristoteles – aus der Philosophie. Exemplarisch dafür war die Kontroverse zwischen Thomas Hobbes und Robert Boyle über dessen Experimente mit der Luftpumpe. Selbst die Existenz des Vakuums blieb lange eine Streitfrage zwischen Korpuskular- und Atomtheorien. Boyle, der zwischen beiden Positionen schwankte, war an der Beschreibung von Wirkungen interessiert, nicht an den ihnen zugrundeliegenden Ursachen. Hobbes hingegen forderte, dass neues Wissen kausal begründet und mit logischer Notwendigkeit hergeleitet werden müsse. Die bloß experimentelle Herbeiführung künstlicher Effekte führe – so Hobbes – nicht zu wahrem Wissen, da eine Induktion von der Wirkung auf die Ursachen stets hypothetisch bliebe. Auch das Argument Boyles, dass seine Experimente jederzeit wiederholbar seien, konnte Hobbes Skeptizismus gegenüber wissenschaftlichen Instrumenten und den durch sie bedingten Verfälschungen der Natur nicht beseitigen; doch setzte sich die pragmatische Position Boyles rasch mit Hilfe der Royal Society durch.

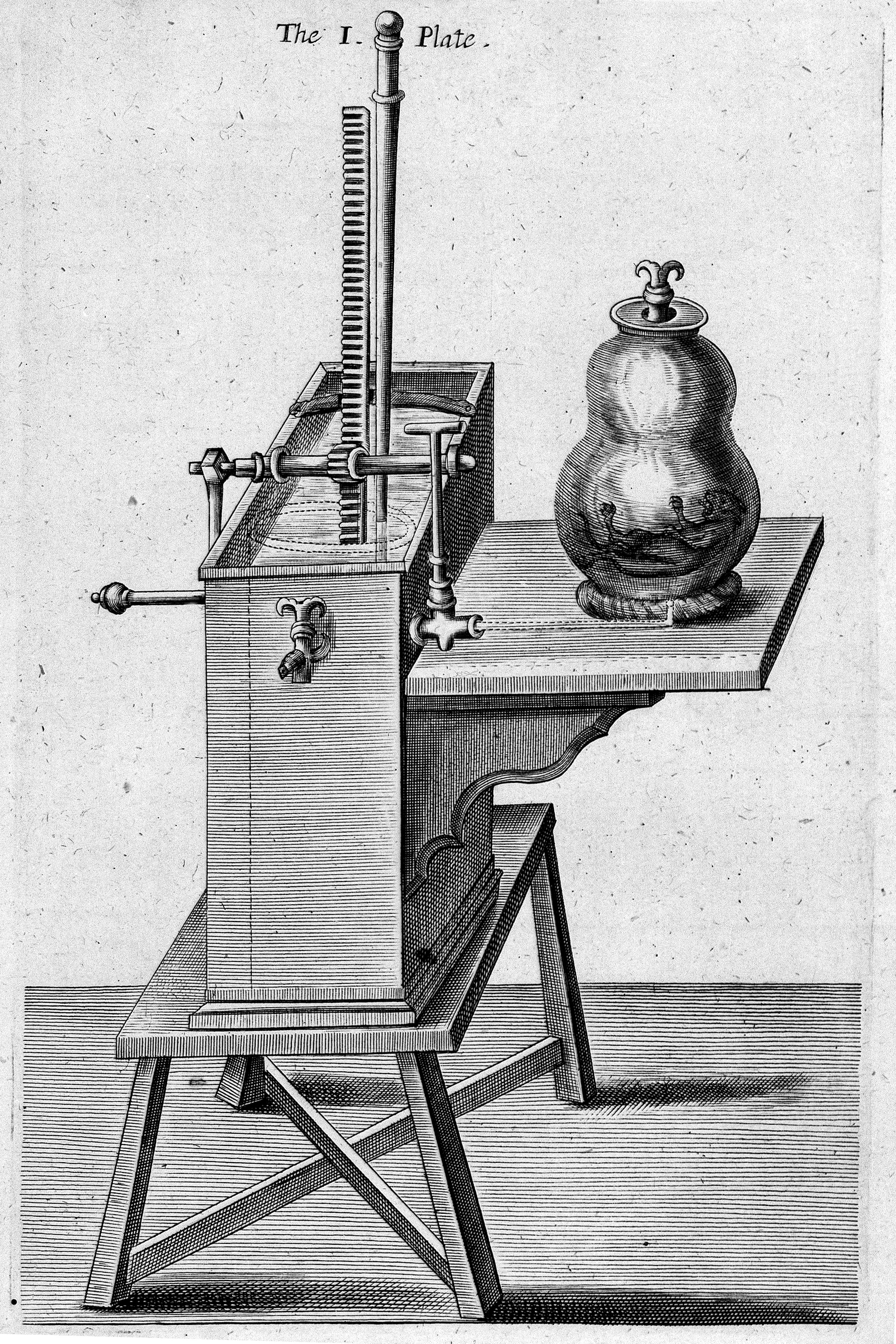
Boyles zweites Modell einer Luftpumpe zur Feststellung der Gewichts der Luft

Letztlich führte die Entwicklung der experimentellen Naturwissenschaft dazu, dass sich der naturphilosophisch-ontologische Materiebegriff vom physikalischen Materiebegriff trennte und sich ein Begriff des Naturgesetzes herauskristallisiert, der in den Schriften von Robert Boyle und Robert Hooke explizit auftaucht.

### Das Maschinenparadigma: Die Welt als Uhrwerk
Mit der Verbreitung von Maschinen wie Mühlen, Schöpfwerken, Flaschenzügen, Getrieben und feinmechanischen Geräten wie Uhren wurden das empirische Denken erheblich stimuliert und die Analogiebildung angeregt. Schon bei Roger Bacon findet sich die Idee des Universums als Maschine, und der Bischof von Lisieux und Astronom Nicholas Oresme benutzte bereits im 14. Jahrhundert die Metapher von der Welt als einer von Gott geschaffenen Uhr, in der alle Räder miteinander harmonieren. Doch erst im Zeitalter des Barock wurden die Wissenschaften unter dem Einfluss einer immer leistungsfähigeren Mechanik fast vollständig von einem reduktionistischen mechanistisch-mathematischen Weltbild durchdrungen, das im Bild der Welt als präzises Uhrwerk und der Vorherrschaft des Maschinenparadigmas in fast allen Disziplinen gipfelte und zur Verwendung technomorpher Metaphern führte. So versteht William Harvey, der 1628 als erster den Blutkreislauf beschrieb, den Körper mit Hilfe mechanischer Modelle wesentlich besser als hundert Jahre zuvor Andreas Vesalius, der sich trotz eigener anatomischer Studien noch an der über 1500 Jahre unangefochtenen Autorität Galens orientierte. Mit der stärkeren Orientierung des Menschen auf das Diesseits wird in der Folge die Natur auf menschliche Maßstäbe heruntergebrochen und gezähmt, was z. B. an der Gestaltung der Barockgärten deutlich wird. Doch auch ein Experimentalphysiker, der der Idee einer mechanistischen physikalischen Welt anhängt, kam noch nicht aus ohne die Annahme eines unendlich weisen Gottes, der die menschliche Erkenntnis leitet.
Auch führte der Prozess der Verdrängung einer zum größten Teil spekulativen Naturphilosophie mit ihren organistischen Metaphern durch vermeintlich „exakte“, metaphysikfreie mechanische Theorien nicht auf allen Gebieten zu Erkenntnisfortschritten. Mit der Ächtung der Aristotelischen Naturphilosophie und der Übertragung des mechanistischen Weltbildes auf biologische Phänomene ging ein großer Teil des ärztlichen Wissens der Antike, des Mittelalters und der arabischen Welt verloren. Der vermutete Wirkungsbereich mechanischer Verfahren wurde weit überdehnt, indem sie auch zur Heilung von Kranken herangezogen wurden.

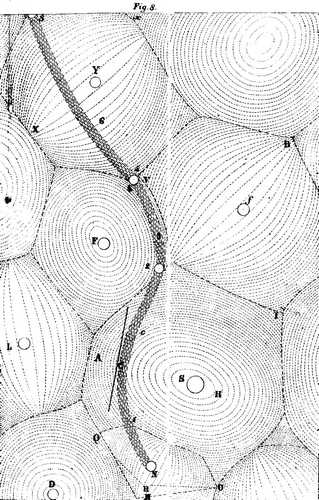
Wirbel des Äthers um Fixsterne und Planeten erzeugt die Gravitation (nach René Descartes)

Schon Montaigne hatte angemerkt, dass Menschen Dinge nur in den Formen wahrnehmen können, die ihnen bereits bekannt sind, und kritisierte das „lächerliche Unterfangen“ Platons wie der modernen Astronomen, die „ihre Bahn ziehenden Planeten [...] mit massiven, rein körperlichen und materiellen Fortbewegungsmitteln auszustatten. [...] Man könnte meinen, wir hätten Wagenbauer, Zimmerleute und Maler gehabt, die hinaufgegangen seien, um dort oben Mechanismen verschiedener Funktionsweise zu montieren“. Er sprach in diesem Zusammenhang von einer „Verkünstlichung“ der Natur.
Beim damaligen Stand der Technik lieferte die Mechanik die Anschauungswelt, nach der man physikalische Phänomene aller Art mittels Analogie beschreiben konnte. So betrachtete René Descartes die Physik ausschließlich nach mechanischen Prinzipien. Das vernünftige Ich macht den Leib zu einem ihm entfremdeten Objekt der Körperwelt wie andere Objekte auch; in diesem Bereich der zusammenstoßenden Körper gelten aber nur die mechanischen Gesetze der Bewegung, die von keinem Eingriff der Seele in das Geschehen durchbrochen werden. Nach Descartes bleibt in allen Veränderungen der Welt außerdem die Bewegungsgröße (von ihm definiert als Masse mal Geschwindigkeit) erhalten; doch entsteht damit das Problem, wie die Einwirkung des Willens durch den Leib auf die übrige Körperwelt überhaupt möglich sein soll.

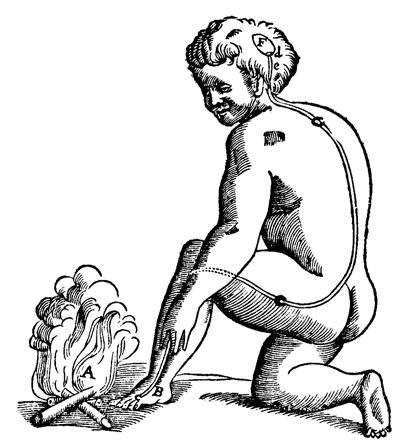
Der Mensch als Reflexwesen: Feuerpartikel dringen durch Poren und feine Kanäle in die Muskeln und das Gehirn und lösen Reflexe und Empfindungen aus. Illustration aus: René Descartes: Traité de l’homme

Descartes betrachtet den menschlichen Leib ebenso wie die Tiere und die Welt als ganze als seelenlose Maschinen. Der menschliche Geist erzeuge das Wissen über die Natur aus sich selbst, so wie er die mathematischen Regeln und Gesetze konstruiere. Damit wendet Descartes sich endgültig von der antik-christlichen Vorstellung ab, die Natur und Kosmos einen inhärenten Sinn zuspricht, den der Mensch nur auffinden müsse.
Zwar scheute auch Descartes den Nihilismus und akzeptierte den theologischen Gedanken der Welt als einer Schöpfung Gottes und unabhängig existierende, „an sich“ Seiendes. Doch mit der strengen cartesianischen Trennung zwischen Subjekt und Objekt konnten einerseits Zweifel an der Existenz der Außenwelt bzw. derjenigen ihrer Qualitäten (Farben, Töne usw.) entstehen, die sich einem mathematischen Verständnis entzogen. Auch Newton wollte hierüber nicht spekulieren.
Andererseits wurde die Annahme gefördert, dass Gott die einzig bewirkende Ursache der Tätigkeit der Menschen sei; der Wille bzw. die Seele der Menschen könne nur die Bewegungsrichtung der Welt ändern. Diesen Gedanken kritisierte wiederum Leibniz: Da sich die vielfältigen Bewegungsrichtungen wechselseitig aufheben, könne die Seele keinen Einfluss auf die Richtung ausüben. Die Substanzen seien jedoch nicht untätig; sie bewegten sich aufgrund ihres vollkommenen Baus harmonisch, ohne dass Gott immer wieder eingreifen müsse.
Ein Problem des mechanistischen Weltbildes bestand darin, dass chemische Reaktionen und erst recht physikalische Fernwirkungen mit Hilfe der Mechanik nur schwer erklärt werden konnten. Der Begriff des Kraftfeldes existierte noch nicht; daher nahm man Zuflucht zur Erklärung der Fernwirkungen durch Spekulationen über einen unsichtbaren Feinstoff. Descartes und Christiaan Huygens versuchten die Gravitation aus Wirbeln des Äthers abzuleiten; ein leerer Raum war für sie noch nicht vorstellbar. Descartes Annahmen wurden bald durch die Epikur-Rezeption Pierre Gassendis in Frage gestellt, der versuchte, die antike Atomtheorie mit der mechanistischen Physik seiner Zeit zu verbinden. Auch Newton zeigte sich beeinflusst von Epikur, von dem er aus schriftlicher Überlieferung angeblich wichtige theoretische Anstöße erhielt. Newtons Begriff eines absoluten, unendlichen, unbeweglichen, für alle Körper durchdringbaren, keine Qualitäten oder Formen aufweisenden und durch keine Kraft trennbaren Raumes, der das Maß aller Abstände und Geschwindigkeiten der Körper ist, verdrängte die Cartesianische Theorie, die keine trägen Massen vorsah, und wurde zur Grundlage erfolgreicher physikalischer Forschung. Höhepunkt der Entwicklung waren Newtons Formulierungen der theoretischen Mechanik und des Gravitationsgesetzes, die für längere Zeit als „Theory of Everything“ zu taugen schienen. Das Verfahren der mathematischen Deduktion ermöglichte es ihm, Probleme ohne Rücksicht Grenzen der Anschauung und (weitgehend) ungehemmt von konventionellen Begrifflichkeiten zu durchdenken, alle mathematisch interessanten Folgen einer gedanklichen Konstruktion aufzudecken und ihre Widersprüche zu eliminieren.
Allerdings wurden diese Theorien in der Folge vielfach durch spinozistische Lehren über eine geistig-körperliche Ursubstanz ohne Ausdehnung wie bei Bošković oder durch theologisch-metaphysische Annahmen über eine erste Ursache ergänzt oder untermauert. Diese Spekulationen wurden durch die Verwendung immer leistungsfähigerer Mikroskope unterstützt, die neue Mikrowelten zu Tage förderten. Auch der Hylozoismus des Platonikers Ralph Cudworth war ein solcher Versuch, das Leben oder die Fähigkeit der Selbstbewegung als Eigenschaft der Materie zu erklären; er richtete sich gegen den mechanischen Determinismus wie auch gegen die Prädestinationslehre der Calvinisten.
Damit wurde die sich entwickelnde Naturtheorie wieder in die theologischen Konflikte der Zeit hineingezogen: Wenn die biblische Offenbarung für die Naturerklärung eine immer geringere Rolle spielte, musste die Natur selbst die wichtigste Offenbarungsquelle sein – das war die Position der Physikotheologie – und das Gute offenbar eine Eigenschaft der Natur selbst sein. Letztere Ansicht vertraten die Cambridger Platoniker, die gegen den Materialismus der erstarkenden Naturwissenschaften antraten und hieraus eine Naturrechtstheorie ableiteten.
Gegenüber den verschiedenen Ursubstanztheorien setzte sich letztlich der Newtonsche Raumbegriff als Leitparadigma der Naturtheorie durch. Er erfuhr seit dem frühen 18. Jahrhundert geradezu eine „Vergottung“ durch die exakten Wissenschaften, galt doch der Raum schlechthin als das Werk Gottes. Newtons Raumkonzept – so hofften sogar viele Wissenschaftler – könne als Grundlage eines neuen Gottesbeweises taugen, durch den man die scholastischen Beweise zu ersetzen hoffte.

### Vom „göttlichen Uhrmacher“ zur Selbstbewegung der Materie
Bis zu Newtons Zeiten waren Naturforschung und biblische Wahrheit durchaus vereinbar, wenn sich die Wissenschaftler nur entschließen konnten, die Aussagen der Bibel als metaphorisch zu betrachten. Die Kirche ihrerseits, die noch gegenüber Galilei und Giordano Bruno die volle Härte der Inquisition demonstriert hatte, milderte ihre Positionen in Fragen der Wissenschaften deutlich ab, vor allem was die Astronomie betrifft. Durch Newtons Annahme eines sich nach einmal vorgegebenen Regeln streng deterministisch und automatisch bewegenden Weltalls wurde die Vorstellung eines dauerhaft notwendigen göttlichen Eingreifens allmählich aus der Kosmologie verdrängt. Newton selbst hing einem platonisch geprägten Deismus an: An die Stelle der göttlichen Lenkung von außen trat die Idee der Selbstbewegung der Materie, an die Stelle des intuitiv einleuchtenden Impulsbegriffs das unanschauliche Trägheitsgesetz.
Paradoxerweise diente das Bild, das Newton vom Weltall entworfen hatte, vor allem den britischen Theologen bis weit ins 19. Jahrhundert – so etwa dem einflussreichen William Paley – geradezu als Nachweis für die Existenz eines Schöpfers und als Zeichen der Großartigkeit, Widerspruchsfreiheit und Unverbesserlichkeit seiner Schöpfung, was die Entwicklung der biologischen Forschung behinderte, aber – ein weiteres Paradox – Darwin später zur Untersuchung von biologischen Anpassungsphänomenen motivierte, wobei er fündig wurde.
Die mechanistischen Konzepte der Barockzeit erweisen sich jedoch auch als unzureichend zur Erklärung der experimentell neu gewonnenen Erkenntnisse über Wärme, Magnetismus, Licht, Blutkreislauf oder die chemische Umwandlung von Substanzen. Konnte man Elastizität oder Gasdruck noch mechanisch erklären, so waren insbesondere die Phänomene der organischen Natur zahlreiche Probleme auf, für deren Lösung ein mechanistisches Globalparadigma sich als wenig nützlich erwies. Zwar hatte auch Descartes die Tatsache des sinnvollen Zusammenhangs der Teile des Organismus nicht geleugnet, aber er hatte keine in den Organismen wirkende teleologische Zweckursache erkennen können. Leibniz hingegen behauptete, die gesamte Mechanik habe teleologische Grundlagen, und revidierte Descartes’ Vorstellung von der konstanten Bewegungsgröße durch das Konzept der Erhaltung der Kraft als Grundgesetz des Naturgeschehens: Die Körper könnten nicht allein durch ihre geometrische Ausdehnung (res extensa) beschrieben werden. Sie seien nicht so klar und deutlich, wie Descartes behauptete, sondern unendlich teilbar, wodurch die mathematische ins Unfassbare zerrinne. Sie besäßen auch eine innere Dynamik, ein Streben, womit sie den Seelen, also der denkenden Substanz (res cogitans), verwandt seien. Mit seiner Monadentheorie der „metaphysischen Punkte“ versuchte Leibniz, der schon vor 1680 mit der Idee der Evolution der Lebensformen spielte, eine Brücke zwischen organischer und anorganischer Welt zu schlagen, ausgehend von der auf verschiedene antike Schulen zurückgehenden Annahme quasi-metaphysischer, unsterblicher Atome mit der Fähigkeit der Erkennung der Außenwelt. Nicht die Einheit des Raumes und das Aufeinanderstoßen der Körper seien Gründe für die Regelmäßigkeit der Welt, sondern die Einheit für sich seiender, dem Bewusstsein analoger Kräfte ohne räumliche Ausdehnung. Auch das scheinbar Unbelebte besitze individuelle, nicht nur mechanisch verbundene, sondern aufeinander in Sympathie abgestimmte Seelen (allerdings niederster Stufe), deren Wesen die Kraft sei. Der leere gleichförmige Raum und die Gleichförmigkeit der Atome werden so durch die Vorstellung einer harmonischen Fülle individuellen Lebens ersetzt, die – anders als Spinoza postuliert hatte – aber nicht mit mathematischer Notwendigkeit aus Gott folge. Vielmehr stelle die Welt eine Auswahl aus möglichen Welten dar (wobei Gott in seiner Güte und Weisheit die beste aller möglichen Welten, nämlich die rationellste im Sinne des optimalen Verhältnisses von Aufwand und Wirkung und der mathematischen Schönheit gewählt habe). Mit diesem metaphysischen Abstieg in das „abgestufte Reich der zu verstehenden Innerlichkeit“ der Welt versucht Leibniz sie als Erscheinung des Seelenhaften zu verstehen, statt sie lediglich zu vermessen und zu erklären. Mit der Idee der absoluten Individualität des Seins kämpft er sowohl gegen den mechanischen Determinismus Newtons wie gegen die calvinistische und cartesianische Idee des despotischen „Uhrmachergottes“, der Zufall und Freiheit trotz der Vorherbestimmung der Ursachen nicht aufhebe.
Auch andere Denker arbeiteten zur Erklärung des Organischen mit allerdings einfacheren Analogien zwischen Makro- und Mikrokosmos, was angesichts der unzureichend entwickelten technischen Beobachtungsinstrumente hohe Anforderungen an die Vorstellungskraft stellte. So blieben die Vorstellungen über die Triebkräfte der belebten Natur abstrakt und unbestimmt. Man sprach von einem flux vital oder vital spirits, einem lebendigen Fließen als belebtes und belebendens Prinzip, das den Lebewesen und teils auch den Dingen innewohne und deren Funktionen regle.

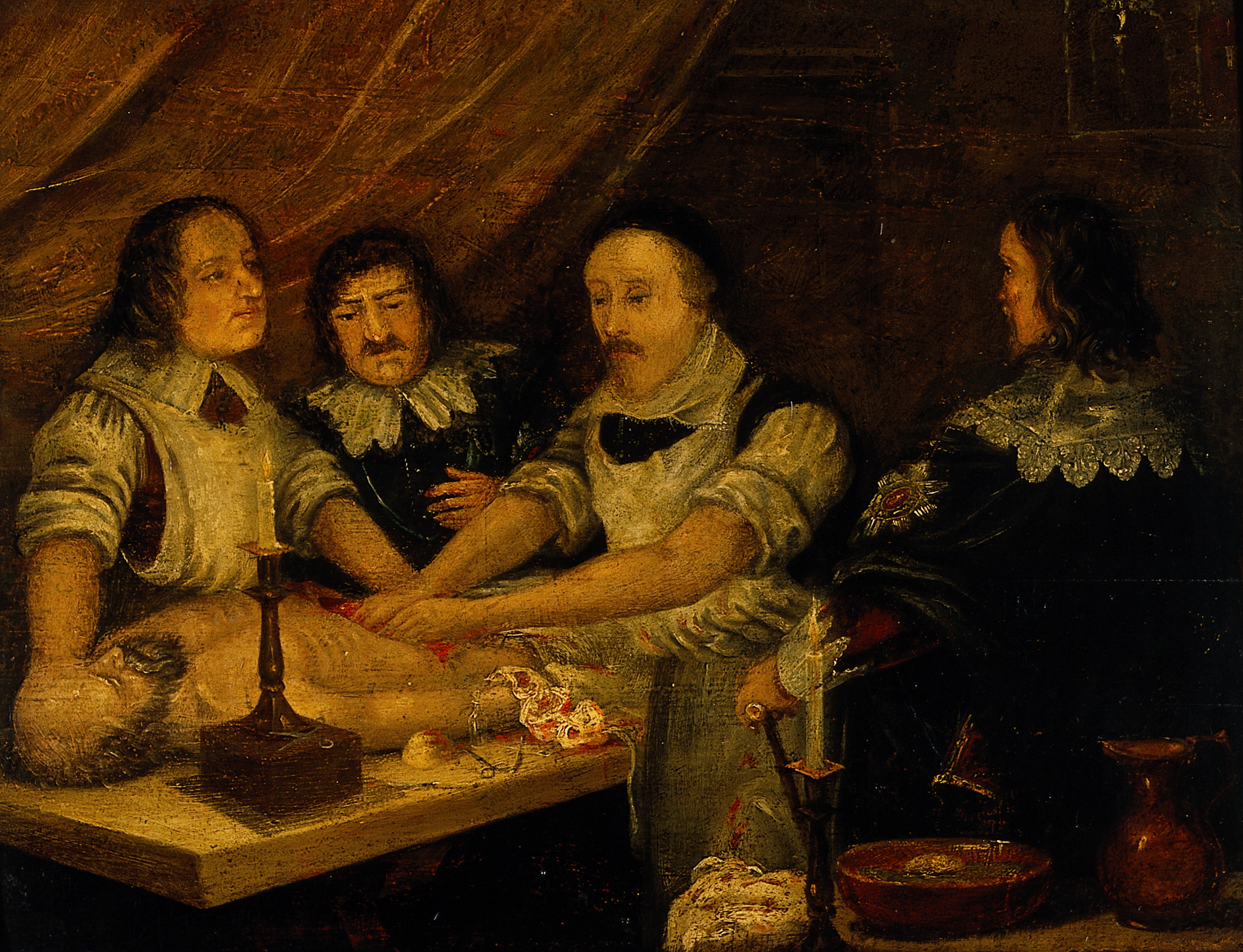
William Harvey bei der Obduktion der Leichnams von Thomas Parr (Ölgemälde um 1900)

Zum empirischen Modell einer organischen Selbstbewegung einer Natur, die nicht nur mechanischen Gesetzen unterlag und nicht durch Eingriffe von außen gesteuert wurde, wurde vor allem der Blutkreislauf. Dieser Gedanke knüpfte an die Aristotelische Erklärung der biologischen Dynamik an; er wurde zur Grundlage der modernen Physiologie, die den Organismusbegriff rehabilitierte und die mechanischen Erklärungen überwand. Dazu trugen die Erkenntnisse des Juan Huarte de San Juan über die zentrale Bedeutung des Gehirns bei.

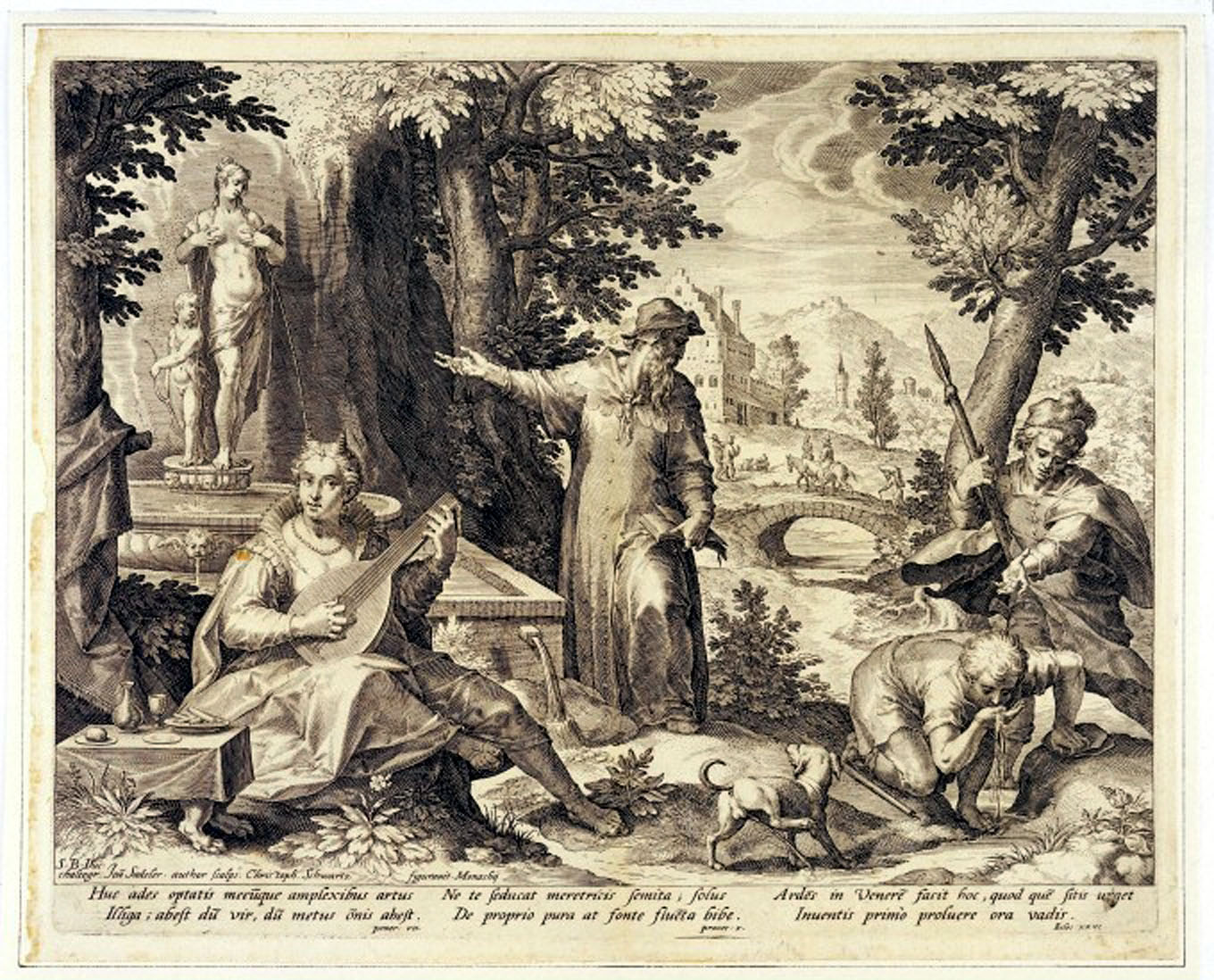
Fracastoro warnt den Hirten Syphilus vor der Ansteckung mit der Syphilis (Stich um 1590)

Die vielen Epidemien des Mittelalters veranlassten den Arzt und Astronomen Girolamo Fracastoro, über die Ursachen der Seuchen und ihre Bekämpfung nachzudenken. Außernatürliche Erklärungsversuche lehnte er strikt ab, war doch in den Lazaretten bereits ein hinreichendes empirisches Wissen über das Infektionsgeschehen vorhanden. Fracastoro unterschied mehrere Ansteckungswege und erkannte, dass eine Übertragung durch die Luft nicht auf okkulte Kräfte zurückzuführen sein könne; es müsse sich um eingeatmete Partikel (fomites) handeln, die zu klein seien, um für das menschliche Ausge sichtbar zu sein. Sie hätten aber eine Eigenbeweglichkeit und könnten im Körper Nahrung finden und sich dort vermehren. Damit trug er zur Überwindung der seit der Antike herrschenden Miasmentheorie bei, wonach Ausdünstungen der Erde oder der Gewässer Pestepidemien auslösten. Auch die alte Humoralpathologie, die auf der Lehre von den vier Körpersäften beruhte und sich bis ins 19. Jahrhundert hielt, wies er frühzeitig zurück.

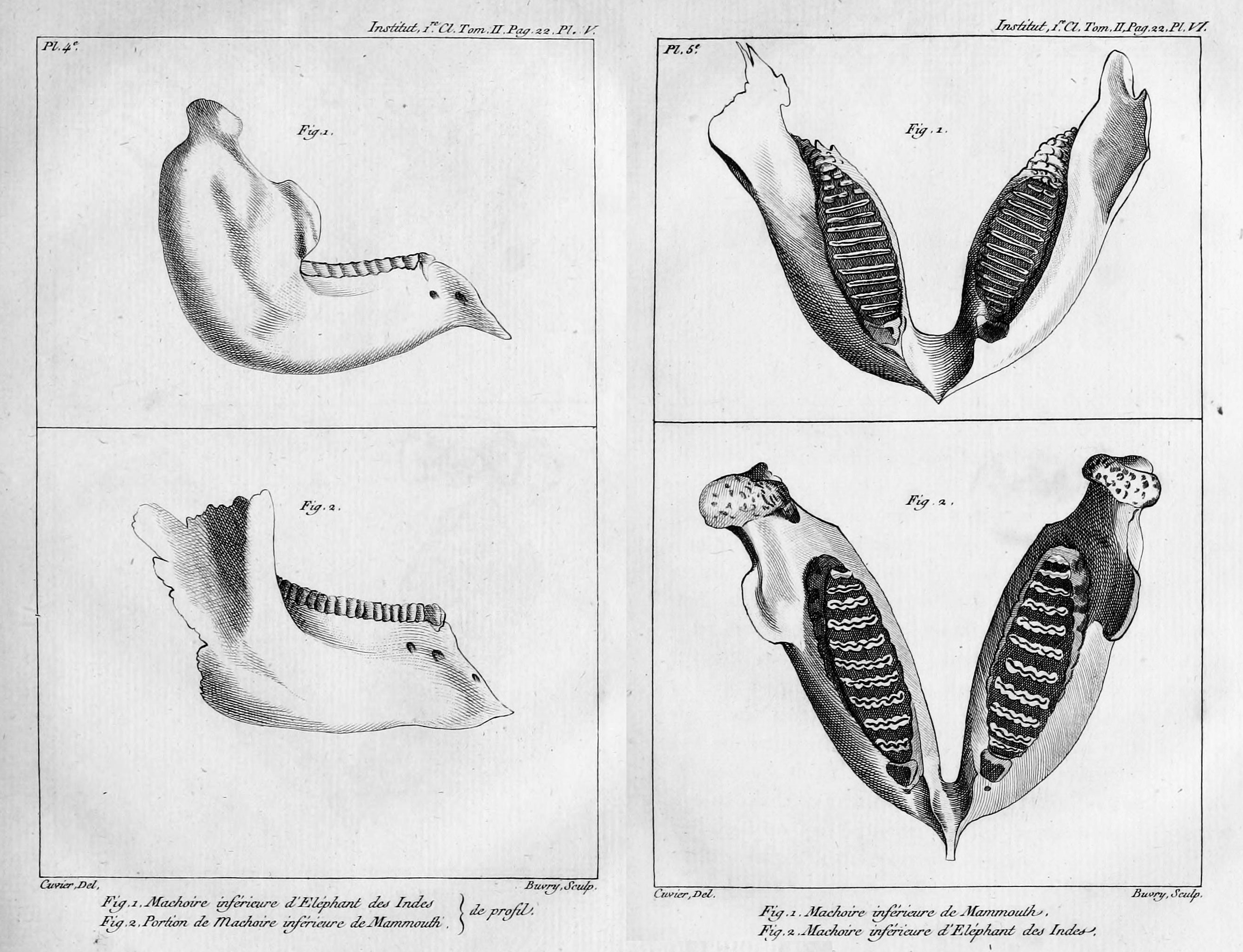
Vergleich der Kiefer eines indischen Elefanten mit denen des Mammuts von Georges Cuvier (1796)

Fracastoro war es auch, der bereits 1517 von den in Baugruben in Verona gefundenen versteinerten Muschelschalen annahm, dass sie einst lebenden Tieren gehört haben müssten. Wiederum lehnte er den Rückgriff auf mysteriöse Urkräfte ab, die in der Lage gewesen wäre, Gestein zu Tierformen umzugestalten. Auch die Theorie einer einzigen Sintflut stellte er aufgrund dieser Funde in Abrede, da die fossilen Muschelschalen oft in mehreren Schichten anzutreffen waren. Allerdings wurde diese Erkenntnis fast 300 Jahre lang ignoriert, bis sich die Urzeugungs-, Sintflut- und Katastrophentheorien durchsetzten, wie etwa die Lehre von Georges Cuvier von den Ursprüngen und vom Formwandel des Lebens, welches durch erdgeschichtliche Katastrophen wiederholt vernichtet und neu geschaffen worden sei. Dessen Theorie passte zu den deistischen Strömungen der Aufklärung, die die Offenbarung als Erkenntnisquelle ablehnten und gleichzeitig die Annahme einer selbstbewegten Natur förderten. Allerdings verwarfen Cuvier und seine Zeitgenossen die Vorstellung, dass es irgendwelche Zwischen- und Übergangsformen zwischen den bekannten Arten geben könne. Diese müssten notwendig imperfekt sein; einen Wandel einzelner Organe oder graduelle Veränderungen konnte man sich nicht vorstellen, denn dieser würde die innere Widerspruchsfreiheit und Perfektion der Schöpfung in Frage stellen, wozu auch die strengen Artengrenzen gehörten.

## Zeitalter der Aufklärung: Systematische Repräsentation des Wissens und Geschichtlichkeit seiner Objekte

### Das Primat des Experiments und der Beobachtung
Seit Beginn des Zeitalters der Aufklärung wurden private Interessen zur Haupttriebkraft der Naturwissenschaften. Sie bündelten sich in Gelehrtengesellschaften wie der Royal Society oder der Leopoldina, die teils von den Monarchen des aufgeklärten Absolutismus unterstützt bzw. in nationale Gesellschaften umgewandelt wurden. Im Vordergrund standen hierbei zunächst die Naturbeobachtung und Systematisierung der Ergebnisse sowie die Freude an der Entdeckung von Kuriositäten und der Austausch, weniger die Theoriebildung oder die praktische Nutzanwendung. Der Kurator für Experimente der Royal Society und Universalgelehrte Robert Hooke veranlasste z. B. 1663 die erste dauerhafte Wetterbeobachtung. Er leistete zahlreiche Beiträge zur Entwicklung wissenschaftlicher Instrumente wie Barometer, Teleskop und Zeitmesser und war ein vielseitiger Experimentator und Beobachter, der den für die Biologie wegweisenden Begriff der (pflanzlichen) Zelle auf induktivem Wege durch seine Arbeit mit dem von ihm verbesserten Mikroskop gewann. Darüber hinaus war er ein spekulativer Kopf, der Begriffe wie den des Äthers generierte, um die von ihm bereits um 1670 begründete, im Gegensatz zu Newtons Teichentheorie stehende Theorie des Lichts als Transversalwelle zu untermauern.

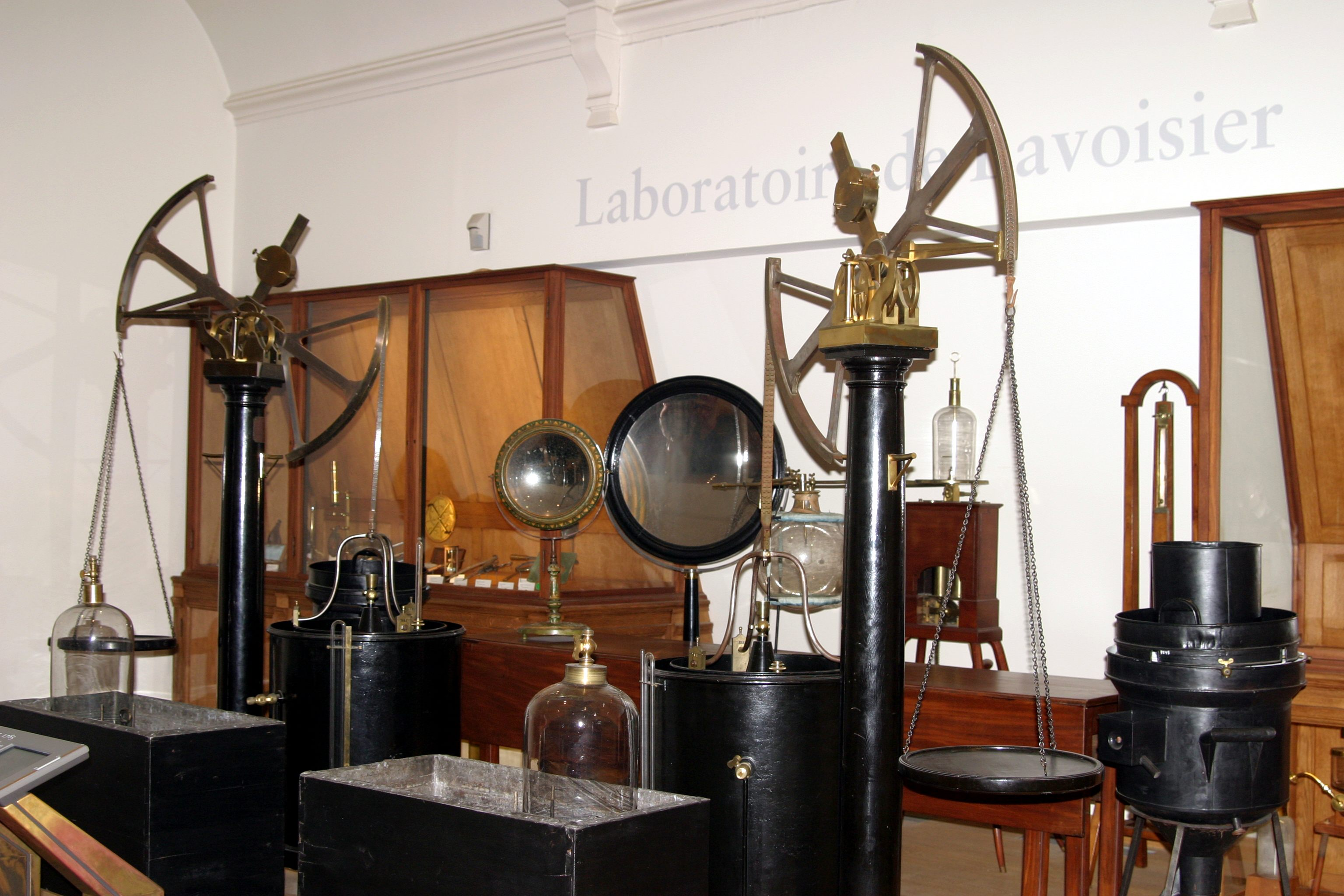
Laboratorium von Antoine Laurent de Lavoisier für Experimente mit Gasen (Paris, Musée des arts et métiers)

Auf dem Feld der Chemie begründete Georg Ernst Stahl, der sich mit den Eigenschaften von Metallen und Säuren befasste, um 1720 die Phlogistontheorie, nach der alle Verbrennungsprozesse als Abgabe von Phlogiston betrachtet werden, das an die Luft entweicht und zu einer Reduktion des Gewichts des Restes führt. Wie der Äther der Entwicklung der physikalischen Theorie diente, obwohl er nicht nachgewiesen werden konnte, so verhalf die hypothetische Substanz des Phlogistons der Chemie des 17. und 18. Jahrhunderts zum Verständnis von Verbrennungsvorgängen. Beide Theorien erwiesen sich zwar als falsch, wirkten aber produktiv, weil sie zunächst plausible Verallgemeinerungen lieferten, die empirische überprüfbar wurden. Dieser Wissensfortschritt in der Chemie wurde weder durch die verkrusteten universitären Strukturen von Oxford und Cambridge und die dort vertretenen Lehren befördert noch durch die Royal Society in London, der der Praxisbezug fehlte. Vielmehr waren es empirisch arbeitende Praktiker wie der Arzt und Chemiker Joseph Black, der zuerst die Phlogistontheorie widerlegte, nachdem schon im 17. Jahrhundert Boyle und andere eine Gewichtszunahme bei bestimmten Verbrennungsvorgängen nachgewiesen hatten, was gegen die Phlogistonlehre sprach. Oder es handelte sich um bürgerliche Wissenschaftsgesellschaften in der englischen Provinz, die von den Dissenters, also Gruppierungen außerhalb der anglikanischen Staatskirche, gegründet wurden. Diese schufen sich eigene Bildungseinrichtungen mit modernem Programm und machten sich um 1770 vor allem um die experimentelle Luft- und Gasforschung verdient. Die wichtigste dieser Einrichtungen war die Lunar Society in Birmingham, zu der der Entdecker des Sauerstoffs Joseph Priestley enge Kontakte unterhielt.
Seit den 1770er Jahren wurden immer neue chemische Elemente entdeckt. Damit konnten immer mehr Naturphänomene experimentell und analytisch weiter aufgelöst werden. Doch erst Antoine Laurent de Lavoisier konnte schließlich die Natur der Oxidationsvorgänge endgültig klären. Sei Werk Traité élémentaire de chimie (1789) gilt als das erste Werk der wissenschaftlichen Chemie. In seiner chemischen Nomenklatur von 1787, die sich um systematische Begriffsbildung bemüht und in die seine Theorie der Oxidation zum Missfallen seiner Gegner sozusagen semantisch fest eingebaut war, zählt Lavoisier bereits 31 Elemente auf. Zunächst schlossen sich nur wenige Fachleute der „antiphlogistischen Chemie“ an. Insbesondere die englischen Physiker Joseph Priestley, Richard Kirwan, James Keir und William Nicholson bekämpften seine Aussagen. Dass Lavoisier die Verbrennungstheorie des Arztes und demagogischen Revolutionsführers Jean Paul Marat kritisiert hatte, trug vermutlich sogar zu seiner Verurteilung und Hinrichtung 1794 bei, die mit Betrug zum Schaden des Staates begründet wurde.

### Taxonomien und Klassifikationen
Die Wissenschaftler der Aufklärung standen vor der Aufgabe, die durch Beobachtung und Experiment schnell wachsende und unübersichtliche Datenflut, die die sich den je eigenen Forschungsprogrammen verschreibenden naturwissenschaftlichen Disziplinen erzeugten, zu ordnen. Anregungen dazu kamen vor allem durch die zahlreichen Entdeckungsreisen seit dem 16. Jahrhundert, die die enorme globale Artenvielfalt erkennen ließen.
An die Stelle ungenauer Ähnlichkeitsbeziehungen trat in vielen Disziplinen das wissenschaftliche Bemühen um die möglichst vollständige – freilich nie zu erreichende – Erfassung des Wissens in Lexika, Tableaus, Taxonomien und Klassifikationen: Man suchte statt nach Analogien nach der präzisen Bestimmung von Identitäten oder Differenzen, und zwar aufgrund einiger zentraler ausgesuchter Merkmale; gefordert wurde eine exakte Repräsentation der äußeren Welt durch eine präzise Wissenschaftssprache. Die ersten gedruckten Kataloge alles Lebendigen erschienen im 17. Jahrhundert. Erst durch eine präzise Benennung wurden die Naturobjekte vom Gegenstand der Anschauung zum Objekt der Wissenschaft.
Dafür steht beispielhaft das Werk von Carl Linnaeus (Carl von Linné), des Schöpfers der binomialen (heute meist als binär bezeichneten) Klassifikation als Grundlage einer Taxonomie von Tieren und Pflanzen: Der erste Namensteil des von ihm entwickelten Systems bezeichnet die Gattung (Genus), der zweite die Art (Species).
Die Merkmale der vier von Linné unterschiedenen Varietäten des Menschen (Homo sapiens Linnaeus, 1758) waren die vier (damals bekannten) Kontinente, die von ihm identifizierten vier Hautfarben und (in Anlehnung an die antike Lehre) die vier Körpersäfte; bei Pflanzen waren es die Fruchtbildungsorgane und Staubblätter. Linné war sich bewusst, dass er die Pflanzen nach einem künstlichen System ordnete, das die natürlichen Verwandtschaftsverhältnisse nicht berücksichtigte. Mit Blick auf den Menschen ging er jedoch von einer Kongruenz der geographischen, physischen und psychischen Merkmale aus, wobei er das Merkmal der Hautfarbe im Laufe der Zeit immer mehr hervorhob und ihre Intensität übertrieb.
Linné hatte durchaus einen Blick für ökologische Zusammenhänge, Kreislaufformen und Abhängigkeiten der Arten voneinander. So erkannte er die Anzeichen für die Weiterentwicklung und Umformung von Pflanzenarten und -gattungen, interpretierte diese aber nicht weiter. Das, was man heute als dynamischen ökologischen Gesamtzusammenhang erkennt, sah er als frommer Christ als eine hierarchisch geordnete, statische, harmonische, weil gottgewollte beste aller Welten (denn eine schlechte Welt hätte Gott nicht erschaffen); für den darwinistischen Überlebenskampf hatte er noch keinen Blick. Auch waren Sauerstoff und Photosynthese noch nicht entdeckt, so dass ihm die Ursachen der Stoffkreisläufe verschlossen bleiben mussten. Dennoch ist sein Ökologieverständnis nicht als primitiv zu bezeichnen. Sein Werk trug ebenso wie das der Astronomen dazu bei, die unendliche Mannigfaltigkeit der Natur als geordnete Ausdrucksform einer in allem wirkenden göttlichen Vernunft und des göttlichen Willens anzusehen.

### Von der unbelebten zur belebten Natur
Seit dem 17. Jahrhundert verzichteten viele Gelehrte auf die Annahme übernatürlicher Ursachen bei der Erklärung der Naturphänomene. Der Gedanke eines Universums ohne Schöpfer schien jedoch noch zu revolutionär in jener Zeit. Um die Mitte des 18. Jahrhunderts zeigte sich, dass auch die Vorstellung eines Universums ohne Lenker, aber mit einem Schöpfer, der ihm einen einmaligen Anstoß gibt, ebenso wie das kreationistische Postulat der Unveränderlichkeit aller Arten, das letztlich auf Platos Ideenlehre und die Typologien des Aristoteles zurückging, mit einer wachsenden Zahl wissenschaftlicher Befunde kollidierten. Das führte zur Suche nach den Vermittlungsgliedern in der Kette, die den Menschen irgendwo zwischen dem Nichts (oder dem unendlich Kleinen) und der Unendlichkeit des Kosmos einschloss, ohne die Leibnizsche Theodizee akzeptieren zu müssen, und mündete schließlich in die Idee der Selbstbewegung und -entwicklung der Materie (Hylozoismus), der auch Denis Diderot begeistert anhing.

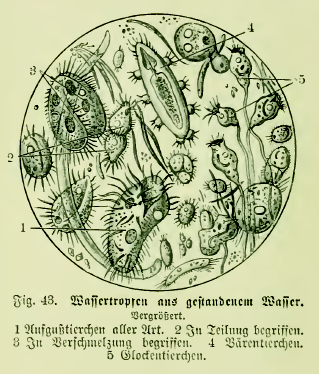
Aufgusstierchen im Wassertropfen (Die Frau als Hausärztin, 1911)

Die seit Aristoteles kaum bezweifelte Lehre dem Mittelalter These der Spontanzeugung höherer Lebewesen war schon von Francesco Redi durch Experimente mit der Vermehrung von Maden und von Antoni van Leeuwenhoek aufgrund seiner mikroskopischen Beobachtungen von Mikroorganismen und Sperma um 1670 Jahren verworfen worden, wurde aber immer wieder neu belebt. Sie wurde insbesondere von Pierre-Louis Moreau de Maupertuis vertreten, einem erbitterten Gegner der Leibnizschen Monadologie und späteren Präsidenten der Preußischen Akademie der Wissenschaften. Maupertuis nahm eine vermittelnde Position zwischen der Linnéschen Behauptung einer Konstanz der Arten und der Cuvierschen Katastrophentheorie ein. Er behauptete, dass die mit dem Mikroskop nachweisbaren kleinen „Aufgusstierchen“ (Infusorien), die sich im Aufguss von pflanzlichem Material entwickeln, teilten und verschmolzen, aus toter Materie entstehen und vorhandene Spezies sich auf ähnliche Weise nach dem von ihm formulierten Prinzip der kleinsten Wirkung durch kleinste Veränderungen (Mutation) und Kreuzung weiterentwickeln könnten. Maupertuis wies auch auf die Vererbbarkeit körperlicher Fehlbildungen beim Menschen hin. Seine Thesen und empirischen Befunde kollidierten jedoch mit seinem Respekt vor der Religion; sie gerieten in der Folgezeit in Vergessenheit. Als provokativ und moralisch nicht akzeptabel erschien den Zeitgenossen auch das monistisch-materialistische Bild des Leib-Seele-Verhältnisses, das Julien Offray de La Mettrie in seinem Werk L'home machine zeichnete.
Immanuel Kant lehnte den Hylozoismus aus prinzipiellen Gründen ab, da der Begriff der lebenden Materie „einen Widerspruch enthalte, weil Leblosigkeit, inertia, den wesentlichen Charakter derselben ausmacht“; er lasse sich nicht einmal denken. Man begehe einen Zirkel, wenn man „die Zweckmäßigkeit der Natur an organisierten Wesen aus dem Leben der Materie ableiten will“. Doch im Zeitalter der Empfindsamkeit unter dem Einfluss des Sensualismus lag es nahe, auch den kleinsten Teilchen eine Sensibilität (sensibilité universelle, Diderot) zuzubilligen, die ihnen die Fähigkeit verleihe, sich mit anderen Teilchen zu höheren organischen Gestaltungen zusammenzuschließen, ohne dass man dafür Kausalgesetze annehmen müsse. Erst Lazzaro Spallanzani wies 1768 endgültig nach, dass aus sterilem Material kein Leben entstehen könne.
Zwar hatte sich seit dem 17. Jahrhundert auch ein erstes Verständnis über Prozesse der Ontogenese entwickelt, doch blieben die Ursachen des Formwandels der individuellen Organismen unerklärlich. Eine idealistische Morphologie entwickelte Vorstellungen von zahlreichen Archetypen, deren Verbindungen ungeklärt blieben. Erst durch die Entwicklung der Embryologie durch Caspar Friedrich Wolff im 18. wurde es ansatzweise (und endgültig erst im 19. Jahrhundert möglich, die Annahme der Konstanz der Arten und die Befunde über die Epigenese und den Formenwandel der Organismen sinnvoll miteinander zu verbinden.)

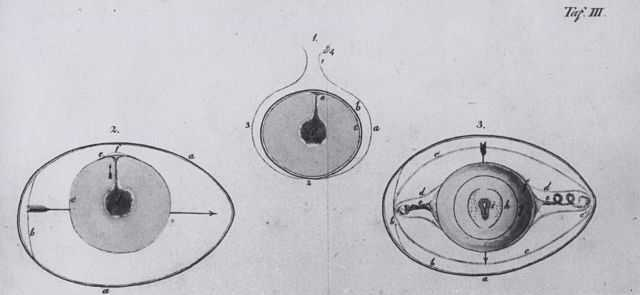
Ontogenese eines Hühnerembryos bis zu 24 Stunden Bebrütung. Ein wichtiges Forschungsfeld von C. F. Wolff, Darstellung nach Karl Ernst von Baer 1828

Ebenfalls im Zeitalter der beginnenden Aufklärung standen in Frankreich die Versuche, eine naturalistische Ethik zu begründen und damit eine Erklärungsalternative zum Postulat von Leibniz zu entwickeln, dem zufolge Gott mit dem Kosmos nichts Geringeres als die beste aller möglichen Welten hervorbringen konnte. Die Ideen einer „guten“ Natur und des edlen Wilden – ein Begriff von Montaigne – wurden von Berichten der Forschungsreisenden des 18. Jahrhunderts über Völker genährt, die sich vermeintlich im Naturzustand befanden, so durch die Reiseberichte Louis Antoine de Bougainvilles, die von Diderot aufgegriffen wurden. Obwohl sich David Hume schon frühzeitig gegen naturalistischen Fehlschlüsse gewandt hatte, die versuchten, aus der Beschreibung der Natur auf ethische Qualitäten oder Normen zu schließen, zeigten sich die Vertreter der Naturrechtstheorien von dieser Argumentation unbeeindruckt: Für sie war das Gute das, was dem natürlichen Wesen der Dinge entsprach.
Viele Artikel in Diderots Encyclopédie (1751–1772) waren noch von metaphysischen Annahmen geleitet, die durch Leibniz’ Monadentheorie beeinflusst waren. So wird in der Encyclopédie das „Gesetz der Erhaltung“ der Materie als eines der Hauptgesetze der Natur interpretiert, da es die Grundlage für die Geltung aller anderen Gesetze sei. Es erstrecke sich auch auf die sozialen Beziehungen und moralischen Verhältnisse: Werde es verletzt, vernichte man sich selbst. Niemand könne freiwillig aus der Welt scheiden, ohne den sozialen Pakt mit den anderen und auch deren Erhaltung in Frage zu stellen. Damit erhält der Erhaltungssatz der Materie geradezu einen ethischen Wert.
Auch wenn Diderot in der Einleitung zur Encyclopédie noch die These Descartes’ vertrat, dass die erste Wahrnehmung des Menschen die seiner eigenen Existenz sei, ließ er doch später in seiner Kritik des Rationalismus keine Autoren außer Fracis Bacon mehr gelten. Vor allem stellte er die Mathematik, die seit Newton und Leibniz eine große Rolle spielte, in Frage. In seinen Pensées sur l’interprétation de la nature (1754), einer Aphorismensammlung, forderte er eine experimentelle Methode, die ein „dauerndes Hin und Her zwischen kolligierender Beobachtung, kombinierender Reflexion und verifizierendem Experiment erfordert“. Er postulierte einen Zusammenhang zwischen allen Formen der Natur, der organischen wie der anorganischen, und sah ihre innere Einheit ähnlich wie Maupertuis in der Evolution.

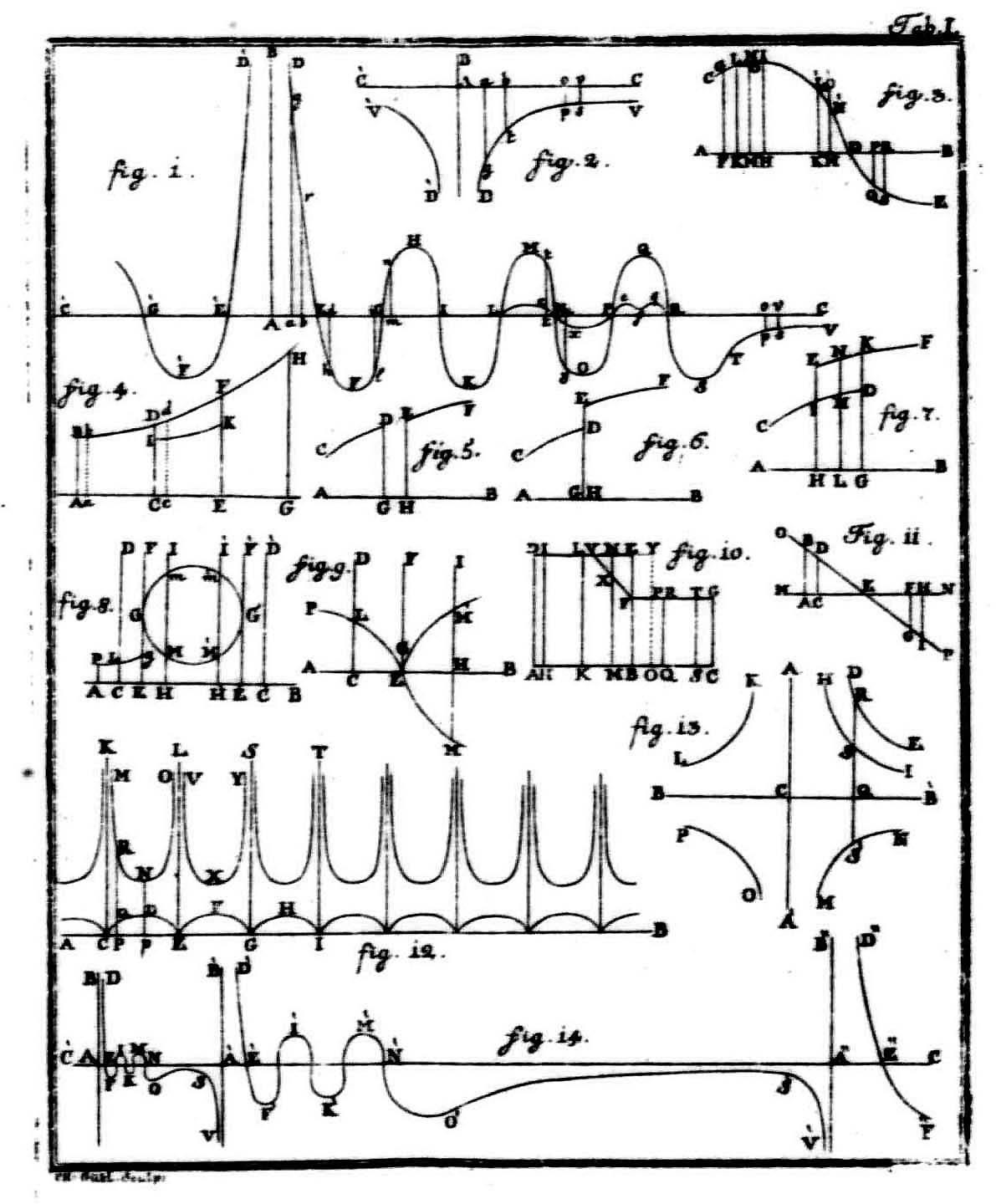
Funktionsgraphen aus Rugjer Josip Boškovićs Theoria naturalis philosophiae zur Verdeutlichung der abstandsabhängigen Attraktions- und Repulsionskräfte zwischen den Elementarteilchen (1763)

Einen anderen Weg schlug der in Deutschland relativ unbekannte Mathematiker, Physiker, Astronom und Priester Bošković ein, den sowohl Italiener als auch Kroaten als großen Gelehrten für sich in Anspruch nehmen. Er unternahm den Versuch einer nicht-metaphysischen Synthese zwischen Newtons Mechanik und Leibniz’ Monadologie, indem er die Monaden als Massenpunkte interpretierte. Die Undurchdringlichkeit und Elastizität von Festkörpern leitete er aus Kräften zwischen diesen Punkten, nicht aus ihrer Substanz ab. Dieser Vorgriff auf die Atomtheorie inspirierte Faraday zu seiner Theorie des elektrischen Feldes.

### Die Historizität der Natur
Eine systematische Differenzierung zwischen den Begriffen der Naturphilosophie und denen der erfahrungsbasierten Naturwissenschaften, die Bošković noch vermieden hatte, setzte sich erst Mitte des 18. Jahrhunderts weitgehend durch. Sie öffnete den Weg für Versuche der Verallgemeinerung einzelwissenschaftlicher Befunde und lieferte zugleich Anregungen für weitere empirische Forschung. In diese Zeit fällt auch die folgenschwere Deutung der Wahrscheinlichkeit als eines graduellen Schritts oder einer Vorstufe auf dem Weg zur Wahrheit und als Merkmal von Hypothesen durch die Philosophen Christian Wolff und Moses Mendelssohn.
Die dadurch erleichterte Einsicht in den graduellen Fortschritt und die Historizität der Erkenntnis wie auch in die Historizität der Natur half den Naturwissenschaftlern dabei, ihr zunehmend methodisch gesichertes, aber auf einer noch schmalen Basis gewonnenes Erfahrungswissen, das weder von Gott noch durch das System der Logik verbürgt war, dem überlieferten Wissen des Aristoteles entgegenzusetzen. Mit der Gradierung des Wahrscheinlichen wurde die strikte Aristotelische Unterscheidung zwischen dem Wissen um die Einzeldinge und dem Wissen um die Gesetze, die causae, endgültig obsolet.
Für die Zeit Kants blieb es jedoch charakteristisch, dass eine Fülle einzelner gesicherter Erkenntnisse existierte, über die Konsens herrschte, während hinsichtlich übergreifender, die verschiedenen Wissensbestände zusammenbindender Theorien keinerlei Einigkeit bestand. Wegen des fragmentarischen Charakters ihrer Wissensbasis blieben die Naturwissenschaften bei ihren theoretischen Verallgemeinerungsversuchen noch lange auf hochspekulative Annahmen angewiesen. Dies gilt selbst für ein damals bereits hoch entwickeltes Gebiet wie die Mechanik. In der Physik und Chemie standen die verschiedensten Hypothesen noch unverbundener nebeneinander. Daher suchten man nach Naturerklärungen, die mit möglichst wenigen anzunehmenden Prinzipien auskamen, um nicht die Wirksamkeit zahlreicher heterogener Kräfte unterstellen zu müssen. Ockhams Rasiermesser wurde für Maupertuis und andere zum Kriterium, an dem sich das Streben nach einer sparsamen und eleganten Theorie auszurichten hatte, wie sie zuvor auch die spekulative Suche Leibniz' oder Spinozas nach dem grundlegenden Baustein oder den minimalen Entitäten geleitet hatte, die für den Aufbau der Welt nötig sind.

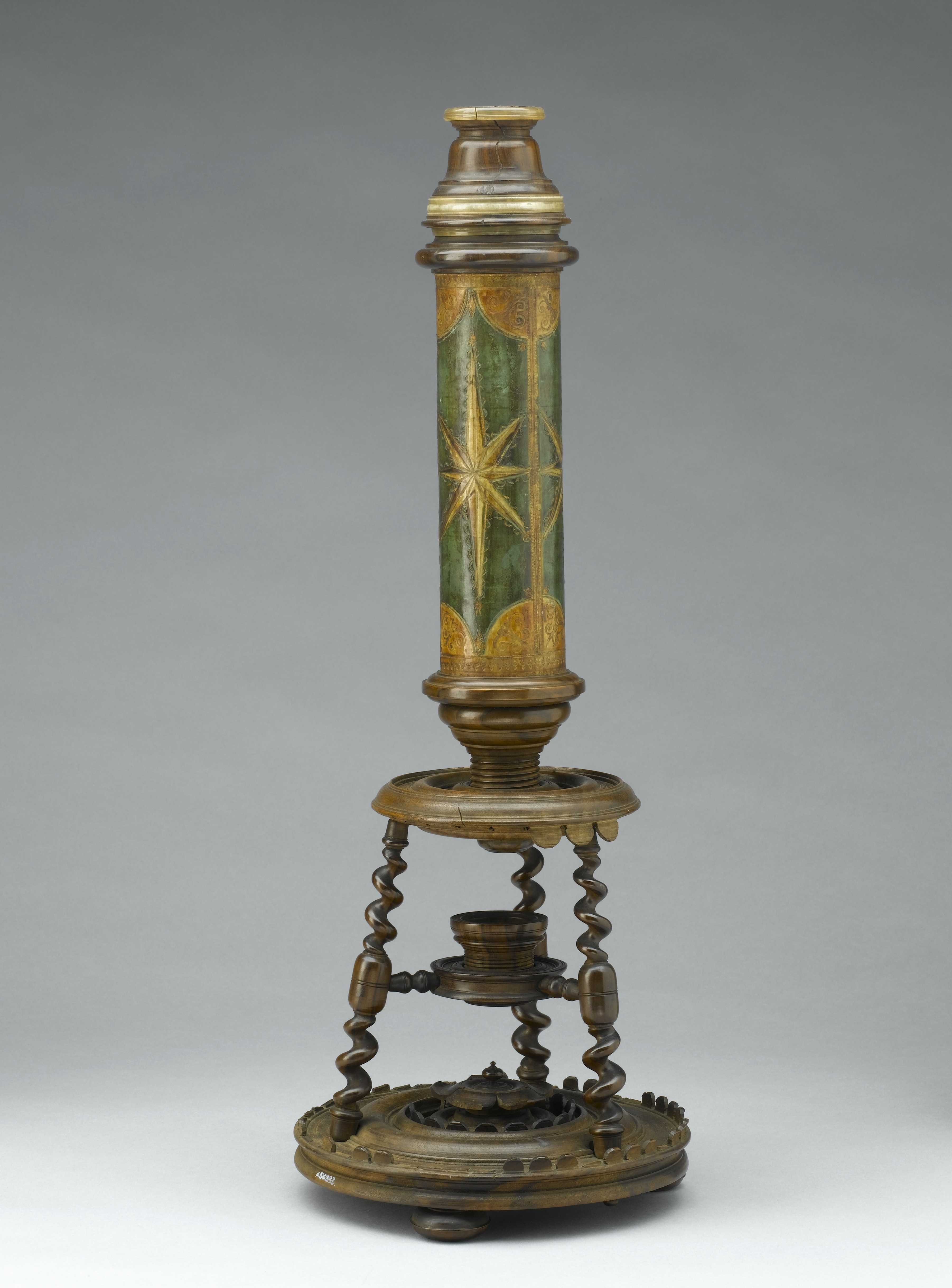
Verbundmikroskop, Europa, 1681–1720

Deutlich langsamer als in der Physik und Chemie verlief die Entwicklung der modernen Geologie und Biologie. Die Entdeckung des stratigraphischen Prinzips durch den dänischen Anatomen und Geologen Nicolaus Steno und die richtige Deutung von Fossilien durch Robert Hooke hatten keine unmittelbaren Auswirkungen, bereitete aber die Erkenntnis des späten 18. Jahrhunderts vor, dass die Natur eine eigene Geschichte und die Erde eine „Tiefenzeit“ (ein Begriff von Stephen Toulmin) habe. Georges Buffon tastete sich mit seiner Naturtheorie an den Evolutionsgedanken heran, ohne ihn freilich zu explizieren. Als erster versuchte er das Alter der Welt zu schätzen und veranschlagte es auf 70.000 Jahre; an anderer Stelle notierte er die Zahl von 500.000 Jahren. Buffon war ein Vertreter eines radikalen Nominalismus, der die Existenz von Universalien abstreitet und Ordnung und Gleichförmigkeit der Welt in den Bereich der Einbildung verwies, aber den Blick für Prozesse des Wachstums eröffnete. Er lehnte Linnés starres System strikt ab: Die Natur sei zu mannigfaltig, um sie aufgrund weniger Merkmale zu klassifizieren. Insbesondere wegen der willkürlichen Auswahl dieser Merkmale kritisierte er Linnés System und forderte stattdessen die sorgfältige Deskription jedes Lebewesens in allen Aspekten. In seiner monumentalen 36-bändigen Histoire Naturelle, einer Gesamtschau der Erdgeschichte, vergleicht er die Tiere mit dem Menschen. So sieht er z. B. die Ähnlichkeit neugeborener Kinder mit Tieren, deutet deren Entwicklung als Anpassung an das Klima und erkennt die Rückbildung nutzloser Organe. Nach Buffon sind alle Lebewesen aus ihnen ähnlichen kleinsten unvergänglichen organischen Teilchen zusammengesetzt – es handelt sich ganz offensichtlich um Anleihen bei Epikurs Atomismus und bei Leibniz’ Monadentheorie –, welche nach mechanischen Gesetzen zu Lebewesen zusammengesetzt werden. Sie haben eine Form, eine Kraft und verhalten sich wie Keime, d. h. sie können neue gleichartige Teilchen hervorbringen. Wachstum erfolgt durch Ausdehnung der Form nach außen und Aufnahme neuer Materie von innen. Malesherbes, der erkannte, dass Haustiere verwildern können und dann raubtierartige Züge erwerben, bescheinigt Buffon, dass er im Unterschied zu Epikur und Leibniz diese Teilchen durch mikroskopische Beobachtungen als erster gesehen habe (tatsächlich glaubte Buffon, sie z. B. in eingeweichtem Samen oder verdorbenem Fleisch zu sehen, und hielt sie für lebendig), kritisiert aber seine an die Monadologie angelehnte Systembildung, die im Widerspruch zu seinem empirischen Ansatz stehe.
Die Verfechter einer göttlichen Anthropogonie versuchten demgegenüber, den großen Abstand zwischen Tierwelt und Menschen aufrechtzuerhalten, um die heraufdämmernde Idee eines allmählichen Übergangs vom Affen zum Menschen zu diskreditieren und so das von der Bibel angegebene Schöpfungsdatum entgegen den neueren geologischen Erkenntnissen zu retten. So konnte ihrer Meinung zufolge Adam sofort nach seiner Erschaffung mit der Gestaltung seiner Umwelt beginnen.
Die Aufklärer hingegen räumten mit der cartesischen Vorstellung einer Trennung des vernünftig denkenden Menschen von der (von ihm mathematisch zu berechnenden) äußeren Natur auf. Das Natürliche selbst erscheint ihnen als notwendige Basis der menschlichen Existenz. Insbesondere wird ihnen das Wirken der spontanen Affekte und deren Konflikte mit der extremen Regelhaftigkeit der barocken Welt erklärungsbedürftig – ein Hinweis auf das beginnende Zeitalter der Empfindsamkeit, das die barocke Regelwelt überwindet.

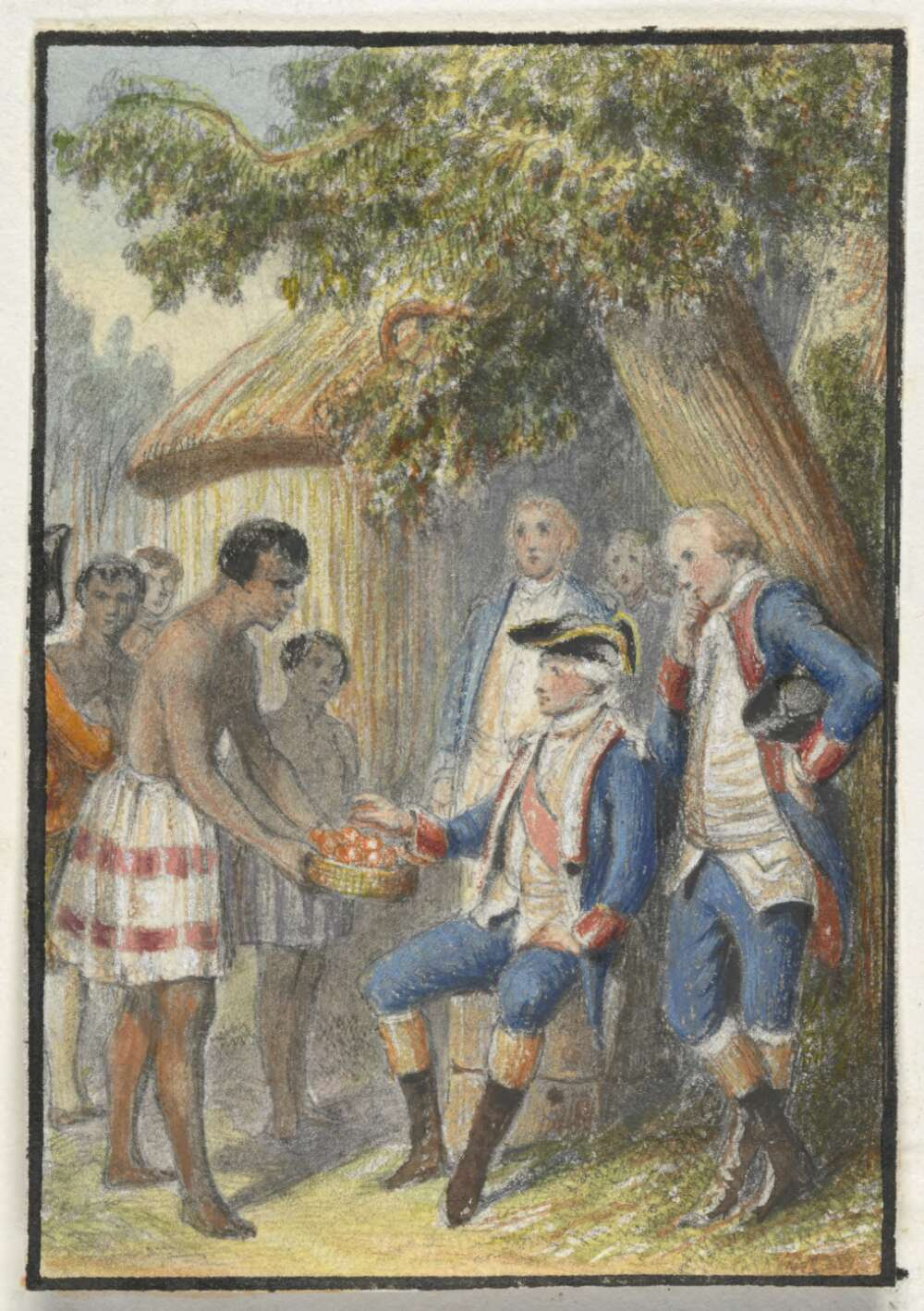
Die Einwohner Tahitis bringen Bougainville und seinen Offizieren Früchte (April 1768).

Jean-Jacques Rousseau Rousseau versucht in seinem Diskurs über die Ungleichheit auf spekulativem Wege herauszufinden, wie der Mensch im Naturzustand vor jeder Gesellschaft gelebt haben könnte. Er benutzte Reiseliteratur aus fernen Ländern, um daraus den menschlichen Naturzustand hypothetisch abzuleiten. Louis Antoine de Bougainville, von Rousseau beeinflusst, versuchte, diesen Naturzustand aufseiner Weltumseglung in der Südsee zu finden und verhalf damit dem Bild vom „edlen Wilden“ zum Durchbruch. Da ein derartiger Naturzustand eigentlich jedes Bedürfnis der ursprünglich autarken Menschen befriedigen müsste, suchte Rousseau nach einer Ursache für dessen Ende und fand ihn zunächst in den Naturkatastrophen, deren Wirkung auf die Erdgeschichte damals gerade thematisiert wurden: Dadurch schrumpfe die bewohnbare Erde, die Menschen begegneten sich öfter, es entstünden Familien. Die natürliche Selbstliebe entarte zur Eigenliebe (amour propre). Der Mensch vergleiche sich mit anderen, zäune sein Eigentum ein und entfremde sich von sich selber.
So wurde Ende des 18. Jahrhunderts der Gedanke einer 4000 Jahre alten, von Gott geschaffenen Welt obsolet. Deutlich wurde, dass nicht nur die Natur sich entwickelt, sondern auch das naturwissenschaftliche Wissen: Dieses kann kein zeitloses, sondern nur ein sich historisch bedingtes, entsprechend den Fähigkeiten der menschlichen Natur tendenziell unvollständiges oder fehlerhaftes Wissen sein. Zudem öffnete sich unter dem Einfluss des Skeptizismus der Blick dafür, dass der Raum oder Kausalzusammenhänge unserer unmittelbaren Anschauung nicht als Objekte oder offen zutage liegende Gesetzmäßigkeiten zugänglich sind, sondern erst durch das menschliche Bewusstsein bzw. durch „Wirkungen der Gewohnheit“ (David Hume) konstituiert bzw. als Gesetze konstruiert werden. Durch Hume und kurz darauf von Kant wurde das Kausalproblem damit erstmals von der ontologischen auf eine erkenntnistheoretische Ebene verschoben.

### Kants Entwurf einer metaphysikfreien Himmelsmechanik und seine Kritik am Empirismus
Ein durch Newton nicht gelöstes Problem war die Erklärung der Planetenbewegungen. Zur Zeit Kants eskalierte in dieser Frage die Auseinandersetzung zwischen den Verteidigern der nach der göttlichen Schöpfung such selbst bewegenden Natur, die im Deismus ihre letzte Zuflucht gefunden hatten, und den „Naturalisten“. Kants von vielen Philosophen im Gegensatz zu den „Kritiken“ wenig beachtete dynamische Theorie der Materie kann als erste moderne Naturtheorie angesehen werden, die sich weitgehend von den metaphysischen Annahmen des Spinozismus, Newtonismus und Hylozoismus befreit, obwohl er den Begriff der Metaphysik in seinem Frühwerk „Metaphysische Anfangsgründe der Naturwissenschaften“ weiter benutzt.
Kant geht in seiner Allgemeinen Naturgeschichte und Theorie des Himmels von Newtons Betrachtung der Bewegungen des Kosmos zur mechanischen Erklärung der Entstehung des Kosmos aus der Urmaterie durch Anziehung und Abstoßung über und vollzieht damit den Schritt zur Kosmogonie: Der Newtonsche Raum – unterdessen (fast) leer – sei früher von diffuser Urmaterie erfüllt gewesen. Um sich gegen den Vorwurf des Epikureismus zu schützen – und nicht zuletzt mit Rücksicht auf seine abhängige Stellung und auf ein neu belebtes religiöses Eiferertum am preußischen Hof – grenzte Kant sich dabei von den gottlosen Atomisten ab. Er löst das Dilemma, indem er die Weltmaterie und ihre Entwicklung seit Anbeginn an Gesetze bindet: Aus der anfangs ungleichmäßig verteilten Urmaterie entwickelt sich stufenweise ein geordneter Kosmos. Orte mit höherer Dichte ziehen weitere Materie an; Planetensysteme fügen sich so zu Galaxien. Auch in der scheinbar chaotischen Milchstraße sind für Kant ähnliche Strukturen wie in den Planetensystemen erkennbar.

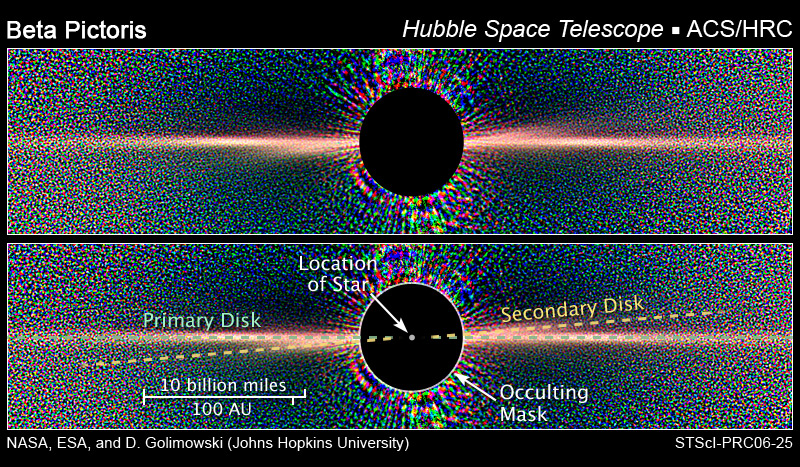
Planetenentstehung: Protoplanetarische Scheibe gesehen vom Hubble-Teleskop

Wie Kant kam auch der strenge Determinismus der Himmelsmechanik von Pierre-Simon Laplace, der ein ähnliches, im Wesentlichen richtiges Bild von der Entstehung des Sonnensystems zeichnete, ohne metaphysische Annahmen aus: Von einem heißen Urgestirn lösen sich Gasnebel von der Oberfläche des Gestirns, verdichteten sich zu Planeten und beginnen, nach dem Kantschen Gleichgewichtsprinzip die Sonne zu umkreisen. Die Kant-Laplace-Theorie hatte Einfluss auf verschiedene Forschungszweige; doch wurde Laplaces aufgeklärter Erkenntnisoptimismus, der sich in der Aussage von der Unzerstörbarkeit des Planeten und der Fortdauer einer glückseligen Welt ausdrückte, von der Wissenschaft nur kurzfristig und von Laien kaum geteilt. Die Furcht vor sintflutartigen Katastrophen und Erdbeben war an die Stelle der mittelalterlichen Höllenangst getreten.
Im Werk Kants spiegelt sich der Stand der Naturwissenschaften seiner Zeit. Insbesondere lehnt er sich an Charles Bonnets „Stufenleitertheorie“ einer statisch ordnenden Naturgeschichte „von Engeln, Menschen bis zum Vieh, vom Seraphim bis zum Gewürm“ an, wie sie Alexander Pope schwärmerisch beschreibt, und akzeptiert sie als regularistisches, also heuristisches Prinzip, setzt sich jedoch ansonsten nur mit der inneren Differenzierung der Arten (bei Kant „Gattungen“) und der Entstehung der Rassen durch äußere, z. B. klimatische Einflüsse auseinander.
Kants Leistung besteht dabei im Wesentlichen aus der Eliminierung unbrauchbarer Theorien, doch kann sie auch als Vorwegnahme späterer Entwicklungen der naturwissenschaftlichen Erkenntnis angesehen werden. So beeinflusste seine Theorie offenbar die Arbeiten André-Marie Ampères zum Elektromagnetismus, während Ampère seine Erkenntnisse selbst als rein induktiv gewonnen darstellte.
Aufgrund seiner Kenntnisse der Leistungsfähigkeit der Newtonschen Mechanik kam Kant später zu der Schlussfolgerung, dass alle Versuche, ihr eine rein logisch-analytische Fundierung zu verleihen, prinzipiell ebenso zum Scheitern verurteilt sein mussten wie ihre Legitimation durch vergangenheitsbezogene empirische Beobachtungen. Dies konnte er aus seiner Lektüre Humes schließen, denn dieser hatte gezeigt, dass aus rein beschreibenden Aussagen über das Sein keine Aussagen über das Sollen – also auch nicht über eine in der Natur herrschende Notwendigkeit oder Gesetzmäßigkeit – abgeleitet werden können. Damit hatte Hume die Verwendung induktiver Verfahren in der Naturforschung generell in Frage gestellt (Humes Gesetz). Das daraus resultierende Dilemma versuchte Kant durch die Einführung synthetisch-apriorischer Urteile zur Fundierung der empirischen naturwissenschaftlichen Forschung zu lösen. Kant zufolge ist Erkenntnis nicht allein über das empirisch Wahrnehmbare zu gewinnen, sondern nur über die Vernunft, vor allem über die Mathematik, die über das Naturexperiment mit den Sinnen verknüpft wird: Schon Galilei habe erkannt, dass die Vernunft nur das einsehe, „was sie selbst nach ihrem Entwurfe hervorbringt, daß sie mit Prinzipien ihrer Urteilenach beständigen Gesetzen vorangehen und die Natur nötigen müsse, auf ihre Fragen zu antworten, nicht aber sich von ihr gleichsam am Leitbande gängeln lassen müsse; denn sonst hängen zufällige, nach keinem vorher entworfenen Plan gemachte Beobachtungen gar nicht in einem notwendigen Gesetz zusammen, welches doch die Vernunft sucht und bedarf.“

## Reaktionen auf die Ausdifferenzierung der Wissenschaften
Gegen Ende des 18. Jahrhunderts konnte die Welt zum ersten Mal in ihrer Gesamtheit annähernd überblickt werden. Im Zusammenhang mit den ersten rein wissenschaftlichen Expeditionsreisen von James Cook und anderen entwickelte sich – ausgehend von der Biologie und der Geologie – das beschreibende Fach Naturgeschichte, das auf der Registrierung und Nomenklatur der sichtbaren Umwelt beruhte, ohne sich um theoretische Erklärungen und Generalisierungen zu bemühen. In der Goethezeit begannen immer mehr gebildete Amateure, sogenannte „Naturalisten“, Tier-, Landschafts- und Sternbeobachtungen durchzuführen oder Pflanzen, Mineralien und Fossilien zu sammeln und zu klassifizieren, ohne dass man zu einem konsistenten Begriffssystem oder zu einem temporalisierten Entwicklungsbegriff gelangt wäre.

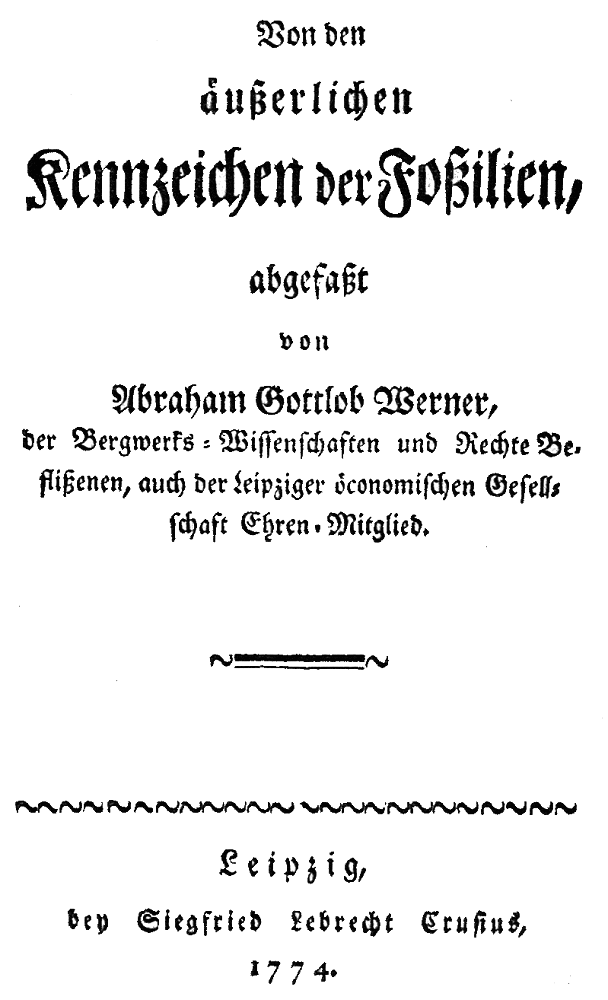
A. G. Werner: Von den äußerlichen Kennzeichen der Fossilien, Leipzig 1774. Werner war der wichtigste Vertreter des Neptunismus, wonach alle Gesteine durch Sedimentation entstanden. Dieser Klassiker der Geologie wurde 1790 ins Französische und 1805 ins Englische übersetzt und bis Mitte des 19. Jahrhunderts verwendet.

Zwar erwies sich die systematisch-industrielle Naturbearbeitung im Vergleich zum Sammeltrieb der Naturalisten als zunehmend relevante Erkenntnisquelle. So entwickelte der Mitbegründer der modernen Geologie Abraham Gottlob Werner 1788 eine empirisch gestützte Theorie über die Erosion der Urgesteine durch Wasser und Wind, und James Hutton konnte bei der Entwicklung seiner chronologische Geologie auch auf seine Besichtigungen von englischen Bergwerken zurückgreifen, welche immer tiefere Schichten der Erdkruste freilegten. Doch stellte sich zu Beginn des 19. Jahrhunderts die Aufgabe, auf den Ergebnissen der sich ausdifferenzierenden Naturwissenschaften aufbauend tragfähige Verallgemeinerungen zu entwickeln, in immer drängenderer Form. Die neuen Erkenntnisse der Chemie, Biologie, Physiologie und experimentellen Psychologie waren mit dem mechanistischen Weltbild, also auf reduktionistische Weise nicht zu erklären. Trotz schneller Wissensanhäufung blieb vor allem das grundlegende Problem des Übergangs von der anorganischen Substanz zur organischen Substanz ungelöst.

### Die ungeklärte Natur der Kraft, die Kategorie des Werdens und der romantische Vitalismus
Eine entscheidende Wende im Naturverständnis wurde von der Französischen Revolution zumindest indirekt eingeleitet. Forderte sie in ihrem Vernunftglauben, dass sich alles Bestehende vor der menschlichen Vernunft rechtfertigen müsse und dass die Menschen in einer vernünftig eingerichteten Weltordnung leben sollten, erschien ihr also die Gesellschaft als etwas, das politisch rational und homogen als Nationalstaat rekonstruiert werden konnte, rief sie doch aufgrund der radikalen tabula-rasa-Mentalität der Schreckensherrschaft mit ihrem Gewaltpotenzial eine Gegendynamik hervor, die Individualität, Vielfalt, Kontingenz und Komplexität der Welt und damit auch die Vielfalt der Natur betonte, welche den Skeptikern mächtiger erschien als die menschliche Vernunft. Ansatzweise wurde das schon in einem kurzen Text von Wilhelm von Humboldt aus dem Jahr 1792 sichtbar. Die Mannigfaltigkeit, Unsichtbarkeit und Unverfügbarkeit immer neuer in der Natur entdeckter „Kräfte“ führte so zu einer romantischen Gegenbewegung gegen das sich disziplinär zerfasernde rationalistische Naturbild der Aufklärung.
Auch Johann Wolfgang Goethe hatte – wenngleich erfolglose – Einspruch gegen die Newtonsche Physik erhoben, weil sie Qualitäten zu Quantitäten mache; er sah im Anschluss an Spinoza in der Natur eine lebendige Ganzheit. Seine idealistische Morphologie, also der Versuch, die in der Mannigfaltigkeit der Organismen herrschende Ordnung in ihren Metamorphosen zu erfassen und darzustellen und die zwischen verschiedenen Organismen und ihren Strukturen bestehenden Ähnlichkeiten auf eine „Urform“ oder ein „Urbild“ zurückzuführen, ging letztlich auf Aristoteles zurück, der die Äquivalenz von Körperteilen bei Tieren mit ähnlichem „Bauplan“ erkannt hatte. Doch das von Goethe, Lorenz Oken, Étienne Geoffroy Saint-Hilaire und anderen Biologen und Medizinern hoch geschätzte Medium der Anschauung, welchem eine Zeit lang ein höherer Stellenwert als Messung und Berechnung beigemessen wurde, versagte bei der Erklärung der Lebensprozesse.
Die deutsche Philosophie wandte sich an der Wende zum 19. Jahrhundert wieder stärker der Natur zu und näherte sich Positionen an, die Spinoza näher standen als Kant, indem sie in verschiedener Form die Einheit von Natur und Geist postulierten. Während die Natur für Fichte völlig in der wissenschaftlichen Naturerkenntnis aufging, war es das Anliegen von Hegel, den schon früh das „Unbehagen an Unverbundenem“, an der spezialistischen Differenzierung des Wissens befällt, die mechanizistische Vorstellung des Zusammenstoßes und -wirkens isolierter Einzeldinge zu überwinden in Richtung der inneren Beziehungen und der Lebendigkeit der Natur. Kräfte seien der Natur nicht von außen eingepflanzt, sondern machten „in Wahrheit das Wesen der Materie“ aus, der auch Vernunft innewohne. Die Naturwissenschaft erfasse nur die quantitativen Veränderungen von Zuständen, sie müsse auch qualitative Veränderungen über das Chemische bis hin zum Organischen abbilden, für das die Gesetze der Mechanik jedoch nicht mehr gelten. Gegenstand der Naturwissenschaften seien nicht Dinge und ihre Eigenschaften, sondern ihre Verhaltensweisen, ihr Werden und ihre Veränderungen. Indem er die Bewegung und nicht die Dinge zum Gegenstand macht, reflektiert Hegel die epistemologische Verfasstheit der Naturwissenschaft in angemessener Weise. Allerdings bindet er die Existenz von Naturgesetzen an das Mechanische, weist ihre Existenz im Organischen zurück und ist damit sowohl skeptisch gegenüber den Spekulationen und Analogien der Romantiker als auch gegenüber Newtons unübersichtlichen Annahmen über die vielfältigen auf die Planeten wirkenden Kräfte. Newton gebrauche den Begriff Kraft, wo nur mathematische Bestimmungen zu finden seien wie bei Kepler, dessen Formulierung der Planetenbewegung Hegel für eleganter hält. In seiner (durchaus mit Fehlern behafteten) Habilitationsschrift aus dem Jahr 1801 über die rein geometrisch formulierten Keplerschen Gesetze zeigt er, dass sie sich weder aus den Axiomen der Geometrie herleiten lassen noch auf zeitlose, unveränderliche Bahnen der Himmelskörper zurückzuführen sind. Die dynamischen Körper haben vielmehr Bewegungsmuster, die abhängig von ihren Massen und ihrer geschichtlichen Entwicklung gelten. Betrachtet man einen Grenzzustand ohne Masse, den materielosten Zustand der „absoluten Indifferenz“, so ist keine Herleitung der Bewegung aus anderen Kategorien mehr möglich – auch nicht aus der von Newton postulierten Gravitation oder Zentrifugalkräften. Was nach Ansicht von Thomas Posch von Hegels Polemik gegen Newton gültig bleibt, ist die „darin zum Ausdruck gebrachte Forderung nach einer „nüchternen“ Physik (das heißt nach einer Physik, die darauf verzichtet, im strengen Sinne kausale Erklärungen der natürlichen Bewegungen geben zu wollen.)“ Die Verwendung des Kraftbegriffs erkläre nicht mehr als Keplers phänomenologische Beschreibung, die in diesem Sinne „nüchterner“ und voraussetzungsloser sei als der (meist als höherwertig betrachtete) Versuch einer „kausalen Erklärung“. Hegel setzt dem Newtonschen Ansatz die – modern gesprochen – Forderung nach einer „sparsamereren“ Theorie entgegen, so wie sie das Kopernikanische gegenüber dem Ptolomäischen Himmelsmodell auszeichnete. Zugleich kritisiert er aber die Vorstellung, man könne durch Weglassen aller näheren Bestimmungen – also durch radikale Abstraktion, quasi durch Weglassen oder Vergessen – reine Begriffe wie den Newtonschen Begriff des bewegungslosen Raumes gewinnen. Das Sein kann ohne das Nichts und beide können ohne das Werden nicht gedacht werden – eine Absage an christliche Schöpfungstheorien ebenso wie an die pantheistische Vorstellung eines ewigen und unveränderlichen Kosmos.
Schelling unternahm einen für die Romantik typischen und einflussreichen Versuch eines Brückenschlags zwischen Naturphilosophie und Wissenschaft, der auf vormechanistische Konzepte zurückgriff, heute jedoch modern anmutet. Er konstatierte, dass die empirische Naturwissenschaft in Bereiche eindrang, die vorher der Philosophie vorbehalten waren. So erkannte er, dass das „Tier auch der höheren Klasse [...] in der Verschiedenheit seiner Organe noch die Andeutungen oder Reminiszenzen der Stufen (enthält), über welche der gesamte organische Naturprozeß emporgestiegen ist“. Damit war er einer Theorie der Selbstorganisation auf der Spur. Für ihn war Natur das unendlich Werdende, nie Abgeschlossene, war unendliche „Produktivität“, die von Expansions- und Attraktionskraft beherrscht wird, welche ihr die Form verleihen. Wo immer Materie auftritt, ist sie in sich bewegt; wohin die Gravitation reicht, ist Raum, und wohin das Licht reicht, ist Zeit. Alle chemischen, magnetischen und elektrischen Kräfte hängen zusammen. Der Begriff des in seiner Individualität unverwechselbaren, wachsenden Organismus wurde für Schelling allerdings zur Universalmetapher, mit der er auch staatliche Einrichtungen und gesellschaftliche Phänomene erklärte. Derartige Erklärungen, wie sie unter deutschen Romantikern wie Adam Müller beliebt waren, richteten sich gegen den Liberalismus, das Vernunftrecht und die Annahme eines Gesellschaftsvertrages. Damit war zwar die Projektion des Maschinenmodells auf die Natur endgültig überwunden; umgekehrt projizierte man nunmehr das Modell des natürlichen Organismus auf Staat und Gesellschaft.

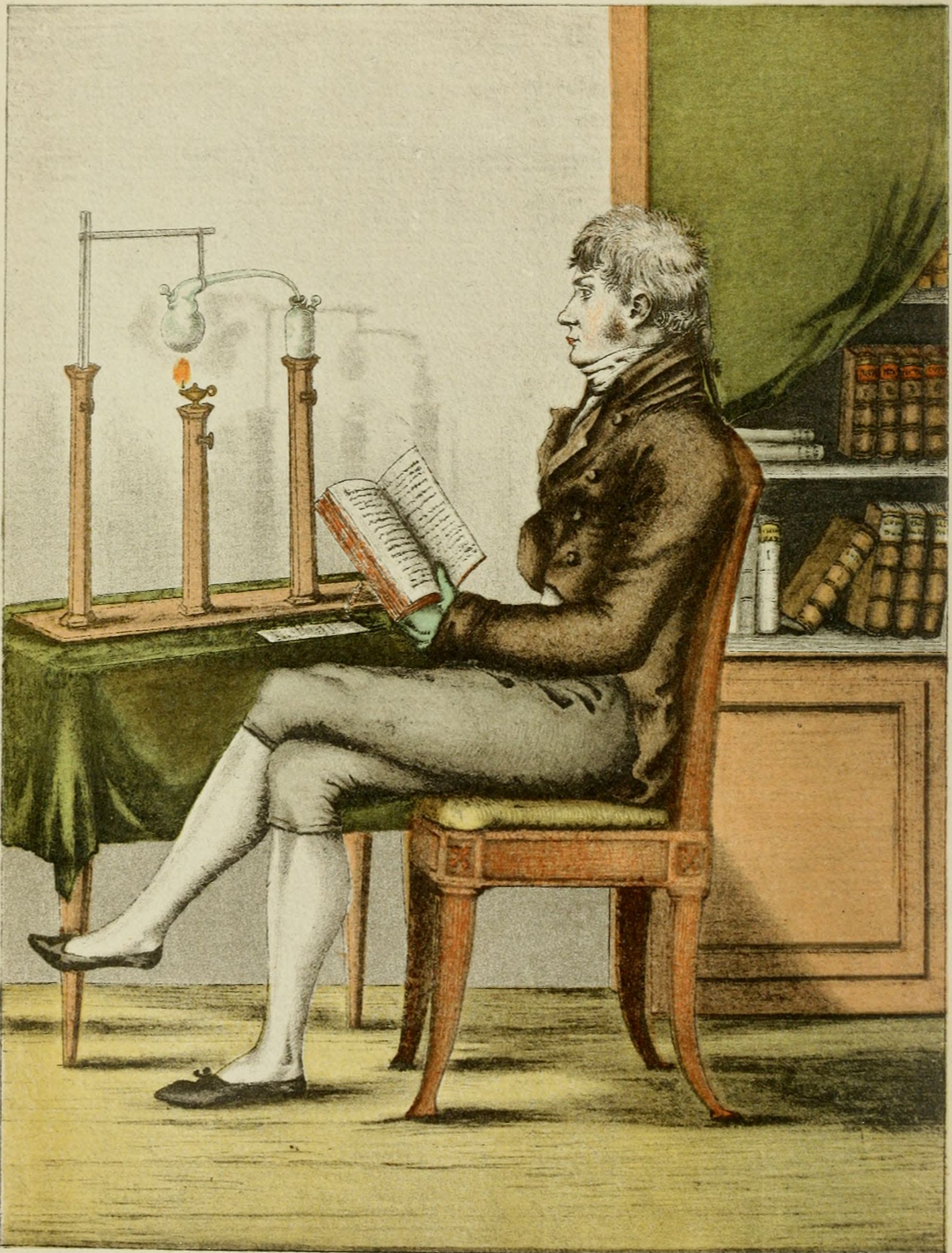
Der junge Berzelius im Labor (vor 1848)

Zur Erklärung der letztlich unbegriffenen organischen Vorgänge war man auf die Entdeckung neuer Faktoren angewiesen, die zum Wirken mechanischer Kräfte hinzutraten und nicht aus diesen ableitbar waren, sondern sie steuerten. Zwar konnte John Dalton aufgrund seiner gewissenhaften experimentellen Analysen von Stoffverbindungen davon ausgehen, dass die Atome sich entgegen der Annahme Demokrits durch ihre Masse unterscheiden und je nach Verbindung in bestimmten quantitativen Verhältnissen verknüpft sind. Doch beschränkte sich die Rezeption dieser ersten modernen Atomtheorie lange Zeit auf einen engen Kreis von Chemikern, da sie noch keine elektrophysikalische oder elektrochemische Erscheinungen erklären konnte. Das gelang ansatzweise erst 90 Jahre später Joseph John Thomson, dem „Erfinder“ des Elektrons. Zunächst musste man sich also alchemistischer und physiologischer Konzepte wie z. B. dessen von Georg Ernst Stahl bedienen, der schon an der Schwelle des 18. Jahrhunderts mechanistische Naturtheorien in Frage gestellt hatte. Die Romantiker versuchten daher nicht mehr, die Formen der Natur zu interpretieren, sondern verliehen ihr Formen, die dem Menschen angemessen sind. So wurde vor allem die Vorstellung der Lebenskraft, die von der Frühzeit der Organischen Chemie bis hin zu Jöns Jakob Berzelius populär war, als unspezifischer Platzhalterbegriff für alle physiologischen Vorgänge genutzt.
Begünstigt wurden die vitalistischen Naturkonzeptionen durch Franz Anton Mesmers Entdeckung der „animalischen Elektrizität“ und Alessandro Voltas Experimente mit Froschschenkeln. Auch Hans Christian Ørsted, der Entdecker des Elektromagnetismus, war vom romantisch-antimechanistischen Denken geprägt. Ein von romantischen Literaten besondere beachtetes Problem stellte das Versagen der mechanistischen Naturtheorien bei der Erklärung von Erscheinungen aus dem „Nachtgebiet der Natur“ wie Hypnose, Somnambulismus, Ekstase oder Wahn dar, der dem schon von Kant als Scharlatanerie abgetanen Mesmerismus zeitweise Auftrieb verlieh. Doch gewannen esoterische Ideen selbst unter den naturwissenschaftlich Gebildeten an Bedeutung. So war Franz von Baader, Bergbauingenieur und Industriepionier, ein wichtiger Vertreter der Theosophie.
Der von Schelling beeinflusste Samuel Taylor Coleridge formulierte die alte Frage: „Was ist Leben?“ um in die radikalere (rhetorische) Frage: „Was gibt es, was nicht Leben ist?“ Seine Ideenwelt schloss bereits Konzepte wie das des Lebens als Prozess und Funktion und das der Evolution ein. Das organische Modell wurde auch von den Geisteswissenschaften genutzt, so z. B. von Wilhelm von Humboldt in seinen Betrachtungen zur Entwicklung der Sprachen. Von der Romantik, die der Transparenz der Aufklärung das Geheimnisvolle der Welt gegenüberstellte, wurde die Idee der Selbsterschaffung des Lebens in eine phantastisch-dämonische Parallelwelt versetzt; sie fand Einzug in die englische und vor allem in die deutsche Literatur, wie z. B. ins Werk von Novalis oder E. T. A. Hoffmann (Der Magnetiseur, Der Sandmann).
Da sich also zu Anfang des 19. Jahrhunderts Lebensvorgänge beschreiben, aber nicht physikalisch erklären ließen, bildete sich ein Feld der Vital-Wissenschaften heraus, die sich methodisch von der Physik absetzten. Zu deren Wegbereitern gehörten der britische Chirurg John Hunter und der deutsche Anatom Johann Friedrich Blumenbach. Jean Baptiste Lamarck, Gottfried Reinhold Treviranus und andere benutzten um 1800 erstmals den Begriff der Biologie. Erst die paradoxerweise durch das romantische Denken angeregte Entwicklung der Elektrochemie schuf eine systematische Verbindung zwischen Chemie, Physik und Mathematik und bewies damit, dass sich auch chemische Reaktionen berechnen ließen. Mit den Arbeiten Humphry Davys – selbst ein Romantiker – und Michael Faradays wurde der Vitalismus für die Wissenschaft zunehmend entbehrlich.
Es war vor allem Hegel, der sich angesichts der Herausforderungen, vor denen die Wissenschaften standen, weigert, die Position Schelling und der Romantiker zu übernehmen, dass das „Ganze“ nur auf dem Wege der Anschauung oder durch Intuition erfasst werden könne. Im Rahmen seiner Dreiteilung der philosophischen Wissenschaften in die Bereiche Logik, Natur und Geist entwickelt er einen Logikbegriff, der ebenso wie Kants Philosophie die Wende von der empirischen Naturbeobachtung einerseits und der bewundernden Anschauung, die nichts mehr erklären will, andererseits hin zur Analyse der Beziehung zwischen Beobachter und Natur vollzieht. Insofern ergeben sich Parallelen zu dem, was Luciano Floridi später die Philosophie der Information nennen wird, der er eine wichtige Rolle als einer ontologisch selbstständigen „Infosphäre“ im Netzwerk von Mensch und künstlicher Intelligenz zuweist.

### „Humboldtian Science“
Alexander von Humboldt teilte die Vorstellungen des Vitalismus in seinem Frühwerk. Doch bereits 1797 widerrief er die These von der Lebenskraft und führte die physiologischen Prozesse auf beim damaligen Kenntnisstand noch nicht von Gesetzen herleitbare, weil zu komplexe physikalisch-chemische Wechselwirkungen in den Organismen zurück. Diese ließen sich im Gegensatz zur anorganischen Natur nicht einfach teilen, ohne zu zerfallen; ihre Glieder mussten also sowohl Zweck als auch Mittel füreinander sein. Die Erforschung der Lebenskraft entziehe sich der empirischen Überprüfbarkeit durch die Einzelwissenschaften; die Erkenntnissuche werde durch diese eher blockiert. Viele komplexe Phänomene ließen sich weiterhin nur durch die Deskription zusammenfassen.
Zwar hatten Seefahrer und Forschungsreisende bereits früher sorgfältige Landschaftsbeschreibungen angefertigt, doch der Begriff der Landschaft wurde seit dem späten 18. und frühen 19. Jahrhundert im deutschen Sprachraum als spezielle Bezeichnung für Strukturierungs- und Durchdringungsphänomene der vielfältigen natürlichen, aber auch kulturellen Kräfte virulent. Landschaft wurde damit zum Gegenstand sowohl wissenschaftlicher als auch ästhetischer Betrachtung; sie erhielt einen ästhetischen Wert als ein „anschaulich-ganzheitliches Ensemble von physisch-materiellen Gegenständen, die alle mit gesellschaftlich-historisch-kulturellem Sinn aufgeladen waren“ und moralische Empfindungen hervorrufen konnten. Nur wer die Natur bewundere, könne sie verstehen, so Humphry Davy.

Humboldts Darstellung der Vegetationszonen am Chimborazo (1807)

Ein komplexes Verständnis der die Natur gestaltenden, in einem Fließgleichgewicht befindlichen mechanischen, vulkanischen, hydraulischen, chemischen und biologischen Kräfte, aber auch irreversiblen Prozessen prägte das umfangreiche Werk Humboldts, das in dem Buch Kosmos: Entwurf einer physischen Weltbeschreibung seinen Abschluss fand. Hierin unternahm er den einem breiteren Publikum zugänglichen Versuch einer synthetisch-holistischen Erklärung – also nicht nur Beschreibung und Benennung der Strukturen der organischen und anorganischen Welt und des Kosmos. Sowohl in der anorganischen als auch in der organischen Welt waren dieselben Grundstoffe vorhanden und wirkten dieselben Kräfte. Dieser Ansatz ließ sich nicht in ein disziplinäres Korsett pressen: Der Forscher arbeitet nicht im Labor, sondern er ist „Wissenschaftsreisender“; dazu benötigt er Beobachtungsgabe und Kreativität. Humboldt nimmt dabei eine vermittelnde Position zwischen Aufklärung und Romantik ein: Einerseits ordnet und vermisst er Naturphänomene mit großer Präzision; andererseits überwindet er die Linnéschen Taxonomien und orientiert sich am holistischen Wahrnehmungsprogramm der Romantik. Er beschreibt Natur als Landschaft, fokussiert dabei das Exotische und nutzt narrative Darstellungsmittel. Den Zweck seiner Forschung sah er darin, das „Zusammen- und Ineinanderweben aller Naturkräfte zu entdecken“, welches er nicht als harmonisches Gleichgewicht, sondern als Kampf dieser Kräfte (und aller Lebewesen) interpretierte.
Das wird am Beispiel seines Tableau physique des Andes deutlich. Humboldt versuchte damit den gesamten wissenschaftlichen Ertrag seiner Reise durch die Anden in einem einzigen Schaubild zu fassen. Seine Besteigung des Chimborazo zeigte ihm, dass der Aufstieg einer Reise durch die Vegetations- und Klimazonen vom Äquator zum Pol gleichkam. Durch die Erfassung der Wechselwirkungen zwischen Faktoren wie Höhe über dem Meeresspiegel, Klima und Vegetation sowie zwischen verschiedenen Pflanzengruppen untereinander kam er zu einem Verständnis der Einheitlichkeit der Natur jenseits der die Arten isolierenden Klassifikationssysteme der Aufklärung, wenn auch für ihn kein Gesetz ohne lokale Ausnahmen galt. Damit begründete Humboldt ein Paradigma, das von der amerikanischen Wissenschaftshistorikerin Susan Faye Cannon als Humboldtian Science bezeichnet wurde und das wegweisend für die moderne Ökosystemforschung wurde. Auch Darwin kannte und schätzte Humboldts Arbeiten über Lateinamerika, die zeigten, dass sich die Erdoberfläche in dauernder Umgestaltung befindet.
Hatten sich die Gelehrten des späten 18. Jahrhunderts weitgehend mit Klassifikationen begnügt und dachten, wenn sie überhaupt den Gedanken einer Entwicklung der Natur akzeptierten, hauptsächlich an katastrophische Einschnitte, so sah der Geologe Charles Lyell die Gestaltung der Erdkruste als Werk kontinuierlich wirkender Kräfte an. Er sammelte unwiderlegbare Argumente gegen die im 18. Jahrhundert vorherrschende Katastrophen-(Kataklysmen-)Theorie und kann mit seinem „Kontinuitätsgesetz“ als Wegbereiter des evolutionären Denkens gelten. In gewisser Hinsicht begründet wurde es von Jean-Baptiste de Lamarck, der aus dem Vergleich rezenter und fossiler Formen folgerte, dass sich Arten ständig wandeln, weil sie sich an eine veränderliche Umwelt anpassen müssen. Heutige Arten gingen für Lamarck auf einfacher gebaute Vorfahren zurück. Tragendes Element der Evolutionsprozesse war für Lamarck die Vererbung erworbener Eigenschaften. Die sich häufenden Knochenfunde vorzeitlicher Tiere und die Entdeckung fossiler Pflanzen zeugten vom Aussterben ganzer Arten und förderten die Entwicklung der Paläobiologie wie dir Verbreitung des Entwicklungsgedankens. Wegweisend für die Paläobotanik wurde Kaspar Maria Graf Sternberg mit seiner Darstellung der vorzeitlichen Flora. Auch der Zoologe Étienne Geoffroy Saint-Hilaire trug im Pariser Akademiestreit 1830–32 gewichtige Einwände gegen die Katastrophentheorie Georges Cuviers vor. Für ihn gab es im Reich der Zoologie keine Sprünge; er postulierte einen einheitlichen Bauplan für alle Tiere und eine kontinuierliche Entwicklung von fossilen zu rezenten Arten, die allerdings in der Gegenwart zum Abschluss gelangt sei.

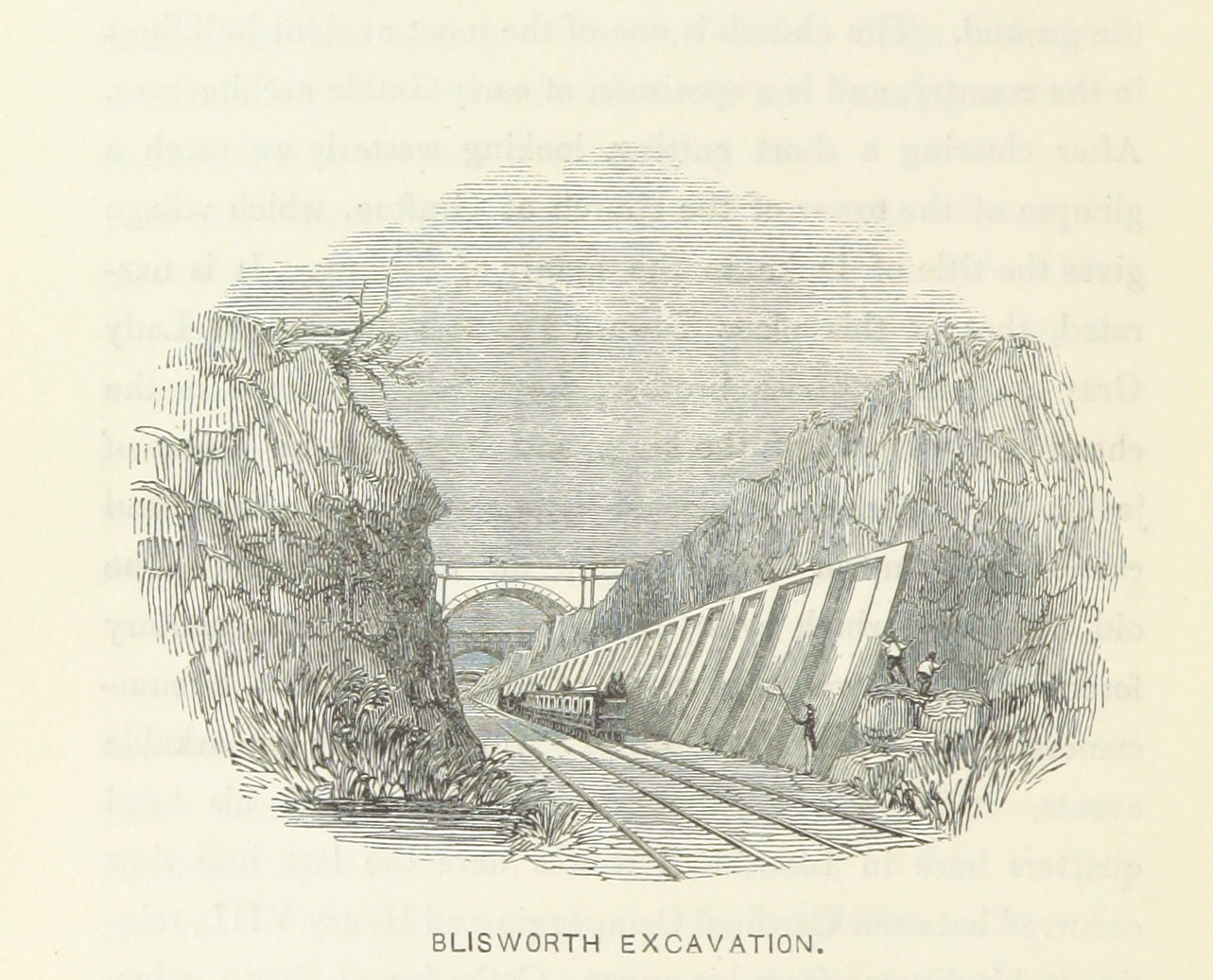
Geländeeinschnitt der London and Birmingham Railway (1838) bei Blisworth, Northamptonshire

Doch bereits seit dem ersten Drittel des 19. Jahrhunderts setzte sich eine pessimistischere Naturauffassung durch. Dem Begriff der Natur wurde der einer autonomen Kultur (von lateinisch: cultura – Ackerbau, seit Cicero immer nur durch Genitivattribution ergänzt wie zu cultura animi – Viehzucht) entgegengesetzt. Die Trennung dieser von Menschen gemachten Symbolwelt von der vorgefundenen Welt, die sie nicht nur „kultiviert“, also verbessert und ergänzt, sondern vollständig überformt, reflektiert den Prozess der Umgestaltung der Welt durch die beginnende Industrialisierung. So wurde auch die „Landschaft“ entromantisiert und auf ein disziplinäres Beobachtungsfeld reduziert, auf dem man den Einfluss des Wirkens der oft gewalttätigen Elementarkräfte nur noch ablesen konnte, während die Spuren des menschlichen Wirkens – zunächst vor allem des Städte- und Eisenbahnbaus – immer sichtbarer wurden.
Seit 1840 verschwand die romantische Idee einer „prokreativen“ Naturtheorie. Die disziplinären Grenzen verfestigten sich und die holistische Naturbetrachtung wurde im Zuge des Aufschwungs der Laborwissenschaften durch den Positivismus Auguste Comtes verdrängt. Doch wurden in der Folge immer wieder Gegenströmungen gegen die Vereinnahmungstendenzen der Natur im Zuge ihrer industriellen Nutzung laut – bis hin zur Ökologiebewegung des 20. Jahrhunderts.

## Naturtheorien im Zeitalter der industriellen Verwertung der Natur
Von etwa 1840 bis um 1890 war die Entwicklung der Naturwissenschaften durch eine stärkere disziplinäre Trennung, die Verdrängung von ästhetischen Aspekten durch die Nutzenperspektive und die positivistische Bewegung geprägt. Die philosophische Idee des „Ganzen“ der Natur, wie sie für die Romantik charakteristisch war, wurde ebenso wie der spontan-realistische Materiebegriff abgelöst durch das positivistische Konzept eines einzig möglichen Weges der graduellen und kumulativen Annäherung an ein vollständiges System von Erkenntnissen über die Natur.
Zwar hatte schon Kant metaphysische Naturerklärungen für unzulässige Überschreitungen der Erfahrungswelt gehalten; doch radikalisiert der Positivismus, für den die Welt der Erscheinungen das einzig Wirkliche darstellt, den Kampf gegen die Metaphysik und die Transzendentalphilosophie, davon ausgehend, dass man über die „Dinge an sich“ eigentlich nichts sagen kann. So wurde z. B. der substanzialistische Materiebegriff als „metaphysisch“ kritisiert und eine rein operationale Definition für das Masse-Phänomen vorgeschlagen, so durch Wägeverfahren, durch das Verhältnis von Kraft und Beschleunigung oder durch Beschleunigungsverhalten bei Kollision oder gegenseitiger Anziehung von Körpern.
Die Einheit der Wissenschaften, so Auguste Comte, sei nicht in der Wirklichkeit zu finden; sie liege in den Methoden begründet. Durch den Professionalisierungsprozess der Wissenschaften und insbesondere durch die Evolutionstheorie wurde schließlich auch die Koexistenz von Theologie und Wissenschaft unmöglich, die nach Abschwächung des kirchlichen Drucks auf die Wissenschaften bis in die Zeit der Aufklärung bestanden hatte. Man musste nun klar Stellung beziehen, und zwar durch wechselseitige Abgrenzung. Die Theologie hatte endgültig zu akzeptieren, dass sie sich nicht mehr auf Aussagen der Bibel zu Kosmogonie und Anthropogonie berufen konnte.

### Ökonomische Theorien
Explizit und implizit wurden Naturtheorien seit dem 18. Jahrhundert auch von der klassischen Ökonomie formuliert. Die Physiokraten gingen davon aus, dass nur die Natur bzw. die Erde ein Sozialprodukt hervorbringt (Naturwertlehre). Jedoch erkannten sie, dass dieses durch eine systematische Bewirtschaftung vermehrt werden kann. Ihre Theorie von der sorgsam zu kultivierenden Natur richtete sich gegen die feudale Abschöpfungswirtschaft, Adam Smith unterstellte im Rahmen einer umfassenden, allerdings theologisch fundierten Ordnungsvermutung, dass eine grundsätzliche Harmonie zwischen Bevölkerungswachstum und Nahrungsgrundlage existieren müsse. Für Malthus hingegen stellte die Natur dem gesellschaftlichen Fortschritt in Gestalt einer objektiven Ressourcenschranke ein unüberwindbares Hindernis entgegen. Marx und Engels waren vor allem an der Frage interessiert, durch welche Prozesse sich der Mensch aus seinem natürlichen Umfeld herauslöst. Dieses geschehe nicht durch das Bewusstsein, sondern durch Arbeit, indem der Mensch anfange, seine Lebensmittel zu produzieren. Dass eine Naturtheorie von Marx nicht entwickelt wurde, hängt wohl damit zusammen, dass er die Reproduktionsfähigkeit der Natur für unbegrenzt hielt. In der marxistischen Theorietradition wurde jedoch die Marxsche Arbeitswertlehre als Bindeglied zwischen Natur- und Kulturtheorie weiterentwickelt.
Auch Léon Walras betrachtete die Natur als prinzipiell unerschöpfliche Ressource, die nicht völlig zerstört werden könne. Er prägte den Begriff des Naturkapitals (capital naturel), wobei er zwischen dem Bestand an Naturkapital, der jährlich neue Produkte erzeugt, und dem jährlichen Verbrauch unterschied. Erst etwa 100 Jahre später wurde dieser wegweisende Begriff von Ernst Friedrich Schumacher (Small is beautiful, 1973) wieder aufgegriffen.
Im 20. Jahrhundert wurden dann in umgekehrter Richtung grundlegende Elemente und Begriffe von Naturtheorien in die Sozial- und Wirtschaftswissenschaften exportiert, wenn auch oft nur per Analogie, Metapher oder Projektion – bis hin zum Wachstumsbegriff und zur Evolutionsökonomik.

### Die Autonomie der Laborwissenschaften und die Idee des Ganzen der Natur
Die alltägliche Anschauung erwies sich oft als wichtiges Korrektiv der Theorie, aber immer öfter führte sie in die Irre; sie verlor allmählich ihre Bedeutung gegenüber dem Experiment und der Induktion. Diese wurde zum leitenden Prinzip der naturwissenschaftlichen Erkenntnis, wenngleich zu einem rein methodologischen. Zunächst war man damit in der Medizin und Physiologie besonders erfolgreich, weil hier keine umfangreichen Experimente notwendig und durchführbar waren und bahnbrechenden Forschungsergebnisse (so die von Ignaz Semmelweis zu Infektionswegen im Krankenhaus) allein durch systematische Beobachtung naheliegender Zusammenhänge gewonnen werden konnten.
Die experimentelle Arbeitsweise vieler Physiker wurde zunächst durch die von der Romantik beeinflusste Idee der Wirkung immaterieller Kräfte geprägt. Diese Idee sicherte Erkenntnisgewinn, obwohl die Laborwissenschaften überwiegend naiv mit der spekulativen, naturromantisch beprägten Begrifflichkeit umgingen. Im Lauf der Zeit neigte sich der Schwerpunkt der Versuche zur Integration von einzelwissenschaftlichen Befunden in das Verständnis der Natur als ein Ganzes immer mehr zur empirischen Seite hin. Eine Theorie, die beschreibt, wie Wärme fließt und Arbeit verrichtet wird, wurde erforderlich, wenn die Dampfmaschinen so effizient wie möglich gemacht werden sollten. Letztendlich wurde die Thermodynamik zu einer der zentralen Säulen der modernen Physik. Carnot kam aufgrund eingehender Analysen der Dampfmaschine zu dem Schluss, dass überall dort, wo ein Temperaturunterschied existiert, bewegte Kraft erzeugt werden kann, da Wärme stets bestrebt ist, von einem heißen in einen kalten Zustand überzugehen.
Empirische Analysen waren auch Grundlage für Robert Mayers Entdeckung des mechanischen Wärmeäquivalents der Fall. Mayer ließ sich von einer Analogie zwischen der „Kraft“ (vis) fallender Körper aufgrund der Gravitation und der Entstehung von Wärme bei der Kompression von Gasen leiten. Mit der Entdeckung der Möglichkeit der Überführung quantitativ bestimmbarer „Kräfte“ von einem Zustand in einen anderen wurde er zum Wegbereiter der Thermodynamik. Joule kam ausschließlich durch Experimentieren mit Elektromotoren zu den gleichen Schlussfolgerungen. Helmholtz schließlich versuchte den Energieerhaltungssatz durch Schlussfolgerungen aus der Newtonschen Mechanik herzuleiten. Gemeinsam war den drei Forschern damals bereits die Möglichkeit, die praktische industrielle Nutzung der Dampfkraft zu studieren. Die Einsicht in die Grenzen der energetischen Optimierung dieser Technik führte zu der Einsicht, dass kein System vollständig abgeschlossen werden kann, dass das Entropiegesetz also für alle Systeme gilt.

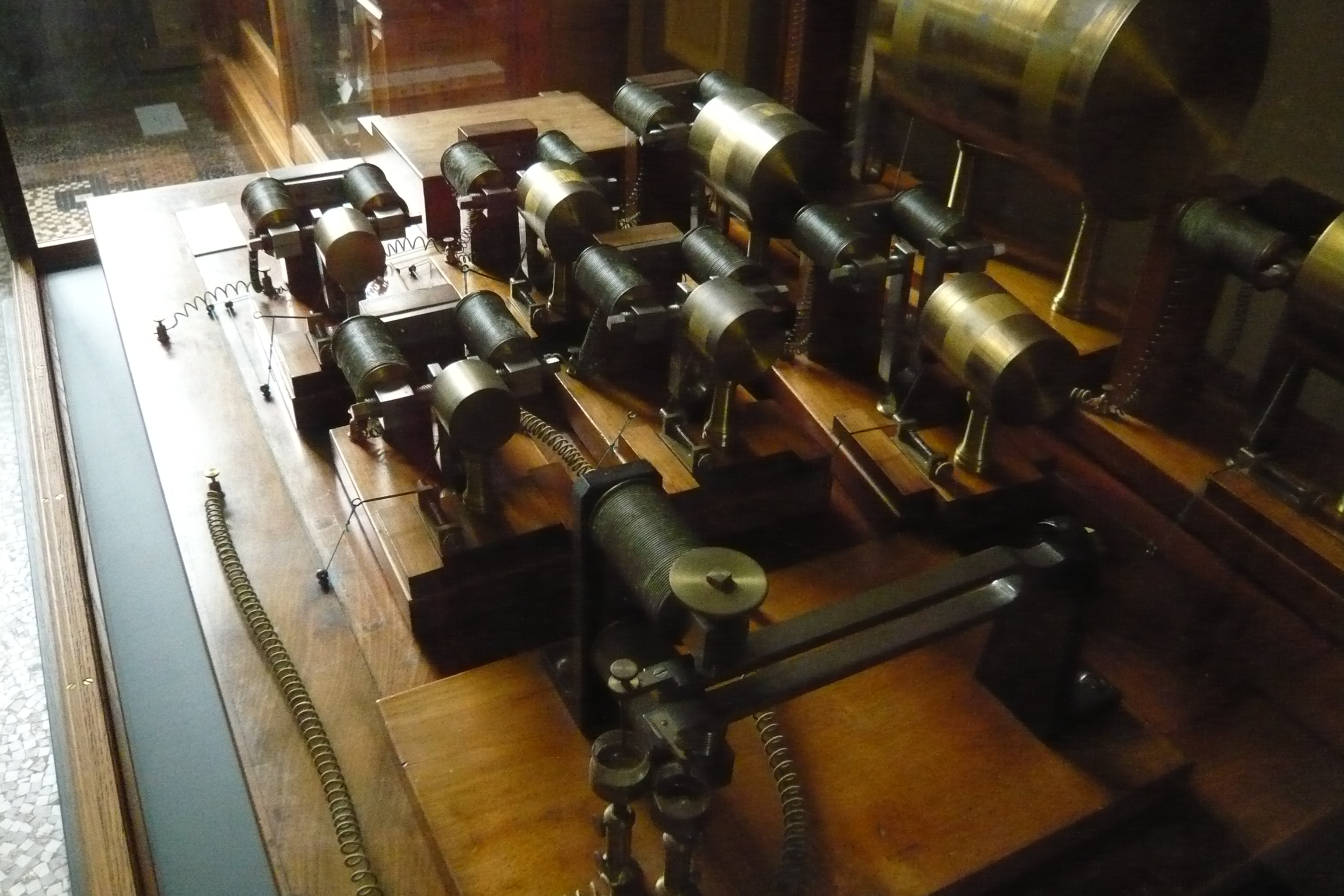
Helmholtz-Apparat zur künstlichen Erzeugung der Vokalklänge, erbaut 1865 von Rudolph Koenig

Eine Zeit lang schien es so, als könne eine einheitliche Theorie aller Naturphänomene – auch der biologischen – auf Grundlage von Wärme und mechanischer Energie begründet und auf so atomtheoretische Annahmen verzichtet werden. Anderen Wissenschaftlern galt die elektrische Interaktion von Teilchen als Erklärungsursache für die meisten Kräfte wie Reibung, Viskosität oder Elastizität. Maxwells kinetische Wärmetheorie gab den Vertretern eines Atomismus erneuten Aufschwung und führte zu verschärften Auseinandersetzungen zwischen verschiedenen Paradigmen, wobei deren potenzielle Nutzanwendung immer wichtiger erschien und spekulativen, empirisch nicht überprüfbaren Theorien eine Absage erteilt wurde. So zögerte anfangs selbst Maxwell, sich auf die spekulative Atomtheorie einzulassen, die er schließlich akzeptierte, weil die Vorstellung, dass Gase aus elastischen Kügelchen bestehen, mit vielen Phänomenen der Makrowelt in Einklang zu bringen waren.
Eine wichtige Rolle für den Erkenntnisfortschritt kam seit den 1830er und 1840er Jahren der Physiologie zu. Diese half nicht nur, mechanistische Erklärungen zu überwinden; sie förderte auch die Einsicht, dass die Struktur der Wahrnehmung und des Wissens durch die physisch-anatomische Struktur des Körpers mit bedingt war. Zu diesen Erkenntnissen gehörten Helmholtz' Messungen der Nervenleitgeschwindigkeit, Gustav Fechners Entdeckung der funktionalen Beziehungen zwischen Reiz und Empfinden und vor allem Johannes Müllers Lehre von der Spezialisierung des menschlichen Nervenapparats und der Arbitrarität zwischen Art des Reizes und Art der Empfindung. So konnte er zeigen, dass Lichtempfindungen durch Stoß, Drogen, Elektrizität und andere Reize hervorgerufen werden können. Damit wurde die Unterscheidung zwischen äußerer und innerer Wahrnehmung problematisch; der menschliche Nervenapparat war kein schwarzer Kasten analog einer Camera obscura, der die Reize passiv registrierte, sondern ein aktiver Mechanismus, der die Wahrnehmung strukturieren und verfälschen konnte. Diese Verzerrungen oder besser: aktive Umwandlungen von Sinnesreizen waren von der Forschung also künftig in Rechnung zu stellen. Möglicherweise waren die Aussagen von Karl Marx' über die Spezialisierung der menschlichen Fähigkeiten in seinen Schriften aus dem Jahr 1844 durch Lektüre Müllers angeregt. Besonders von der Physiologie, die sich mit den Regulationsprozessen im Inneren von Zellen und Organismen beschäftigte, gingen wichtige Impulse zur Überwindung der materialistisch-mechanistischen Theorien aus.

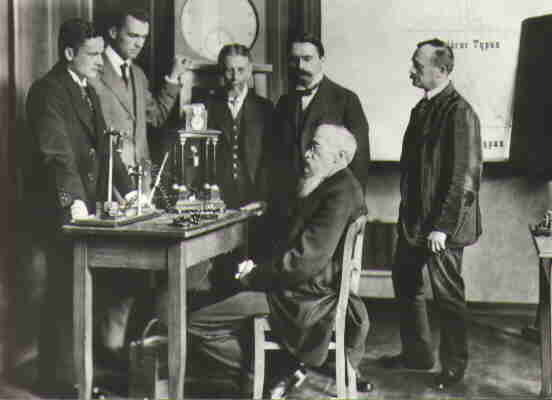
Wilhelm Wundts Experimentalforschungsteam (um 1880)

So forderte auch ein hochspezialisierter Experimentalpsychologe wie Wilhelm Wundt noch um 1860 eine „allgemeine Wissenschaft“ zu dem Zweck, die „durch die Einzelwissenschaften vermittelten Erkenntnisse zu einem widerspruchslosen System zu vereinigen“. Diese Rolle war einer Metaphysik zugedacht, die die Ergebnisse der positivistischen Einzelwissenschaften zusammenfassen sollte. Die Einheit lag nach Wundt nicht in der vielfältigen Natur selbst, sondern wurde erst durch das aktive und schöpferische Bewusstsein des Menschen, durch seinen Willen und seine Zwecksetzungen hergestellt – ein Rückgriff auf Kant.
Auch der Physiologe Emil Heinrich Du Bois-Reymond wandelte sich von einem Anhänger zu einem Kritiker des Herrschaftsanspruchs des mechanischen Weltbildes. Seine Rede „Über die Grenzen des Naturerkennens“ von 1872 erregte größtes Aufsehen und wurde zu einer Art wissenschaftlichem Manifest. Die Zeit verlangte angesichts des scheinbar zusammenhanglosen Nebeneinander der natur große Synthesen. Nicht mehr experimentelle Methoden wurden gefordert, sondern die Kraft des intellektuellen Verstehens. Doch blieb die Reichweite generalisierender Ansätze wie der Theorien der Selbstregulation oder Gleichgewichts offener dynamischer Systeme auf der Basis der Arbeiten von Claude Bernards begrenzt, bis sie im 20. Jahrhundert von Kybernetik und Systemtheorie wieder aufgegriffen wurden.

### Die antifundamentalistische Wende: Der Beginn des Konventionalismus
Nikolai Dellingshausen setzte zwar mit seinen Betrachtungen über die Beziehung von Bewegung und Wärme als „Elementen der Naturtheorie“ dem „Versuche einer spekulativen Physik“ die induktive Methode entgegen, die die Deduktion von Naturerscheinungen aus philosophischen Annahmen durch die Verallgemeinerung von beobachteten Erscheinungen auf allgemeine Gesetze ersetzen sollte. Er selbst blieb jedoch der spekulativen Äthertheorie verhaftet, indem er die chemischen Elemente als Vibrationsatome, d. h. als stehende Wellen in den Schwingungen eines Weltäthers erklärte. Hingegen erwies sich Lorentz’ Versuch, die Ausbreitung des Lichts analog dem Verhalten von Wasser- und Schallwellen in einem Medium zu erklären, als Endpunkt der Äthertheorien. Seine Trennung zwischen der bewegten Materie und einem völlig unbewegten, freilich nicht mehr mechanischen, sondern elektromagnetischen Äther griff das Konzept des absoluten Raumes von Newton auf, auch wenn er selbst nicht mehr von der realen Existenz des Äthers überzeugt war, sondern diesen nur noch für eine nützliche Annahme hielt. Damit war Lorentz neben Henri Poincaré einer der ersten Vertreter des Konventionalismus, wonach Beobachtungstatsachen durch beliebige Konstruktionen, Theorien oder Paradigmen in eine rationale Ordnung gebracht, d. h. „erklärt“ werden könne. Dabei können verschiedene Theorien gleichwertig sein, sie können sich sogar widersprechen, man muss nur eine Entscheidung zugunsten einer der Theorien treffen.
Die Konventionalisten forderten, dass man sich von der fruchtlosen Überarbeitung alter Ideen zu trennen habe, wenn man neue Erkenntnisse auf experimentelle Weise gewinnen wolle. Zugleich war für sie die Frage nach der „wahren“ Theorie obsolet; es handelt sich bei der Auswahl einer Theorie immer auch um ihre Zweckmäßigkeit, Einfachheit oder gar der Ästhetik. Pierre Duhem radikalisierte diese Position noch in seiner instrumentalistischen Interpretation von Theorien, die für ihn reine Werkzeuge – analog Laborapparaten – waren. Eine weitere Radikalisierung erfuhr der Konventionalismus später durch den Operationalismus Percy Williams Bridgmans, der wissenschaftliche Begriffe auf Messvorschriften reduzierte, und durch den Operativismus Hugo Dinglers. Alle Spielarten des Konventionalismus implizieren letztendlich, dass ihre Kerne nicht empirisch falsifiziert werden können.

### Der Evolutionsgedanke

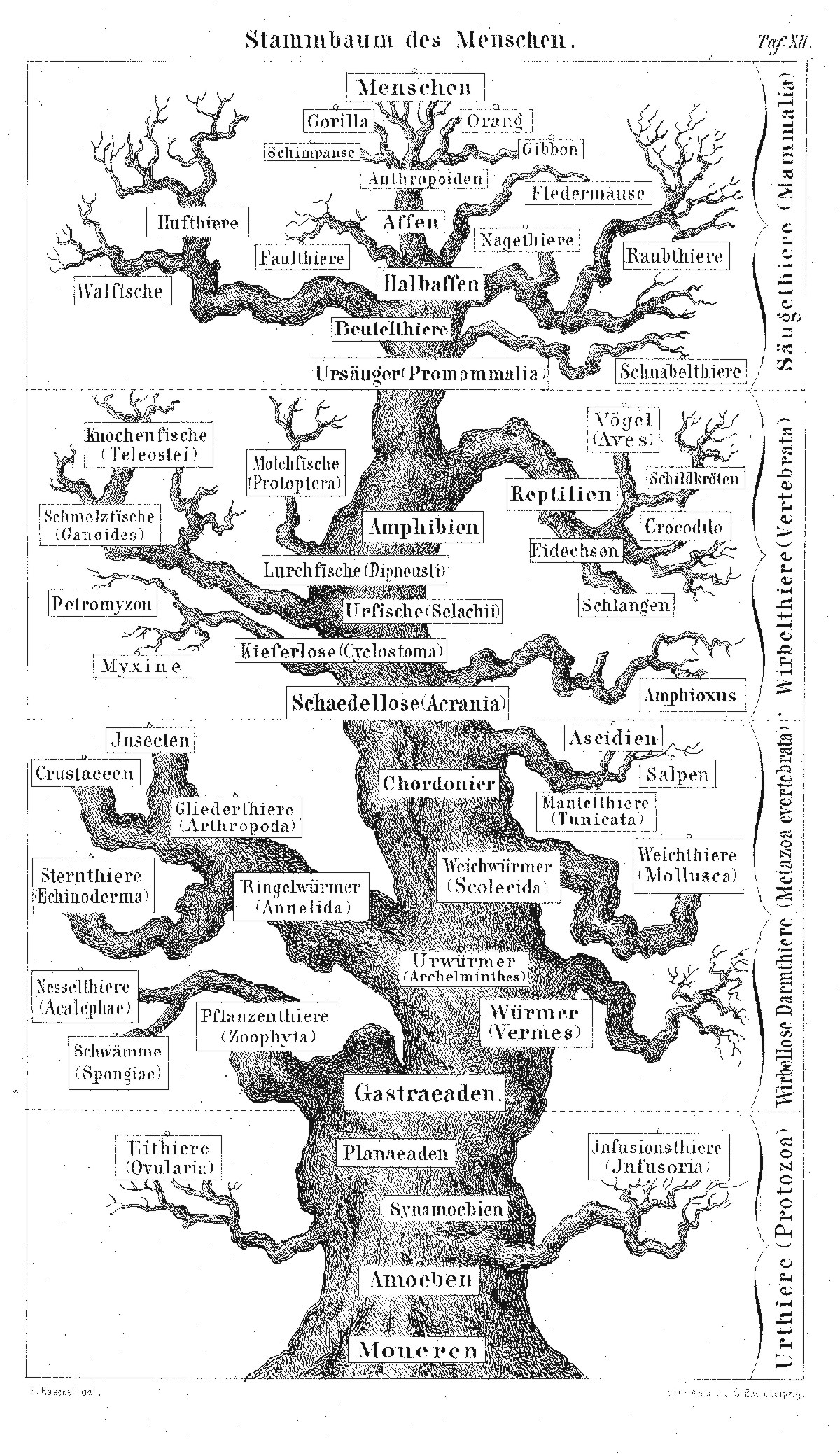
Ernst Haeckel: Stammbaum des Menschen (1874)

Was den Physiologen wie Mayer, Du Bois-Reymond und anderen Anhängern der Idee einer ganzheitlichen, sich selbst schaffenden und regenerierenden Natur versagt blieb, gelang Darwin. Schneller als etwa der erste Hauptsatz der Thermodynamik wurde sein Werk breit rezipiert. Es beruhte auf einer Synthese zwischen einem vorwiegend theoriegeleiteten, deduktiven Vorgehen und einem auf morphologischen Vergleichen von Vögeln (den berühmten Darwinfinken), Tierskeletten usw. beruhenden induktiven Forschungsprozess und brachte und eine entscheidende Wende im Naturverständnis mit sich. Darwins Konzept der sog. „natürlichen“ Selektion gründete vor allem auf dem Populationsbegriff von Malthus und dem ökonomischen Konkurrenzmodell; die Einsicht in die Variation hatte er durch empirische Anschauung auf seiner Reise mit der Beagle gewonnen; und die funktionalistisch-teleologische, vom Gedanken der Anpassung und Höherentwicklung geprägte Sicht auf die einzelnen Elemente des Körpers schloss an die Theorie Lamarcks an. Außerdem flossen theologische Ideen eines unorthodoxen Deismus in Darwins Werk ein, wenn er über das Verhältnis von gestaltetem Design und Zufall der Details spekulierte. Seine Ansichten über das Tempo der Evolution waren sicherlich auch geprägt von der Erkenntnis über die langen Zeiträume der geologischen Transformation und durch die „viktorianischen Ansichten über die angemessene Geschwindigkeit von Innovationen“, was ihn daran hinderte, auch nur die Idee einer experimentellen Überprüfung seiner Theorien mit Hilfe sich schnell vermehrender Organismus zu formulieren.
Die Kerngedanken der Darwinschen Evolutionstheorie erwiesen sich jedoch als überaus fruchtbar und verbreiteten sich bald über die disziplinären Grenzen der Biologie und Naturwissenschaften hinaus. Spätestens mit Darwin setzte sich die Annahme einer immanent zweckfreien (aber verwertbaren!) Natur ebenso durch wie die Eliminierung des Begriffs der Notwendigkeit durch eine regularistische Perspektive, die an die Stelle nezessitaristischer Gesetze und mechanischer Prinzipien trat. Doch lebte die zweckbezogene Betrachtungsweise als wichtiges heuristisches Instrument insbesondere in den Biowissenschaften fort.
Von Ernst Haeckel wurden sie in seiner Anthropogenie auf die menschliche Ontogenese übertragen und mit ökonomisch-effizienzbezogenen Motiven und Begriffen kombiniert (Naturhaushalt, Ressourcenkonkurrenz). Doch führten die zahlreichen Popularisierungen der Theorie durch Haeckel und den Sozialdarwinismus zu katastrophalen deterministischen und bewertenden Fehldeutungen („Kampf ums Dasein“). Ihre Übertragung auf ganze Gesellschaften, soziale Normen, kulturelle und religiöse Phänomene verlieh deren Entwicklung den Anschein der Zwangsläufigkeit und Naturgesetzlichkeit im Sinne einer Evolution zu stets höheren Formen. So kam es zur Abwertung der „primitiven“ „Naturvölker“ und „Naturreligionen“. Damit konnte auch der „Kulturkrieg“ gegen Naturvölker kultur- und nationaldarwinistisch bis hin zum Genozid explizit legitimiert werden.
Bis in die heutige Zeit wandelte die „altdarwinistische“ Theorie mehrfach ihre Gestalt. Sie wurde zum Paradigma verschiedener Disziplinen von der Mikrobiologie bis zur Kosmologie, ging die unterschiedlichsten Synthesen ein, so etwa mit der Soziologie in Form der Soziobiologie, und entwickelte sich in Kombination mit der Systemtheorie zu einer Supertheorie.

### Entmaterialisierung der Natur und das Ende des Determinismus
Im letzten Drittel des 19. Jahrhunderts wurde die Naturphilosophie zunehmend als spekulativ stigmatisiert, war sie doch durch den Erkenntnisfortschritt der Einzelwissenschaften scheinbar obsolet geworden. Die Forderung der positivistischen Wissenschaftler, die sich um 1880 auf dem Gipfel ihres Einflusses befanden, nach einer metaphysikfreien Naturwissenschaft wurde lauter. Aber auch Nietzsche wandte sich gegen die Begriffs-„Mumien“ und den „Ägyptizismus“ der Philosophie und deren Ignoranz gegenüber dem Werden und Vergehen von Theorien, Begriffen und gegenüber der sinnlich erfahrbaren Welt.
Monismus und Vitalismus
Bildeten die Welt des Lebendigen und die Welt des Materiellen seit der Neuzeit zwei gegensätzliche Kategorien der westlichen Ontologie, veränderte sich die mechanistisch-deterministische Deutung der Evolutionstheorie seit den 1890er Jahren unter dem Einfluss eines anthropomorphisierenden Blicks auf die Natur und einer „Verlebendigungstendenz“ der Materie. So interpretierte Erich Haeckel das Kristallwachstum analog zur belebten Natur und verlieh den Kristallen eine Seele und Verhaltensweisen, die denen niederer Lebewesen entsprechen, wie Paarung und Nahrungsaufnahme. Der Biologe Theodor Jaensch gestand Pflanzen sogar eine „Protoplasmaseele“ zu.
Diese Tendenz zum Monismus und zur „impressionistischen“ Poetisierung der Natur, zu der die Forschungen über die geheimnisvoll-immaterielle Natur des Lichts sicherlich beitrugen, wurde von Wilhelm Bölsche auf die Spitze getrieben, der Haeckels Gedanken in seiner Schrift „Vom Bazillus zum Affenmenschen“ (1899) popularisierte. Alles, was am Darwinismus abstrakt erschien, wurde hier in eine poetische Bilderfolge übersetzt. In „Die Naturwissenschaftlichen Grundlagen der Poesie“ (1887) ging Bölsche so weit, eine Analogie von experimenteller Wissenschaft und Dichtung zu postulieren: Auch der Dichter mische in seinen Werken menschliche Leidenschaften und Reaktionen quasi experimentell und beobachte den Erfolg. In der Biologie stellte Hans Driesch dem Atomismus der Zellulartheorie, der die Morphogenese der Organismen nicht hinreichend erklären konnte, seinen Neovitalismus entgegen, der die Entelechie des sich entwickelnden Organismus ins Zentrum stellte. Driesch leitete aus seiner Entdeckung, dass ganze Organismen aus halben Eiern entstehen können, teleologische Gestaltungskräfte ab und postulierte eine den Keimregionen innewohnende „elementare Entelechie“. Zwischen Vitalismus und Physikalismus positionierte sich Oscar Hertwig, der sich gegen deterministische Vererbungstheorien wandte.
„Impressionismus“ und Relativismus in den Naturwissenschaften

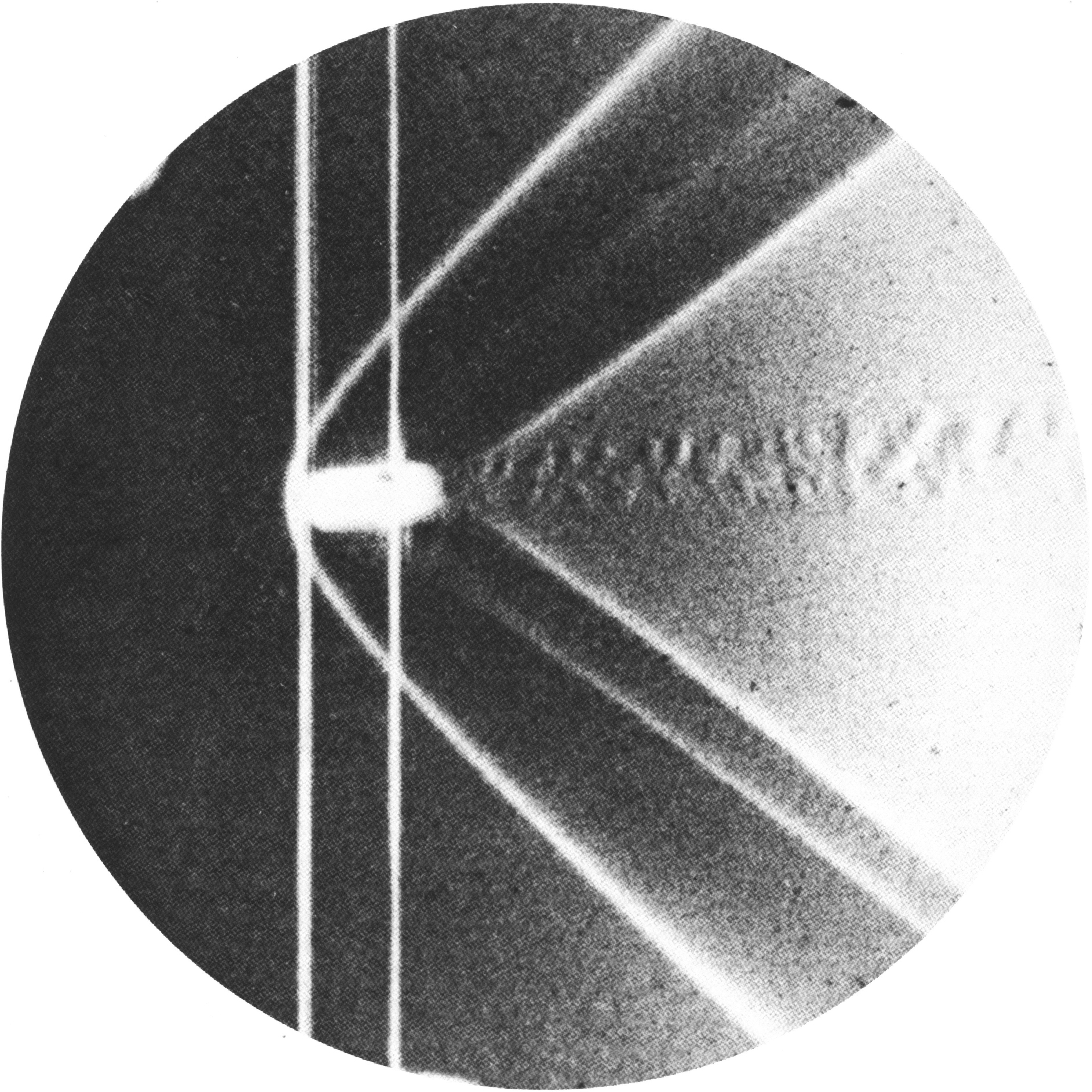
Schlierenfotografie der Schockwellen eines Messingprojektils, Ernst Mach 1888

Als der Physiker und Sinnesphysiologe Ernst Mach 1895, im Jahr der Entdeckung der Röntgenstrahlen, auf einen Lehrstuhl „Geschichte und Theorie der induktiven Wissenschaften“ an die Universität Wien berufen wurde, glaubten noch große Teile der wissenschaftlichen Öffentlichkeit an die Möglichkeit einer Vereinheitlichung der Theoriebildung unter der Führung der Physik; doch häuften sich die Zweifel an diesem Vorhaben. Joseph John Thomsons Entdeckung des Elektrons 1897 und Ernest Rutherfords Experimente konnten mit der Auffindung elektrisch geladener Substrukturen des nun nicht mehr als unteilbar geltenden Atoms den Streit zwischen Substanz- und Feldtheorien bzw. Materie und Kraft nicht entscheiden. Längst hatte eine Kritik am materialistischen Determinismus der Naturwissenschaften eingesetzt. Sie kam vor allem aus philosophisch-neukantianischer Richtung und stützte sich dabei auf die sinnesphysiologischen Untersuchungen von Helmholtz und anderen Physiologen. Der Neukantianer Friedrich Albert Lange versuchte zu zeigen, dass der Materialismus nur ein Forschungsprinzip sei, ein reiner „Verstandesbegriff“, der nicht das Wesen der Dinge treffe. Für Helmholtz waren wie für Kant die Sinneswahrnehmungen Empfindungen, die sowohl vom erregenden Objekt als auch vom Wahrnehmungsapparat abhängig sind; sie seien kein Abbild der Wirklichkeit, sondern nur Zeichen. Ernst Mach, ein Mitbegründer des Empiriokritizismus und Kritiker der Newtonschen Mechanik, der die Verwendung wissenschaftlicher Formeln vermied, schrieb in seiner Analyse der Empfindungen (1886), dass „unbefangene Überlegung“ lehre, dass „jedes praktische und intellektuelle Bedürfnis befriedigt“ sei, wenn man gedanklich die sinnlichen Erscheinungen nachbilden könne. Naturgesetze, Kräfte und Atome seien nur Hilfsmittel einer solchen Abbildung, alle Naturphänomene nur Abfolgen von Sinneseindrücken. An die Stelle des Kausalitätsbegriffs sollten mathematische Funktionen treten. In gewisser Weise kann Mach, der das Konzept des absoluten Raums kritisierte und vermutete, dass dem Newtonschen Trägheitssatz nur begrenzte raumzeitliche Bedeutung zukomme, als Vorbereiter der Relativitätstheorie gelten.
Der Philosoph und Soziologe Georg Simmel beschrieb als grundlegende Erkenntnis aller modernen Wissenschaften seiner Zeit die Einsicht, dass es keine absoluten Qualitäten und deren Trägersubstanzen gebe. Organische, psychische, soziale Formationen seien niemals stabil, sondern in rastloser Entwicklung begriffen; alle Bewegungen lösten sich aber (wie das Geld) ins Abstrakte und „Eigenschaftlose“ auf. Quantitäten träten mithin an die Stelle von Qualitäten. In diesem Punkt trafen sich Natur- und Geisteswissenschaften, Sinnesphysiologie und impressionistische Kunst: Der Glaube, das die wissenschaftliche Methodik einen hinreichend verlässlichen Zugang zur Wirklichkeit gewährt, war um 1900 verloren gegangen. Die objektive Welt erwies sich lediglich als ein „idealer Grenzbegriff“ (Niels Bohr), das scheinbar Selbstverständliche war außer Kraft gesetzt und die von Kant gezogene Trennlinie zwischen dem Reich des Gewissen und dem des Ungewissen in Frage gestellt.
Das Unberechenbare der Natur
Schon Mach und Moritz Schlick hatten gefordert, sich auf die methodologischen und begrifflichen Voraussetzungen von Naturforschung zu konzentrieren, statt Aussagen über die Natur selbst zu treffen oder sich einen theoretischen Begriff von ihr zu machen. Dabei zielten sie auf die Eliminierung des Materiebegriffs. Die Einheit der Wissenschaften sei nicht in der Substanz, sondern in der Methode zu suchen. Dieser Gedanke war in allgemeiner Form schon von Auguste Comte vorbereitet worden; er wurde im Hinblick auf die Physik bestätigt durch die Erkenntnis der Elektrodynamik, dass ein elektromagnetisches Feld nicht nur nicht aus mikroskopischen Untersystemen erklärt werden kann, sondern auch ohne Materie oder Trägersysteme wie dem Äther im Vakuum existiert. Materie und Raum könnten also keine ontologisch unterschiedlichen Entitäten darstellen; vielmehr wurde das elektromagnetische Feld zu einer neuen, nicht stofflichen Entität.
Auch die Kausalgesetzlichkeit war schon für Helmholtz nur eine Hypothese, deren Beweis nicht möglich sei. Doch nun wurde der Kausalitätsglaube verdrängt durch Theorien, die das Unberechenbare zu berücksichtigen suchten. Der Begründer der Physikalischen Chemie Wilhelm Ostwald plädierte in seinem Vortrag Die Überwindung des wissenschaftlichen Materialismus (1895) dafür, den „ungeistigen“ Atomismus der Mechanik zu überwinden und alle realen Phänomene auf verschiedene Formen und Quanten von Energie zurückzuführen. Obwohl er als Chemiker den Atombegriff benutzen musste und selbst Mitglied der Atomgewichtskommission war, konstatierte er, dass der Nachweis, dass alle die nicht mechanischen Vorgänge, wie die der Wärme, der Strahlung, der Elektrizität, des Magnetismus, des Chemismus, tatsächlich mechanische seien, … in keinem einzigen Fall erbracht worden sei.

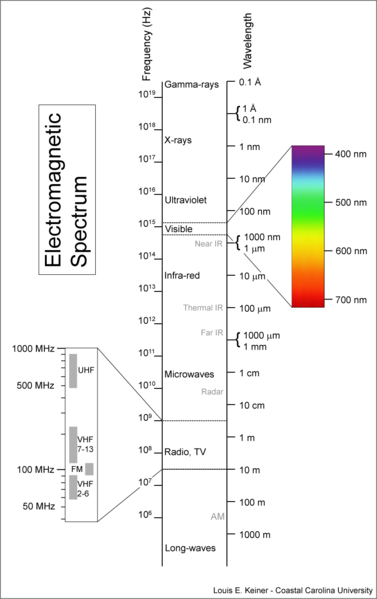
Das elektromagnetische Spektrum

Nachdem sich das späte 19. Jahrhundert dazu durchgerungen hatte, sich von Newtons Korpuskeltheorie zu verabschieden und den Wellencharakter des Lichts anzuerkennen, entdeckte Max Planck, dass der Energieübertrag zwischen Strahlung und Materie nur in Form von Quanten stattfinden kann. Albert Einstein wies nach, dass auch die Erklärung photoelektrischer Effekte Lichtquanten (Photonen) voraussetzt. Kurze Zeit später zeigte er, dass die statistischen Fluktuationen der Wärmestrahlung einen Welle-Teilchen-Dualismus voraussetzen. Dennoch hielten Planck wie Einstein und viele andere Wissenschaftler ihren Widerstand gegen eine indeterministische Sicht auf die Naturphänomene aufrecht. Schließlich zeigt Louis de Broglie 1924, dass nicht nur Photonen, sondern auch massenbehaftete Teilchen einen Wellencharakter tragen bzw. dass die sie begleitende Welle in einem größeren Raumbereich präsent ist.
Doch erschienen die stochastisch begründeten Theorien wie z. B. die Quantenstatistik wesentlich weniger elegant als die Relativitätstheorie Einsteins, für den ihre innere Vollkommenheit ihre Nähe zur wirklichen Welt widerspiegelte. Theorieästhetische Erwägungen wie Sparsamkeit, Reduzierung der Zahl der Axiome und Symmetrie, wie sie vor allem von Henri Poincaré geltend gemacht wurden, verloren in der Folgezeit trotz der statistischen Interpretation der Quantenphänomene keineswegs an Bedeutung. Nicht nur Determinismus wurde obsolet, auch die klassische Vorstellung von Kausalität wurde durch die Entdeckung erschüttert, dass Vorgänge, bei denen wir Ursache und Wirkung unterscheiden, irreversibel sind und die Zeit eine „Richtung“ hat. Und auch die relativistische Beschreibung von Ereignissen aus der Sicht zweier relativ zueinander bewegten Beobachter ist zwar insofern objektiv, als jeder Beobachter durch Umrechnung ermitteln kann, was der andere Beobachter wahrgenommen hat, doch ist sie keine Beschreibung im Sinne der objektiven Realität der klassischen Physik mehr. So formulierte Niels Bohr 1920 mit einer Mischung aus Bewunderung und Resignation: We must be clear that when it comes to atoms, language can be used only as in poetry. The poet, too, is not nearly so concerned with describing facts as with creating images and establishing mental connections. („Wir müssen uns darüber im Klaren sein, dass, wenn es um Atome geht, Sprache nur wie in der Poesie verwendet werden kann. Auch dem Dichter geht es weniger darum, Fakten zu beschreiben, als darum, Bilder zu schaffen und mentale Verbindungen [i. S. von Assoziationen, Gleichnissen] herzustellen.“)
Die im Experiment nachgewiesene Verletzung der Bellschen Ungleichung führte seit den 1960er Jahren zur endgültigen Akzeptanz der Annahme, dass die Wellenfunktion nur die Wahrscheinlichkeit der Messwerte festlegt, nicht aber, welcher Messwert in jedem Einzelfall auftritt. Damit war Einsteins Annahme einer verborgenen Variablen, die eine deterministische Lösung hätte retten können, widerlegt. Eine Messung liest nicht ab, sondern stellt erst her, was vorher nicht feststand. Dadurch fand die experimentelle Physik wieder großes Interesse bei Philosophen. Der Physiker und Philosoph Abner Shimony spricht in diesem Zusammenhang von experimenteller Metaphysik: Es gebe keine objektive lokale Realität. Doch Nichtvorhersagbarkeit müsse nicht notwendig Indeterminismus implizieren. Die Schwierigkeiten der „orthodoxen“ Kopenhagener Interpretation der Quantenmechanik, die die Messgeräte als klassische, nicht quantenmechanisch beschreibbare Geräte ansieht, seien ein wesentliches Motiv für die Entwicklung von Alternativinterpretationen, die sich insbesondere auf das Messproblem konzentrierten.
Die methodologisch-erkenntnistheoretische Wende
Die methodologisch-erkenntnistheoretischen und logisch-sprachphilosophischen Arbeiten der Philosophen und Logiker des Wiener Kreises stellten einen weiteren Versuch dar, die (nautr-)wissenschaftliche Erkenntnis auf einer nicht-fundamentalistischen Grundlage zu fundieren. Sie verdeutlichten, dass die sprachliche Form nicht nur ein Aspekt der wissenschaftlichen Darstellung von Forschungsergebnissen ist, sondern ein konstitutives Moment des Gegenstands von Wissenschaft, und zwar sowohl der Erforschung der äußeren Natur wie auch aller Hervorbringungen des Menschen. Mit der physikalistische Sprachauffassung von Rudolf Carnap, wonach intersubjektiv zugängliche physische Gegenstände die primären Bezugsobjekte jeder symbolischen Begriffsbildung und metaphysische Begriffe bedeutungslos sind, wurde der die Wissenschaftsgrenzen transzendierende Linguistic turn eingeleitet, der den Wahrheitsbegriff als solchen in Frage stellte und die Ära der großen Entwürfe einer Einheitswissenschaft, die Natur-, Sozial-, Geistes- und Formalwissenschaften umfassen sollte, endgültig beendete. Seine radikale Modernität bezog dieser Versuch, auf den sich freilich Nietzsches Vorwurf der Ahistorizität beziehen lässt, aus der geistigen „Aufräumarbeit“ in der Wissenschaft, die der Eliminierung von tradierten Begriffsverwendungen und anderem vermeintlichen Traditionsballast diente. Darin entsprach sie einem von Neuer Sachlichkeit, Bauhaus und Jugendbewegung geprägten Zeitgeist.

## Die Rationalitätskrise der Physik
Hatte schon die Erschütterung des Zeitbegriffs durch die Relativitätstheorie und die Quantenphysik in den 1920er Jahren jeweils eine Grundlagenkrise der Physik ausgelöst, so trug das ungeklärte Verhältnis der Relativitätstheorie Einsteins und der Quantentheorie zum Andauern der Krise bei. In der Speziellen Relativitätstheorie kann man fordern, dass für Teilchen in Bewegung, bei denen die Energie in der Gleichung E = mc² quadratisch auftritt, nur positive Lösungen für c gültig sind. In der Quantenmechanik gilt dies jedoch nicht. Hier sind auch Lösungen mit negativen Energien möglich, die zunächst zu widersinnigen Ergebnissen führten. Etwas Ordnung in die Teilchenwelt brachte die Quantenfeldtheorie in den 1960er Jahren, als man erkannte, dass man Teilchen mit negativer Energie als Antiteilchen mit positiver Energie interpretieren konnte. Die Symmetrie zwischen Teilchen und Antiteilchen wurde nicht nur experimentell belegt, sondern erschien auch ästhetisch ausgesprochen befriedigend. Allerdings führt diese Symmetrie in Kombination mit der Heisenbergschen Unschärferelation sofort auf das nächste grundlegende Problem. Die Unschärferelation erlaubt unter anderem eine Verletzung des Energieerhaltungssatzes, sofern die Dauer dieser Verletzung nur ausreichend kurz ist. Daraus folgt, dass jederzeit ein Teilchen und ein Antiteilchen „aus dem Nichts“ entstehen können, sofern sich beide innerhalb der durch die Unschärferelation vorgegebenen Zeit wieder gegenseitig vernichten.
Die Rationalitätskrise der Naturwissenschaften durch die mehrfache Erschütterung der Grundlagen der Physik in einem Jahrhundert führte u. a. zur Entwicklung von Thomas S. Kuhns Theorie des naturwissenschaftlichen Paradigmenwechsels, also des Werdens und Vergehens von Theorien. In Frage gestellt wurde die Annahme, dass wissenschaftliche Wahrheit das Resultat eines vernünftigen Diskurses sei, obwohl diese metatheoretische Verunsicherung die wissenschaftliche Praxis selbst kaum beeinflusste. Dabei hatte nur ein Jahr vor Veröffentlichung von Kuhns Buch Ernest Nagel, der Vertreter eines radikalen physikalischen Reduktionismus, noch von einer stabilen Struktur und kontinuierlichen Entwicklung von Theorien und Erkenntnissen gesprochen hatte. Doch nun erschien die Vision einer kumulativen menschlichen Einsicht in die Gesetze der Natur und ihrer ganzheitlichen Zusammenschau durch den zu beobachtenden ständigen Wechsel von Forschungsparadigmen gescheitert zu sein. Kuhn bestreitet nicht, dass die Newtonsche Theorie mehr Phänomene erklären könne als die Aristotelische, und die Theorie Einsteins wiederum mehr als die Newtons, doch er weist die Annahme einer linear-approximativen Annäherung an die Wahrheit, wie sie auch von Karl Popper postuliert wird, zurück: Im Hinblick auf gewisse Aspekte seiner Theorie stehe Einstein Aristoteles näher als Newton.

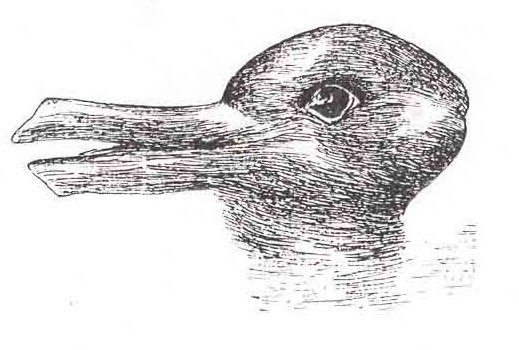
Kuhn veranschaulicht mit Hilfe einer optischen Täuschung, wie dieselbe Information unterschiedlich interpretiert werden kann: im Rahmen eines „Enten“- oder „Kaninchenparadigmas“.

Mit Kuhns Werk setzte sich eine Variante des Konventionalismus durch, die zwischen einer Kerntheorie und einem System von sie absichernden Aussagen an ihrer Peripherie unterscheidet. Letztere können unschwer angepasst werden, wenn es die empirischen Beobachtungen als zweckmäßig erscheinen lassen. Dass es eine „Stufenskala der Festigkeit“ von Theorien gibt, war bereits im frühen 20. Jahrhunderts erkannt worden. So stellte Hermann Weyl fest, dass Theorien „verschiedene Grade der Festigkeit“ besäßen; an einigen werde „mit großer Zähigkeit als Prinzipien festgehalten“; man rette sie oft nur durch „Ausflüchte“ oder komplizierte Zusatzannahmen. Am ehesten werden sie durch „negative Erfahrungen“ erschüttert, womit er das später von Karl Popper entwickelte Falsifikationsprinzip beschrieb. Wahl und Aufbau der Kerntheorie sind also letzten Endes eine Frage der Übereinkunft und keine empirische Frage. Selten wird eine gesamte Theorie falsifiziert: Im Falle von Schwierigkeiten bei der Erklärung der Realität oder innertheoretischen Widersprüchen wird möglichst nur die Peripherie der Theorie angepasst und ihr Kern so lange stabil gehalten wie möglich. Mit dieser Vorgehensweise kann recht präzise auch die Geschichte der Verteidigung des Ptolemäischen Systems gegen das heliozentrische Weltbild im Mittelalter bis zu seinem Zusammenbruch in der frühen Neuzeit beschrieben werden. Dahinter steht die Vorstellung, dass auch falsche Annahmen realitätsadäquate Folgerungen nach sich ziehen und ein großes prognostisches Potenzial haben können. Paul Feyerabend postuliert sogar, dass wissenschaftliche Durchbrüche vor allem durch Verletzung der methodischen Regeln erreicht werden. Diese Theoriestränge führen jedoch weg von einer Theorie der Natur und zurück zur Erkenntnistheorie bzw. hin zu einer Wissenschaftssoziologie. So weist Paul Hoyningen-Huene darauf hin, dass das Prinzip der heutigen Wissenschaften darin bestehe, vorhandenes Wissen systematisch zu nutzen, um neues Wissen zu generieren. Wissenschaftliche Arbeit sei wesentlich stärker durch Systematizität, d. h. systematische Aufarbeitung existierender wissenschaftlicher Arbeiten geprägt als durch abstrakte methodische Regeln wie das Falsifikationsprinzip.

## Die Suche nach einer Universaltheorie

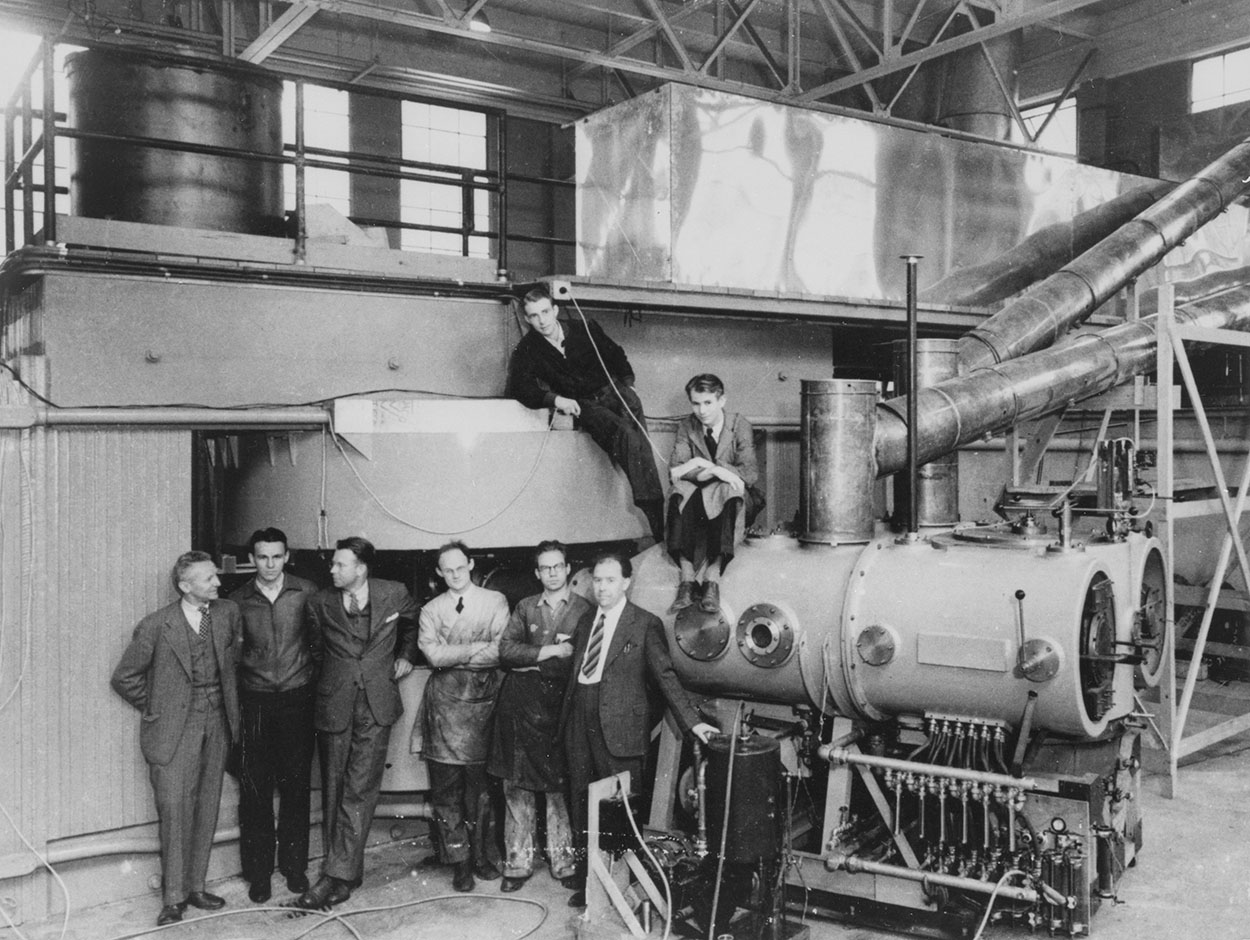
Teilchenbeschleuniger (Zyklotron) in Berkeley, 1939

Seit in den 1920er Jahren die Urknalltheorie von Georges Lemaître und damit die Vorstellung eines expandierenden Universums immer mehr Anhänger fand, wurde die Kosmologie von der Physik vereinnahmt. Die Schwächen der bis dato entwickelten theoretischen Modelle bis hin zu denen des Standardmodells, das zum Beispiel Dunkle Materie und Dunkle Energie nicht beschreibt, gaben Anlass zum Versuch der Formulierung von „universalen“ Naturtheorien. Schon Paul Diracs Hoffnung, dass auf der Grundlage seiner Dirac-Gleichung eine Universaltheorie entstehen könne, erwies sich in den 1930er Jahren als unbegründet. Während der von Erwin Schrödinger entwickelte Formalismus der Wellenmechanik dankbar aufgenommen wurde, stieß dessen realistische physikalische Interpretation auf Widerstand. Die von ihm initiierten erfolglosen Versuche zur Formulierung einer einheitlichen Feldtheorie, die alle Materie- und Kraftfelder des Universums zusammenfasst, dauern bis heute an. Noch Werner Heisenberg arbeitete in den 1950er Jahren erfolglos an der Etablierung einer Weltformel, einer theory of everything, die die vier Grundkräfte – Gravitation, Elektromagnetismus sowie die schwache und die starke Wechselwirkung im Atomkern – zusammenfassen sollte. John Ellis und andere Wissenschaftler vom CERN prägten 1978 den Begriff der Grand Unified Theory (GUT), einer Vereinheitlichung dieser Kräfte, für die es inzwischen eine sich ständig vermehrende Anzahl von Theorien gibt.
Weizsäcker schlug im Anschluss an Kant als Lösung eine sog. abstrakte Quantentheorie vor, die im Wesentlichen auf den Begriffen der Zeit und der logischen Ur-Alternative (also der binären Entscheidung) basierte, wegen ihrer Abstraktheit jedoch nicht vollständig ausformuliert werden konnte. Die binäre Logik und das Phänomen der Quantenverschränkung mit entgegengesetzt-reziproken Polaritäten oder Energien bilden auch die Grundlage für moderne Versuche, das Problem der Kausalität zu verstehen. Meist gibt man sich heute mit abgeschwächten Varianten bzw. mit einer „antirealistischen“ Interpretation des Kausalprinzips zufrieden; d. h., man versteht es nicht als ontologische oder gar deterministische Aussage, sondern als nützliche forschungsleitende methodologische Norm.
Kaum anschaulicher ist die Stringtheorie, deren Vertreter seit den 1980er Jahren ebenfalls den Anspruch auf eine „allumfassende Theorie der Natur“ erheben. Andere Kandidaten für eine Vereinheitlichung von Quantenmechanik und allgemeiner Relativitätstheorie sind die Theorie der Schleifenquantengravitation und die M-Theorie, die ebenfalls eine Quantisierung der Raumzeit implizieren. In diesem Fall müssten die Wege, die die Photonen nehmen, bei großen Entfernungen unterschiedlich verlaufen. Das könnte eventuell mit Teleskopen nachgewiesen werden, die die Tscherenkow-Strahlung messen.
So blieben die Fragen nach Wesen und Geltung stochastischer Regularitäten in der Kosmologie, biologischen Evolution oder Quantenwelt wie auch nach dem Ursprung der Naturkonstanten unbeantwortet. John Moffat, João Magueijo und Andreas Albrecht vertreten seit den 1990er Jahren die These, dass die Lichtgeschwindigkeit eine dynamische Größe sei und in der Frühzeit des Universums wesentlich höher als heute war. Damit stellt sich die Frage, ob ein Metagesetz existiert, das die zeitliche Entwicklung der Naturgesetze und damit auch der Naturkonstanten vorgibt.

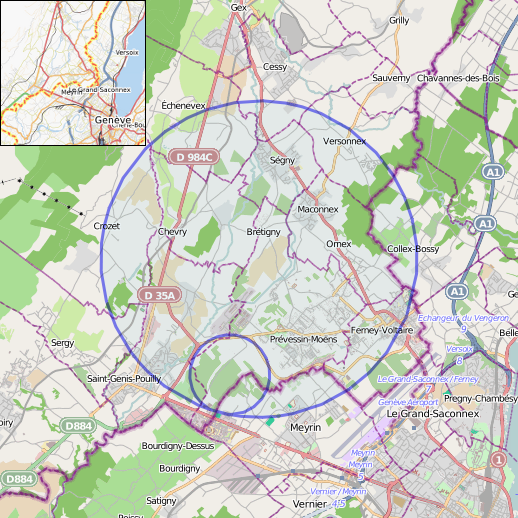
Lage und Ausdehnung des ca. 27 km langen Ringtunnels des Large Hadron Collider des CERN bei Genf

Letztlich besteht aber auch die Hoffnung, dass das Standardmodell sich als Grenzfall eines allgemeineren Modells erweist, welches das Standardmodell als für niedrige Energien oder bestimmte Größenskalen hinreichend genaue Lösung enthält. 2012 wurde am CERN das Higgs-Boson aufgespürt, das in seinen gemessenen Eigenschaften mit dem Standardmodell ünbereinstimmt.

## Naturerkenntnis und Artefaktproduktion
Mehr noch als der Mathematik und der Astrophysik wird der experimentellen Elementarteilchenphysik eine Schlüsselrolle für die Entwicklung eines umfassenden Modells zur Erklärung aller Wechselwirkungen der Natur zugeschrieben. Seit 1912 die ersten Teilchenspuren mit Hilfe der Nebelkammer nachgewiesen wurden, begann eine beispiellose Jagd auf Elementarteilchen, die zur Entwicklung einer immer aufwändigeren technischen Infrastruktur (Technoscience) z. B. in Form von Teilchenbeschleunigern führte. Schon 1937 wurde mit dem Technetium das erste künstliche Element hergestellt, das allerdings auch in der Natur vorkommt. Bis 2016 wurden weitere 25 künstliche Elemente (die Transurane) produziert, die so instabil sind, dass sie in der Natur nicht vorkommen, auch wenn es sie bei Bildung des Sonnensystems vielleicht einmal gegeben hat. Die Entwicklung erreichte mit dem Large Hadron Collider mit seinem 27 Kilometer langen Ringtunnel aus supraleitenden Magneten ihre bisher größte Ausprägung. So kam es Ende des 20. Jahrhunderts zu einem Paradox: Einerseits wurden die Bedingungen, die erfüllt sein müssen, damit ein Phänomen als beobachtbar gilt, immer weiter verschärft; andererseits wurden die Grenzen der potenziell beobachtbaren Natur durch immer neue Theorien, aber vor allem durch Technologien permanent ausgeweitet von kleinsten Partikeln bis zu den mittels des Hubble-Weltraumteleskops beobachtbaren Grenzen des Kosmos.
Daraus ergibt sich nicht nur das Paradox, dass immer mehr Aspekte der Natur nur mittels komplizierter Kulturtechniken beobachtbar sind. Vielmehr tritt der Artefaktcharakter der mit diesen Techniken erzielten extrem kurzlebigen Befunde selbst immer deutlicher hervor. Sie sind also ein Resultat menschlichen Handelns (siehe auch Methodischer Kulturalismus), wobei die Schwierigkeiten der Interpretation dieser Kunstprodukte wachsen. Die durch Teilchenbeschleuniger produzierten, verwirrend zahlreichen Materiezustände werden in der Sprache der Descarteschen Substanzmetaphysik allerdings nach wie vor reifizierend als Elementarteilchen bezeichnet. Dadurch wird verschleiert, dass die verschiedenen Bedeutungen all dessen, was heute „Teilchen“ genannt wird, nur lose zusammenhängen. Es ist freilich prestigeträchtiger, ein „Teilchen“ entdeckt zu haben als einen kurzlebigen Anregungzustand der Materie zu produzieren.
Zwar führten die jahrzehntelangen Versuche, die Ergebnisse der experimentellen Elementarteilchenphysik und die Widersprüche von Relativitäts- und Quantentheorie konsistent zu interpretieren, zur Entwicklung des Standardmodells der Elementarteilchenphysik, das allerdings die Gravitation zwischen den Elementarteilchen noch nicht berücksichtigt. Auch wenn das Modell durch die Auffindung des Higgs-Bosons bestätigt und damit die Vereinigung von elektromagnetischer und schwacher Wechselwirkung nähergerückt schien, waren doch seit den 1970er Jahren keine großen Erkenntnisfortschritte hinsichtlich zahlreicher anderer Forschungsfragen zu verzeichnen (Wesen der Gravitation, Dunkle Materie, Dunkle Energie). So konzentrierte sich die experimentelle Forschung darauf, mit immer energiereicheren Teilchenbeschleunigern zu prüfen, ob es im Bereich extrem hoher Energien Befunde gibt, die nicht mit dem Standardmodell vereinbar sind. In jüngerer Zeit wurden einige Effekte nachgewiesen, die darauf hinweisen, dass es mehr Teilchen gibt, als im Standardmodell beschrieben werden, wie zum Beispiel die Neutrinomasse oder die Myon g-2 Kollaboration. Bisher gibt das Standardmodell jedoch keine Antwort auf die Fragen der dunklen Materie oder dunklen Energie.
Unser Blick auf die Natur ist daher heute weitgehend mathematisiert, doch nicht alles, was sich mathematisch formulieren lässt, kann auch empirisch überprüft werden. Außerdem ist jede Vorhersage von Effekten im hohen Energiebereich von so vielen, derzeit nicht überprüfbaren Zusatzannahmen abhängig, dass die oft geforderte „Natürlichkeit“ (naturalness) des Verhältnisses physikalischer Konstanten zueinander, die schon im Standardmodell nicht gegeben ist, sich bisher nicht herstellen ließ. Das Natürlichkeitsproblem des Standardmodells besteht darin, dass es eine Feinabstimmung von Parametern erfordert, die zu Lasten seiner mathematischen Schönheit geht. Naturalness scheint möglicherweise aber eher ein theorieästhetisches als ein physikalisches Kriterium zu sein. So bleiben übergreifende Theorien derart abstrakt und spekulativ, dass sie sich nicht als System erfahrungsbasierter Aussagen über „natürliche“, also nicht vom Menschen gemachte Objekte interpretieren lassen.

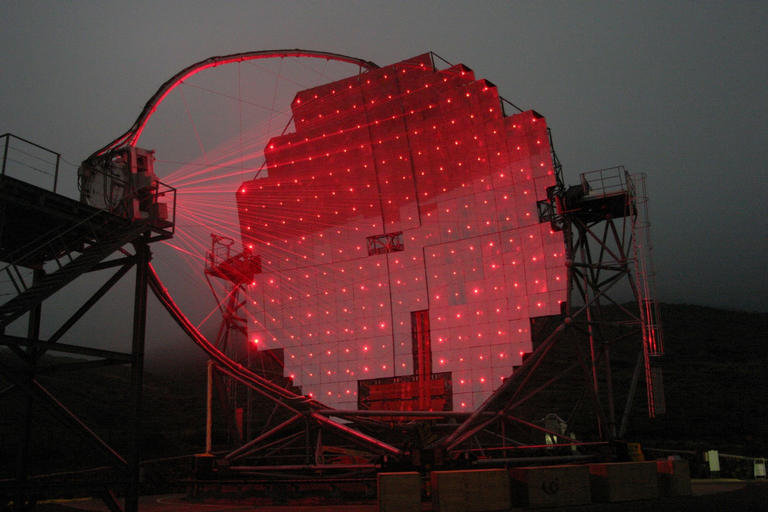
Das MAGIC-Teleskop I auf La Palma zur Messung der Tscherenkow-Strahlung bei Nacht (2004)

Daher gibt es immer mehr Kritiker der realistischen Deutung von Gesetzen, die wie Ian Hacking einen Entitätenrealismus vertreten. Für ihn stellen die „Teilchen“ keine Hypothesen mehr dar, sobald man mit ihnen zielgerichtete Effekte bewirken bzw. sie als Werkzeug verwenden kann. Wichtiger als die Überprüfung ihres ontologischen Status sei also erfolgreiche Handhabung im Experiment. Die seit Heisenbergs Entdeckung der Unschärferelation infrage gestellte Trennung des Beobachters von der beobachteten Natur, die durch den Beobachtungsvorgang eine Veränderung erfährt, erhält damit eine ganz neue Dimension.
Angesichts des sinkenden Grenznutzens teurer experimenteller Versuchsaufbauten wird vielfach argumentiert, die zu überprüfenden Hypothesen sorgfältiger auszuwählen und sich nicht von hochspekulativen Theorien leiten zu lassen. Deren Kritiker warnen vor der Hoffnung, dass durch man allein durch mehr Investitionen in die experimentelle Forschung „irgendwann“ bei der Theoriebildung vorankommt. So häufen sich „elpistische“ Theorien, die die Existenz von Elementarteilchen oder anderen hypothetischen Strukturen vorhersagen, welche bisher nicht gefunden wurden, denen man aber eine „elpistische Chance“ oder einen „Hoffnungswert“ zuweist.
Unabhängig von den Bemühungen der theoretischen und Experimentalphysiker um Integration ihrer Befunde, teils auch in kritischer Wendung gegen die kostspielige Artefaktproduktion oder gegen eine als reduktionistisch empfundene theory of everything, erfolgten in anderen Wissenschaftsdisziplinen immer wieder Systematisierungs- und Theoretisierungsversuche, die die traditionelle Wissenschaftssystematik und sogar die Abgrenzung der Natur- von den Sozialwissenschaften in Frage stellten: so mit der Kybernetik, den evolutionstheoretisch beeinflussten, aber anti-darwinistischen bottom-up-Theorien der Selbstorganisation und Emergenz lebender und komplexer Systeme (Robert B. Laughlin, Ludwig von Bertalanffy, Gilbert Simondon, Francisco Varela, Per Bak), der Chaostheorie, der Ökosystemtheorie oder der Theorie des Universums als eines zellulären Automaten mit der Fähigkeit zur Selbstreplikation, womit die Simulation des Urknalls und der daraus folgenden komplexen interagierenden Muster möglich ist. Die Systemtheorie stellte den Dualismus von Beobachter und beobachtetem Objekt, von Materie und Geist sowie die atomistische Stückelung der Welt in Frage. Ähnlich wie Schelling betont Francisco Varela die eigenschöpferische Potenz der Natur. Doch handelt es sich bislang dabei eher um eine hoch abstrakte Beschreibungssprache. Ein ganzheitlicher Begriff von Natur ließ sich damit nicht wieder gewinnen. Vielmehr gewannen gegen Ende des 20. Jahrhunderts Metaphern aus der Informatik zur Beschreibung und Erklärung von Naturphänomenen an Boden.
Die Auffassung, dass das Universum in Analogie zur Funktionsweise eines digitalen Computers verstanden werden kann, führte zur Entwicklung verschiedener Ansätze der digitalen Physik.

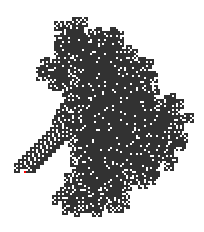
Digitale Physik und synthetische Biologie: Langton-Ameise mit chaotischem Wachstum und anschließendem Bau einer Ameisenstraße

Auch die Kunstprodukte der synthetischen Biologie sind nicht nur zweckfreie Naturphänomene, sondern immer auch Artefakte, also Ergebnisse menschlicher Intention bzw. „creations of the mind“. Diese bestimmen heute den Pfad der weiteren Forschung. Peter Janich hat das „protophysikalische“ Programm des methodischen Konstruktivismus in dieser Richtung weitergeführt, um damit die Fallen des Naturalismus zu vermeiden, ohne im Relativismus zu enden: Für ihn wie für seinen Schüler Michael Weingarten gründet die Allgemeingültigkeit der Naturerkenntnis auf der Wiederholbarkeit des praktischen Handlungserfolgs mit Versuchsaufbauten. Theorien sind demzufolge nur „kondensierte“ Erfahrungen auf Grundlage von Versuchsaufbauten und der Befolgung von Experimentiervorschriften.

## Virtualisierung und Informatisierung der Realität, Rückkehr der Metaphysik und neuer Anthropozentrismus
Carnap und Nelson Goodman hatten die Bedeutung der Symbolsysteme für die Deutung der Welt erkannt. Daraus folgte, dass sich verschiedene Beschreibungen der Welt nicht widersprechen müssen, sondern eben verschiedene Welten beschreiben, zwischen denen es wenig Berührungspunkte oder (so Paul Feyerabend) keinerlei Brücken gebe. Gegen Ende des 20. Jahrhunderts wurde nun jedoch das Verhältnis zwischen „Welt“ und „Information“ thematisiert. Karl Popper und John Carew Eccles hatten die Drei-Welten-Lehre entwickelt, wonach es neben Körper (Materie) und Geist eine dritte Ebene, nämlich die der Information gebe, welche nach ihrer Erzeugung in Form einer eigenen Welt verselbstständigt und potenziell zeitlos existiere, also unsterblich sei. Umgekehrt postuliert Willard Van Orman Quine, dass alle logischen und mathematischen Wahrheiten denselben ontologischen Status haben wie Theorien über die natürliche Umwelt des Menschen, so dass wir nicht zwischen natürlichen und fiktionalen Objekten im Hinblick auf deren „Realität“ unterscheiden können. Alle Theorien seien a priori-Konstruktionen.
War man seit der frühen Aufklärung stets vom Primat der äußeren, sichtbaren Welt aus gegenüber der Information ausgegangen, stellt der Virtualismus von John A. Wheeler dieses Verhältnis auf den Kopf: Die Information basiere nicht auf physikalischen Grundlagen, sondern die sichtbare äußere Umwelt gehe aus der Unsicherheit der Quantenwelt hervor (It from bit), wobei diese als Information beschrieben wird. Das Problem bestehe in der Beschreibung der Grenze und des Übergangs zwischen beiden Bereichen. So seien die massetragenden Elementarteilchen durch informationstragende „Botenteilchen“ – Gluonen und Photonen – oder durch alles durchdringende Felder und ihre Zugwirkungen verknüpft. Diese Informationen müssen erkannt und „intelligent“ verwendet werden, wodurch erst sinnvolle Formen und Strukturen entstehen.

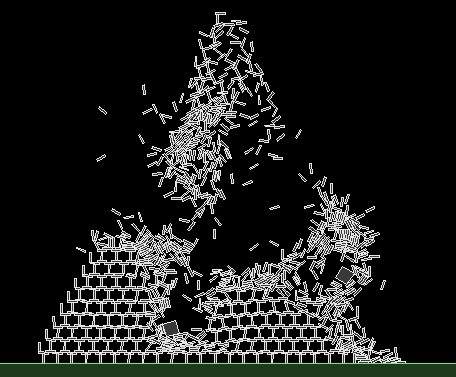
Physikalische Simulation mit Hilfe der Physik-Engine Box2d, die auch für Computerspiele genutzt wird

Nimmt man dazu die Feststellung Weizsäckers und anderer Quantenphysiker, dass alles, was sich durch Experimente auf subatomarer Ebene ereignet, nur durch den Einfluss des subjektiven Bewusstsein geschieht und somit das Beobachtete von der Auswahl der Fragestellung bis zur Interpretation der Artefakte von den Zielen und der Sprache des Beobachters geformt wird, zeigt sich, dass die Quantenphysik an traditionelle metaphysische Fragestellungen anschließt. Für Heisenberg war die Elementarteilchenphysik am ehesten mit der Philosophie Platos vergleichbar: Moderne „Teilchen“ galten ihm nur als Darstellungen von Symmetriegruppen, die insofern den Körpern der platonischen Lehre gleichen. Für ihn war die Inklusion des Bewusstseins in physikalische Modelle, wie sie durch die Unschärferelation impliziert wird, kein Problem mehr. Damit stellte er die im antiken Atomismus angelegte, seit dem 17. Jahrhundert verfestigte Trennung von Materie und geistigen Prozessen infrage, wie das schon Alfred North Whitehead 1925 getan hatte: Was die Physiker für ausdauernde Materie halten, sei in Wirklichkeit eine Folge von Ereignissen. Der Materiebegriff lasse sich mit Hilfe der Naturwissenschaften ebenso wenig erklären wie die evolutionäre Eigenschaft der Materie, ein Bewusstsein hervorzubringen, durch die bekannten Regeln der Evolution zu erklären ist. Für jede physikalische Beschreibung der Realität bleibt das Verhältnis von Materie und Bewusstsein ein Problem, es sei denn, man akzeptiert die Leibnizsche Lösung, nach der man sich physikalische Teilchen als mentale Wesen mit physikalischen Kräften vorstellen kann. Demnach wäre alles Materielle immer schon bewusst, es verfügte über ein „Proto-Bewusstsein“. Ähnlich argumentiert der Heisenberg-Schüler Hans-Peter Dürr, dass die von uns beobachtbare Unschärfe der Quanten ein Ausdruck des Lebendigen sei: Was wir als Materie erlebten, sei deren „Bewusstsein“.
Damit deutet sich eine Renaissance intuitiv-spekulativer Betrachtungsweisen der Quantenphysik an. Eine Reaktion auf den Konstruktivismus stellen die neovitalistischen Anknüpfungsversuche an die Naturlehre Schellings dar, die den Physikalismus der Partikeltheorien vermeiden wollen, indem sie Natur wieder als indeterminiertes generatives Kräftepotenzial begreifen, welches sich der Erklärung durch menschliche Modellvorstellungen entzieht. So geht Iain Hamilton Grant, ein Vertreter des Spekulativen Realismus, davon aus, dass die Betonung der Rolle des menschlichen Bewusstseins oder der Vernunft für das Verständnis der anorganischen Natur durch nichts zu rechtfertigen sei. Die Frage Kants, welchem Zweck die (organischen) Abweichungen von den mechanistischen Prozessen dienen, sei anthropozentrisch. Grant versucht, die Anwendung eines Realitätsbegriffs, welche der Emergenz der menschlichen Intelligenz vorausgeht, auf die Natur zu retten: Man könne sich eine Welt ohne Denken vorstellen; das Denken könne aber nicht die gesamte Natur umfassen, wenn es in der Natur und nicht neben ihr existiere. Andernfalls falle man in die Tradition des transzendentalen Idealismus zurück, wonach erst das Denken die Natur hervorbringe. Grants Konzept führt freilich zu einer neuen Metaphysik der sich selbst entfaltenden Kräfte oder Beziehungen im Anschluss an Schelling.
Gleichzeitig verdrängte der Konstruktivismus erneut die Frage nach dem Ursprung und der Abgrenzung des Lebendigen aus bzw. von der „toten“ Materie. Seit den 1970er Jahren wurden – passend zur Theorie der Informationsgesellschaft – die seit Darwin bzw. seit Alfred Russel Wallace verwendeten Kriterien der Abgrenzung der natürlichen Lebensformen von toter Materie durch den Zweck der Reproduktion bzw. die Motivation eines Lebewesens, seine Existenz zu sichern und fortzusetzen, zunehmend in Frage gestellt. Richard Dawkins sah in seiner Theorie des „egoistischen Gens“ die Zweckbestimmung des Lebens in der Replikation von Genen. Das Individuum ist für ihn lediglich ein Objekt, das durch seine Fortpflanzung dem Bestand der in seinen Genen gespeicherten Informationsinhalten dient. Damit wird das Lebendige als materieller Träger sich replizierender Informationseinheiten weiter objektiviert; eine Zweckbestimmung entfällt. Auch Humberto Maturana und Francisco Varela erkennen keinen Zweck des Lebens, sondern postulieren, dass die Interaktionen der Organismen durch ihre Struktur determiniert seien, mit dem äußeren Milieu gekoppelt sind und ihre Zustände permanent verändern. Dabei unterscheiden sie nicht zwischen dem Milieu und anderen Organismen: Das Lebewesen ist strukturell mit seiner Umwelt gekoppelt und erzeugt durch seine Sensorik ein subjektives Bild von ihr. Damit setzen sie einer „Ontologie des Lebendigen“ mit seinem Versuch einer erschöpfenden Aufzählung seiner konstitutiven Merkmale einen konstruktivistischen Ansatz entgegen, wonach ein mit der Umwelt interagierendes System seine wechselnden Erscheinungsformen selbst erzeugt.

## Naturtheorien in Sozialwissenschaften und Ökologie

### Sozialmetaphern in den Naturwissenschaften und Naturmetaphern in der Gesellschaftswissenschaft
Schon für Ernst Cassirer waren die Bilder, die wir uns von der physikalischen Welt machen, nicht aufgrund der geforderten Ähnlichkeit mit dieser zu beurteilen; ihr Wert liege vielmehr „in dem, was sie als Mittel der Erkenntnis leisten“ Daher kommen Symbolen und der Semiotik eine bedeutende Rolle für die Erfassung der Natur zu.
Nicht nur flossen im Lauf der Jahrhunderte immer wieder Naturmetaphern wie z. B. der Begriff des Organismus und des Wachstums in die Sozialtheorie ein; auch umgekehrt wurden Sozialmetaphern wie z. B. der Begriff der (sozialen) Ordnung in die Natur projiziert, oder die Gesellschaft wie die Natur wurden nach dem Modell von Menschen erstellter Artefakte begriffen wie im barocken Maschinen- oder Uhrenmodell. Dieser wechselseitige Transfer von Metaphern wurde bis ins 19. Jahrhundert nicht grundsätzlich hinterfragt: Für Aristoteles waren gute Metaphern ein Zeichen von Begabung; denn „gute Metaphern zu bilden bedeutet, dass man Ahnlichkeiten zu erkennen vermag“.
Konstatierte Wilhelm von Humboldt noch, „dass jede Trennung von Fakultäten der ächt wissenschaftlichen Bildung verderblich“ sei, so drifteten Sozial- und Naturwissenschaften und ihre Begrifflichkeiten seit Ende des 19. Jahrhunderts immer weiter auseinander. Wo gemeinsame Metaphern nicht mehr halfen, schienen gelegentlich „Supertheorien“ eine Integrationschance zu bieten. So schien um 1900 der notorische Gegensatz von Kultur und Natur bzw. Sozialität und Natur vorübergehend im vitalistischen Lebensdiskurs aufgehoben, der allerdings den Übergang von der unbelebten zur belebten Natur, vom „Mechanismus“ zur „echten Ganzheit“ erneut mystifizierte.
Heute nähern sich die Begriffswelten wieder an, z. B. in der Soziobiologie. In den Wirtschaftswissenschaften übertrug die Chicago School den Darwinismus auf Markt und Wettbewerb. Heute finden sich Metaphern und Topoi aus der Evolutionstheorie auch im philosophischen Diskurs. So spricht Christian Illies von den knappen Ressourcen wie „Nahrung, Territorium und vermutlich Frauen“. Maturanas und Varelas von der Kybernetik beeinflusste zirkuläre Beschreibung von Leben und Erkennen mit dem Begriff der Autopoiesis wurde von der soziologischen Systemstheorie aufgegriffen.

### Postmoderne: Naturalisierung der Technik, Denaturalisierung und Spiritualisierung der Natur
Gentechnik und Artificial-Life-Forschung, die Sozionik und andere Entwicklungen liefern derzeit Anlass, über den laufenden Prozess der „Denaturalisierung“ in der „Technokultur“ wie auch über den der „Naturalisierung der Gesellschaft“ nachzudenken. Allerdings wird der Begriff der Naturalisierung von den Sozialwissenschaften in Formeln wie „Naturalisierung der sozialen Ungleichheit“, der sozialen Differenzierung oder des Geschlechts meist metaphorisch-ideologiekritisch und nicht im Kontext einer Naturtheorie benutzt; er meint dann: „(scheinbar) von Geburt an“ oder „nicht (nur) in Naturkategorien denken“. Das Thema der „Sozialisierung der Natur“ wird vorwiegend durch Einzelstudien zu den Grundlagen von Kultur und Technik im Biotischen angesprochen. In diesem Zusammenhang werden Sozialmetaphern vermehrt in technischen Diskursen genutzt und umgekehrt, was zu der Frage führt, welche technisch-wissenschaftlichen Entscheidungen im Hinblick auf welche soziokulturellen Leitbilder zu treffen sind.
Auch die Feministin Donna Haraway, die die Entwicklung von Metaphern in der Entwicklungsbiologie untersuchte, stellt die traditionellen Grenzziehungen zwischen Natur und Kultur in Frage. Die dem Dekonstruktivismus zugeneigte Landschaftsplanerin Angelika Saupe kritisiert die These von der technischen Unterwerfung der Natur; sie richtet die Aufmerksamkeit auf die Verlebendigung der Technik wie auf die technische Produktion einer „neuen“ Natur.
Die radikale Subjektivierung der Erkenntnis durch die Theoretiker der Postmoderne führt aber auch zur Negierung des „Außen“ und damit der Vorstellung einer äußeren Natur. In seinen Arbeiten, die an der Schnittstelle zwischen Technik- und Sozialtheorie angesiedelt sind, setzt sich Bruno Latour sowohl vom Naturbegriff als auch vom Begriff des Naturgesetzes ab, bei dem es sich immer um eine soziale Konstruktion handle. Latour kritisiert, dass der cartesische Dualismus mit seinem Gegensatz von handelnden Subjekten und passiven, stummen Objekten weiterhin als offizielle Wissenschaftsdoktrin gelte, während die Wissenschaft und die Gesellschaft – in krassem Gegensatz zu diesem Selbstverständnis – in ihren Labors und Fabriken permanent Natur und Gesellschaft, Soziales und Artifizielles vermischen, ohne sich diese Praxis wirklich bewusst zu machen. Mensch und Werkzeug, Natur und Gesellschaft sind zu hybriden Quasi-Objekten verflochten, die heute sowohl stark vermehrt als auch zugleich verleugnet werden (z. B. das Ozonloch). Nach cartesischer Auffassung werden diese Hybride immer „nur als Teil der vom Menschen domestizierten Natur betrachtet und damit weiterhin dem – allerdings bloß eingebildeten – objektiven Außen der Gesellschaft zugerechnet“; ihre Existenz werde verdrängt.
Mit dieser Kritik knüpft Latour implizit an Friedrich Engels Versuch an, eine Brücke zwischen Sozialgeschichte und Naturtheorie mittels abstrakter Modellbildung (der von Engels sogenannten Dialektik der Natur) zu schlagen.
Umgekehrt kommt es zu Versuchen, die Entwicklung von Technik und Wissenschaft mit Hilfe evolutionstheoretischer Annahmen zu naturalisieren. So wird die Annahme einer sich selbst antreibenden Technologie von Kevin Kelly in allerdings stark deterministischer Vereinfachung vertreten. Demzufolge wolle das Technikum dasselbe wie jedes andere lebende System: sich erhalten und ausbreiten.
Die von der postmodern-konstruktivistischen Theoriebildung geförderte Vernachlässigung der Fragestellungen der Naturphilosophie wird von den modernen Sozial-, Kultur- und Technikwissenschaften nur teilweise kompensiert. Vor allem die ökologische Forschung wirft die seit den Physiokraten vernachlässigte Frage nach den inhärenten Werten oder dem Eigenwert der Natur erneut auf, was offenbar eine Folge der zunehmenden Eingriffstiefe in die Natur ist. So ist seit Ende des 20. Jahrhunderts die langfristige Tendenz zur Entsakralisierung der Natur offenbar in die Tendenz zu ihrer (Re-)Sakralisierung und spirituellen Aufladung umgeschlagen.
In eine andere Richtung weisen Forschungen, die auf die Behinderung oder Zerstörung der Naturerfahrung durch zunehmenden Medienkonsum hinweisen. Studien zur Naturbeziehung der jungen Generation deuten auf eine wachsende praktische wie mentale Distanz gegenüber der sie umgebenden Natur hin. Dabei zeigt sich, dass Naturerfahrung und Medienaffinität negativ korreliert sind. Immer mehr Jugendliche nehmen Natur nicht mehr direkt wahr, sondern nur noch deren Repräsentationen. Immer weniger Menschen wissen, wann der Mond zu- oder abnimmt oder in welcher Himmelsrichtung die Sonne aufgeht; ihr Anteil hat sich seit 2010 verdreifacht. Gleichzeitig werden im Internet immer mehr Erzählungen wie die vom mercury retrograde, vom rückläufigen Merkur, verbreitet, welche die Natur als animistisch belebt erscheinen lassen. Die sozialen Medien, in denen immer mehr Menschen mit immer größeren Zeitanteilen verankert sind, verhindern die direkte Naturerfahrung und ersetzen sie durch die Positionierung des Körpers in mehr oder weniger fiktiven Abbildern der Natur und des Kosmos, wie sie in der mittelalterlichen oder barocken Bildkultur üblich waren. Diese Abbilder sind mystisch-spirituell aufgeladen; Beobachtung und Theorie wird durch Resonanz mit bestimmten Weltausschnitten ersetzt.

### Kritische Theorie und Ökologiebewegung
In der Suche nach holistischen Theorien drückt sich das Unbehagen über die arbeitsteiligen Naturwissenschaften aus. Seit den 1950er Jahren waren „die Physiker“ zum Symbol geworden für ein „unbedingt zu verhinderndes Maß an naiver Fachlichkeit [...] von Naturwissenschaftlern, die als Forscher in Waffenentwicklung oder Schlimmeres quasi blind hineinschlittern“. Der Konflikt von Natur- und Sozialwissenschaften wurde von letzteren zugespitzt auf die Alternative „fachliche Bornierung“ versus „Kritikfähigkeit“.
Vor allem die Kritische Theorie in Gestalt ihres Mitbegründers Herbert Marcuse befasste sich seit den 1950er Jahren mit den Herrschaftsimplikationen der Naturwissenschaften. Marcuse postulierte, dass bereits die kognitive Struktur der experimentellen Wissenschaften nicht nur auf die fortschreitende Naturbeherrschung, sondern auch auf die Erhöhung der Wirksamkeit der Herrschaft des Menschen über den Menschen ausgerichtet sei. Er forderte eine andere Naturwissenschaft und eine neue, nicht-ausbeuterische Haltung gegenüber der Natur, ja eine „erotische“ Einstellung ihr gegenüber. Auch die Vertreter einer Kritischen Evolutionstheorie versuchten den altdarwinistischen Evolutionsgedanken im Rahmen einer allgemeinen Naturtheorie zu modernisieren. Joachim Radkau widmete sich erstmals umfassend der Umweltgeschichte, also den menschlichen Eingriffen in die Natur und ihren Rückwirkungen.
Energiekrisen und Umweltskandale wie in Seveso, Bhopal oder Tschernobyl machten seit den 1970er und 1980er Jahren deutlich, dass die natürlichen Ressourcen begrenzt und das ökologische Gleichgewicht der Erde gefährdet waren. Die moderne Erfolgsgeschichte der Domestizierung der Natur, die mit der modernen Wissenschaft und Technik untrennbar verbunden ist, schlug um in eine fundamentale Krise der Naturbeherrschung und trübte den Wissenschafts- und Fortschrittsoptimismus. Allerdings hatte schon Wilhelm von Humboldt die Reduktion der „Mannigfaltigkeit“ der Natur (und der Menschen) im Zuge der homogenisierenden Wirkungen des Fortschritts beklagt: „die ungeheuren Wälder sind ausgehauen, die Moräste ausgetrocknet u.s.f.“. Er kann als Vorläufer einer Theorie der sozialen und der Biodiversität angesehen werden, der in der Erhaltung der Mannigfaltigkeit ein Gegenmittel gegen kommende Katastrophen einer zentralisierten und homgenisierten Massengesellschaft sah.
Die Idee einer „alternativen Naturwissenschaft“ beeinflusste mit gewisser Verzögerung auch die Ökologiebewegung und selbst die marxistische Diskussion. Jürgen Habermas wiederum geht es primär um den Aspekt einer „Moralisierung“ der menschlichen Natur und u. a. um das Recht auf ein natürliches genetisches Erbe, in das nicht künstlich eingegriffen werden soll.
Auch bei der Gaia-Hypothese und ähnlichen Superorganismus-Theorien handelt es sich um allerdings vielfach kritisierte Versuche, einen neuen holistischen naturtheoretischen Denkansatz zum Verständnis des Verhältnisse von Leben und anorganischer Welt zu formulieren. Empirisch fundierter scheinen hingegen die Versuche zur Entwicklung einer Theorie der konstitutiven Rolle von Diversität in der Natur zu sein. Da Evolution ein Vielfalt generierender Differenzierungsprozess ist, auf dessen Basis weitergehende, alternative Entwicklungsschritte überhaupt erst möglich sind, kann das beschleunigte Artensterben als Indikator für eine drohende Krise der Evolution gelten.
Durch den Begriff des Anthropozäns, den Paul J. Crutzen im Jahr 2000 prägte, soll zum Ausdruck kommen, dass die Menschheit zu einem der wichtigsten geologischen und erdatmosphärischen Gestaltungsfaktoren geworden ist, der z. B. zur Umgestaltung großer Landflächen, zum Schmelzen des Gletscher- und Polareises und zum Anstieg der Ozeane beiträgt. Schon der italienische Geologe Antonio Stoppani hatte in seinem 1871–1873 erschienenen dreiteiligen Werk Corso di Geologia eine ähnliche These von einer „nuova forza tellurica“ in einer anthropozoischen Ära postuliert, und Wladimir Iwanowitsch Wernadski hatte schon um 1900 gezeigt, dass im Laufe der Geschichte immer mehr verschiedene Elemente in immer größeren Mengen in die Biosphäre eingetragen werden. Auch er kann daher als Vorläufer des Anthropozän-Konzepts gelten. Als zeitliche Marker für die Abgrenzung des Anthropozäns vom Holozän gelten oft das weltweite Auftauchen großer Mengen künstlicher radioaktiver Isotope aus den Atombombenversuchen seit etwa 1950 oder der Beginn von Klimaveränderungen durch die industrielle Revolution seit 1800 oder auch das Auftauchen großer Mengen von Plastikresten.
Die Natur gehört also nicht mehr – wie bei Descartes und bis weit ins 20. Jahrhundert – zum objektivierbaren „Außen“ der Gesellschaft: „Umweltprobleme sind keine Um-Weltprobleme, sondern durch und durch – in Genese und Folgen – gesellschaftliche Probleme, Probleme des Menschen“. Eine Theorie des Anthropozäns, die den Dualismus Mensch–Natur auflöst, steht jedoch bis heute aus.